# 我們結婚了 (第四季)
本列表為《我們結婚了》第四季的每集節目列表。
| 目录 | | |
| 1. 節目 2. 格鬥夫婦 3. 閃光夫婦 4. 執著夫婦 5. 珍惜夫婦 6. 臉贊夫婦 7. 初戀夫婦 8. 俊美夫婦 9. 古典夫婦 | 1. 兔絨夫婦 2. 蒲公英夫婦 3. 悠閒夫婦 4. 精靈夫婦 5. 宣言夫婦 6. 幸運夫婦 7. 五元夫婦 8. 星宿夫婦 9. 養眼夫婦 | 1. 草露夫婦 2. 可頌夫婦 3. 憧憬夫婦 4. 泰美夫婦 5. Juicy夫婦 6. 心空夫婦 7. 註釋 8. 參考資料 9. 外部連結 |

## 節目
自2012年9月1日起，除原本的酒窩夫婦外，又找來格鬥夫婦以及閃光夫婦，總計三對夫婦開啟第四季的節目，並且創立了我結夫婦村，今後預計所有的夫婦都會在這裡一起生活。製作組透露：「我們結婚了從開播以來每對假想夫婦都只能在特輯的節目中碰面，因此開創了我結夫婦村，預計讓所有夫婦入住這裡，並且把這裡當作社區進行生活，想必會有更多有趣的小插曲發生。」兔絨夫婦成為第四季中最後一對住在我結村的夫婦，在他們之後上車的夫婦，包括蒲公英夫婦、悠閒夫婦皆回復之前的新婚房安排制度。

## 格鬥夫婦
- 朱利安·姜（Julien Kang）與尹世雅－格鬥夫婦，共29回
- 朱利安暱稱為「姜肩膀」，因朱利安的肩膀有58cm長，世雅暱稱為「Chéri」，法語意思為「親愛的」，中譯為「櫻桃」。
- 由於朱利安是混血兒，韓語有時不太流利；世雅的英語亦不太靈通，所以二人不時會在對話中鬧出笑話。
- 由於他們來自不同國家，在相處上也會有少許文化的差別。
- 2013年3月2日播出最後一集。

| 各集列表 | 各集列表   | 各集列表                 | 各集列表 |
| 集數     | 播出日期   | 標題                     | 備註 |
| -------- | ---------- | ------------------------ | --- |
| 01       | 2012/08/18 | 浪漫一決勝負（上）       | 製作組以「任泰山，來一盤吧」（任泰山為世雅於《紳士的品格》中的男友（金秀路飾））海報引起話題 二人於拳館初次見面，製作組公佈比賽內容為比任泰山可以讓世雅更幸福的比拼，開始假想結婚生活                                                          |
| 02       | 2012/08/25 | 浪漫一決勝負（下）       | 到Julien常去的法式餐廳用膳。他們在老板的鋼琴伴奏下共舞，並互送禮物 （Julien送了第一次旅行買的手繩；世雅送了一對小豬撲滿，希望他們一起存錢，存的錢留來在將來製造美好回憶的時候使用）                                                            |
| 03       | 2012/09/01 | 搬進新家「我結村」（上） | 搬入「我結村」；公開搬到新家的用品，世雅對Julien搬來拳擊用品感到不解 Julien因世雅在處境劇中的吻戲而吃醋，世雅教Julien玩花牌和圍棋 |
| 04       | 2012/09/08 | 搬進新家「我結村」（中） | 於新家游泳池游泳和打水仗，世雅因Julien在劇中的水底吻戲而吃醋，Julien教世雅游泳 到超級市場購物，Julien舉起80kg的米；購買種子和花肥，Julien對動物肥料情有獨鍾                                                                                    |
| 05       | 2012/09/15 | 搬進新家「我結村」（下） | 二人第一次下田耕作，世雅教Julien唱民謠，拍下第一張合照 第一次共同下廚，二人不斷有小爭吵，用膳時世雅被蟲子嚇哭，Julien奮身殺蟲 |
| 06       | 2012/09/22 | 夫婦洗車記               | Julien到世雅工作現場探班，向經理人打聽世雅私底下的一面；到世雅常去的餐廳用膳，被老闆娘介紹的菜式弄得很害羞 回到家中發現自家種的菜被光熙偷去，最後在光熙家的稻草人上塗鴉和偷回光熙家的盆栽「報仇」 洗車時二人一邊洗車一邊大跳PSY的《江南style》 |
| 07       | 2012/09/29 | 夫婦英語教學             | 世雅教Julien做韓國傳統食品糖餅 Julien教世雅英文，二人玩英文版「有口難言」遊戲。 |
| 08       | 2012/10/06 | 第一次的「村會」（上）   | 三對夫婦會面，準備BBQ派對； 男士到超級市場購物，Julien再次舉起80kg的米；女士在家中進行girl's talk |
| 09       | 2012/10/13 | 第一次的「村會」（下）   | 戀愛度測試；村長和婦女會長選舉，格鬥夫婦當選；我結BBQ派對 |
| 10       | 2012/10/20 | 格鬥家的感恩節派對       | 世雅為獨自在韓國生活的Julien舉行感恩節派對。 二人下廚煮感恩節大餐，在吃優格時二人間接bobo，穿上印第安裝拍照及佈置家中，二人寫信給Julien的家人                                                                                                  |
| 11       | 2012/10/27 | 採摘栗子                 | 兩人將採摘栗子造成栗子醬，連同信一起郵寄到加拿大給Julien的家人 |
| 12       | 2012/11/03 | 出發去韓醫院             | 兩人一起去出發韓醫院，其間Julien聽到需要針灸而相當害怕。之後兩人聽取醫生建議使用韭菜與雞胸肉製造菜式 |
| 13       | 2012/11/10 | 腌製住家泡菜（上）       | 兩人聯同閃光夫婦與執著夫婦一起腌製泡菜 男士去採摘蔬菜，女士去準備材料 Julien被光熙與李淮兩人教授撒嬌，其後三人製造浪漫給妻子 |
| 14       | 2012/11/17 | 腌製住家泡菜（下）       | 與閃光夫婦與執著夫婦一起腌製泡菜；並與其他兩對夫婦一起去了鬼屋 在遊樂場進行缘份遊戲，結果三對夫婦都配對錯誤 |
| 15       | 2012/11/24 | 韓語正音班               | Julien被世雅進行韓語教學，其間不斷鬧出笑話 |
| 16       | 2012/12/01 | 秋季出遊（上）           | Julien與世雅秋季出遊，踏鐵路自行車時沿途風景好美；世雅主動skinship |
| 17       | 2012/12/08 | 秋季出遊（中）           | Julien向世雅提出挑戰蹦極，世雅沿途一直害怕和想放棄，但最終世雅都決定挑戰並成功 |
| 18       | 2012/12/15 | 秋季出遊（下）           | 二人在郊外露營；世雅送了自製的栗子醬給Julien Julien讀出媽媽寫給世雅的回信，說世雅自製的栗子醬很好吃（詳見第11期「採摘栗子」篇），並祝二人能幸福地生活                                                                                          |
| 19       | 2012/12/22 | 夏威夷之旅（一）         | 執著夫婦、閃光夫婦及格鬥夫婦一同到夏威夷進行新婚旅行 |
| 20       | 2012/12/29 | 夏威夷之旅（二）         | 丈夫們與比基尼美女搭訕，引發罵戰；一同遊夜市 |
| 21       | 2013/01/05 | 夏威夷之旅（三）         | 兩人在海邊玩，假裝拍攝廣告，模仿派對舞蹈 |
| 22       | 2013/01/12 | 夏威夷之旅（四）         | 一同跳舞，與閃光夫婦以水療為夏威夷之旅畫上完美句號 |
| 23       | 2013/01/19 | 世雅的生日（上）         | Julien為世雅準備生日大餐；與世雅媽媽首次通話 |
| 24       | 2013/01/26 | 世雅的生日（中）         | Julien和世雅到雪地，二人模仿電影情節；Julien為世雅準備雪人生日蛋糕，在雪地說出真心話 |
| 25       | 2013/02/02 | 世雅的生日（下）         | Julien和世雅到夜店，Julien擔任Bartender為世雅調製雞尾酒；二人吃宵夜時Julien為世雅送上驚喜生日禮物水晶高跟鞋 |
| 26       | 2013/02/09 | 格鬥夫婦的傳統婚禮（上） | Julien為感冒的世雅自製了生薑茶；二人為傳統婚禮邀請賓客，賓客們向格鬥夫婦傳授夫妻相處之道 |
| 27       | 2013/02/16 | 格鬥夫婦的傳統婚禮（中） | 二人進行傳統婚禮，賓客祝賀公演；二人跟從傳統習俗:進行大棗BOBO以預測夫妻主導權 |
| 28       | 2013/02/23 | 格鬥夫婦的傳統婚禮（下） | 體驗傳統習俗；用明太魚打新郎腳底板，新娘要唱歌跳舞解救新郎；送走賓客後一起去泰式按摩 |
| 29       | 2013/03/02 | 最後的離別               | 為Julien做最後一次料理；送世雅親手貼鑽的手機殼；Julien因2、3個月都發簡訊到世雅舊的電話號碼而懊悔；作為水晶鞋的回禮送給Julien一雙運動鞋 |

## 閃光夫婦
- 光熙（ZE:A）與善伙（Secret）－閃光夫婦，共34回
- 閃光係由兩人名字各取一字「善」、「光」的諧音。
- 光熙與善伙確定參與《我們結婚了》之報導不脛而走，本來應該不知道對方的兩個人，節目中首次相遇前已互相知道對方。
- 雙方經常為了瑣碎的事吵來吵去，讓觀眾十分喜愛。
- 兩人曾出席121001 天下壯士偶像摔跤大會，在Secret的特別舞台中，光熙亦岀現為善伙應援。
- 兩人一起出席了的121203《來玩吧》
- 2012年12月11日Secret所搭乘的保母車發生車禍，Zinger因肋骨骨折住院，善伙、烋星和枝恩輕微外傷，光熙亦有向善伙問候。
- 兩人一起出席了「2012MBC 歌謠大祭典」的特別舞台，並以「夫婦」身份於獻唱了〈I have a girlfriend〉以及〈Why do you〉兩首歌曲。
- 光熙和善伙2013年4月10日進行了《我們結婚了》最後一集的拍攝，正式下車。
- 2013年4月12日我結製作方正式宣布決定下車。2013年4月20日播出最後一集，結束8個月的假想婚姻。
- 2013年4月20日，播出閃光夫婦參與的最後一集《我們結婚了》。光熙與善伙都分別在在Twitter上表示對閃光夫婦觀眾的感謝。
- 2013年4月28日光熙在SBS《人氣歌謠》節目上為善伙所屬組合Secret的新專輯《Yoo Hoo》應援。
- 2013年5月5日光熙和善伙在SBS《人氣歌謠》舞台重逢，是閃光夫婦時隔兩週後同台。
- 2013年5月7日光熙手拿鮮花和愛心出現在SBS《忠州人氣歌謠》Secret《Shy Boy》的舞台中，雖然並沒有播出，但網上仍可找到少量飯拍的片段。

| 各集列表 | 各集列表   | 各集列表                                   | 各集列表 |
| 集數     | 播出日期   | 標題                                       | 備註 |
| -------- | ---------- | ------------------------------------------ | --- |
| 01       | 2012/09/01 | 初次見面－善伙的隱藏攝影機                 | 帝國之子的林時完，桐俊特別出席了；善伙感動vs憤怒的眼淚 |
| 02       | 2012/09/08 | 機場時尚準備－善伙去日本、光熙準備芭比情侶 | 光熙的理想型引起善伙的妒忌，“執著於過去的女人”；去服裝店挑衣服，光熙的無袖衫 |
| 03       | 2012/09/15 | 搬進新婚房「我結村」                       | 光熙的白皮鞋和白褲引起爭執；挑香水，噴香水的方式，兩人將香水噴在頭上；光熙用烏克麗麗為善伙演唱歌曲 |
| 04       | 2012/09/22 | 光熙的生日宴（上）                         | “I Love Z:EA”的情侣裝，到超級市場購物，挑戰抬米，結果丟人的跌倒；製作稻草人，小兩口的吵架，突然的跳舞；激怒格鬥夫婦：因偷了他們的蔬菜；兩人的辣椒醬廣告 |
| 05       | 2012/09/29 | 光熙的生日宴（下）                         | 光熙的壊習慣百出，餐後一起玩Rody跳跳馬球比賽運動，用跳跳馬虛擬的家人會面 |
| 06       | 2012/10/06 | 第一次的「村会」（上）                     | 三對夫婦見面，準備BBQ派對 |
| 07       | 2012/10/13 | 第一次的「村会」（下）                     | 恋爱度测试，村长和妇女会长选举（结果：格斗夫妇当选），閃光夫婦大跳性感舞蹈，我结BBQ派对 |
| 08       | 2012/10/20 | 早午餐散心記                               | 八字恋爱测试，善伙的驚喜生日：光熙在街上大叫「韩善伙，生日快乐！」 |
| 09       | 2012/10/27 | 无休止的亲密行动                           | 停車練習，浪漫暢遊（偷用格斗夫妇的游泳池），令善伙大笑的生日餐（为亲密行动而大笑） |
| 10       | 2012/11/03 | 我们的素颜                                 | 美甲護理，脫毛，夫妇素颜公开，有机胡萝蔔面膜 |
| 11       | 2012/11/10 | 我们的约会、腌製住家泡菜（上）             | 美容院突袭，情侣指甲任务失败，明洞街头约会：制作情侣鞋；聯同格鬥夫婦與執著夫婦一起腌製泡菜男士去採摘蔬菜，女士去準備材料，其三人並製造浪漫給妻子。 |
| 12       | 2012/11/17 | 腌製住家泡菜（下）                         | 與格鬥夫婦與執著夫婦一起腌製泡菜；並與其他兩對夫婦一起去了鬼屋，光熙被嚇哭了；進行缘份遊戲，結果三對夫婦都配對錯誤 |
| 13       | 2012/11/24 | 藝術家之旅                                 | 到牆村，並在回家後在牆上畫畫 |
| 14       | 2012/12/01 | 受難的日子                                 | 光熙善伙夫婦家中料理，光熙「王子行為」又出現；幫執著夫婦照顧小雞，難為了閃光，小雞不停的拉……；為了兩週後的喬遷宴，光熙連線邀請了至親，卻沒人接電話 |
| 15       | 2012/12/08 | 喬遷宴（上）                               | 善伙為了迎接客人，身穿乳白色低胸無袖禮服，光熙對善伙低胸表示極為不滿；狼少年光熙；準備了自助餐，還鋪上了紅地毯 |
| 16       | 2012/12/15 | 喬遷宴（中）                               | 招待了Secret的成員及帝國之子的時完、桐俊、炯植；時完對善伙的稱讚，光熙「嫉妒爆發」 |
| 17       | 2012/12/22 | 喬遷宴（下）、夏威夷之旅（一）             | 執著夫婦、閃光夫婦及格鬥夫婦一同到夏威夷進行新婚旅行。 |
| 18       | 2012/12/29 | 夏威夷之旅（二）                           | 光熙一直與妍書鬥嘴；丈夫們與比基尼美女搭訕，引發罵戰；光熙對善伙的失言；夫婦們一同遊夜市，閃光、李準的Dance |
| 19       | 2013/01/05 | 夏威夷之旅（三）                           | 光熙與善伙的間接Kiss；執著夫婦想引起光熙與善伙的罵戰，但執著夫婦卻因善伙的失言而失勢；與海豚遊玩 |
| 20       | 2013/01/12 | 夏威夷之旅（四）                           | 學跳舞；與格鬥夫婦一同泡溫泉 |
| 21       | 2013/01/19 | 新年敲鐘祈願                               | 光熙去美容院給善伙驚喜；善伙提到光熙沒在MBC大賞感謝她；善伙想演戲；光熙為Sercet的車禍向善伙問好並說道不許再受傷；光熙頒發最佳賢內助獎給善伙，善伙希望光熙的理想型全都消失；一起去普信閣敲大鐘 |
| 22       | 2013/01/26 | 塔羅牌占卜和做鯉魚湯                       | 善伙選出的結婚時期，13年十月後會可能有結婚的想法。不是13年下半年就是18年，18年非常有利；光熙給善伙做鯉魚湯 |
| 23       | 2013/02/02 | 夫婦skinship war                           | 短劇《春香傳》；光熙的間接BOBO；善伙的主動BOBO行為；夫婦互相弄頭髮；光熙的嬸嬸頭和大紅嘴；光熙幫善伙化妝和按摩 |
| 24       | 2013/02/09 | 婆家初見面（上）                           | 光熙母親的綜藝；四人一起製作鳀魚餃子 |
| 25       | 2013/02/16 | 婆家初見面（下）                           | 光熙小時候的「裸照」相冊；光爸為了兒子練習了「不要說再見」（光熙感到辛苦時總會唱的歌），善伙被光熙及光爸感動，禁不住留下了眼淚 |
| 26       | 2013/02/23 | 我們的健身之旅                             | 光熙的真正身高；善伙出眾的運動細胞 |
| 27       | 2013/03/02 | 製作香水                                   | 光熙提到了自己的初KISS，善伙惱火；善伙相中一雙粉色的鞋子，光熙偷偷給買了；打給社長請求許可和善伙bobo |
| 28       | 2013/03/09 | 照顧M家三兄弟（上）                        | 一照顧M家三兄弟，分別老大Mason、老二Mavin、老小Maden；一起買玩具；光熙弄哭了Maden；Maden教善伙怎樣包纸尿布 |
| 29       | 2013/03/16 | 照顧M家三兄弟（中）                        | 吃大餐；唱了Mason的摯愛名曲《死也不能放開你》；老么被問及喜歡媽媽還是善伙，回答為善伙；Maden和善伙糖果KISS；兄弟們睡前各種折騰 |
| 30       | 2013/03/23 | 照顧M家三兄弟（下）                        | 光熙因活動離開了；三兄弟為光熙和善伙畫畫；製作曲奇 |
| 31       | 2013/03/30 | 與珍惜夫婦約會、接臉贊夫婦到我結村         | 光熙給善伙送戒指（上次善伙說想要戒指）戒指裡寫著“喜歡你”三個字，善伙感動流淚（光熙：比起爱你更想说喜歡你）；接臉贊夫婦到我結村 |
| 32       | 2013/04/06 | 鄰居婚房爭奪戰                             | 珍惜夫婦與臉贊夫婦進行婚房爭奪戰（閃光夫婦鏡頭只得很少，主要是珍惜夫婦與臉贊夫婦） |
| 33       | 2013/04/13 | 光善照片展                                 | 邀請ZE:A的時完、桐俊、Secret的烋星、枝恩及2PM的澤演當嘉賓；採訪中光熙被問及“從善伙那裡得到什麼？”的問題時，光熙回答“想得到善伙的真心”；每當記憶、感謝湧上心頭善伙的眼淚就止不住的滑落，即使想哭光熙也忍著；光熙為嘉賓準備了禮物，三等奖：枝恩、二等奖：時完、一等奖：烋星（用三等奖和二等奖换的，看到奖之後……） |
| 34       | 2013/04/20 | 回到最初 我們最後的離別                    | 閃光夫婦回到初次見面的場所，帝國之子的林時完像第一集時一樣出現了，替光熙傳達離別的信。善伙在光熙給她讀信時淚流滿面，光熙流泪向善伙告白“非常，喜欢你”。而光熙收到善伙親手畫的畫，上面寫著“不是結束，是重新開始”，光熙眼中也熱淚盈眶。二人最後表達了對對方誤會的後悔和各自的真心，在眼淚中結束了八個月的假想婚姻  |

## 執著夫婦
- 李準（MBLAQ）與吳漣序－執著夫婦，共21回
- 兩人正式見面前，吳漣序曾表示自己的理想型是李準；李準則表示自己喜歡「喜歡自己、對自己表達愛」的人。因此兩人的見面被主持人稱為命運的初見面。
- 李準以吳漣序的本名「太陽」作稱呼，吳漣序亦稱呼李準的本名「昌宣兒」。
- 2013年1月4日吳漣序被指與李章宇已秘密交往一個月，並可能會有下車的危機。但其後經吳漣序否認，並指兩人只是普通朋友，所以會繼續與李準飾演假想夫婦。
- 2013年1月30日我結製作方正式宣布決定下車。
- 2013年2月2日播出最後一集。

| 各集列表 | 各集列表   | 各集列表                               | 各集列表 |
| 集數     | 播出日期   | 標題                                   | 備註 |
| -------- | ---------- | -------------------------------------- | --- |
| 01       | 2012/09/15 | 命運的初見面（上）                     | 李準與成員傾談後，決定以擁抱表示對假想妻子有好感；漣序則表示喜歡假想丈夫的話會用手指繞頭髮。 |
| 02       | 2012/09/22 | 命運的初見面（下）                     | 與光熙連線，光熙因胡言亂語得罪了執著夫婦 |
| 03       | 2012/09/29 | 搬進新婚房「我結村」                   | 兩人趁格鬥夫婦不在的時候偷跑去其游泳池玩和吃炸醬麵，其後因留下炸醬麵線和玫瑰花瓣給其發現，並意外嫁禍給閃光夫婦。 |
| 04       | 2012/10/06 | 第一次的「村會」（上）                 | 兩人製作了年糕給上門拜訪另外兩對夫婦，其間李準特別製造了超級芥末年糕給光熙來報上次的胡言亂語的仇。 |
| 05       | 2012/10/13 | 第一次的「村會」（下）                 | 戀愛度測試，村長和婦女會長選舉（結果：格鬥夫婦當選），閃光夫婦大跳性感舞蹈，我結BBQ派對 |
| 06       | 2012/10/20 | 訂立夫婦約章                           | 兩人種蔥，第一次與李準母親通電話，訂立夫婦約章，我結BBQ派對 |
| 07       | 2012/10/27 | 即興的約會（上）                       | 兩人本來打算到市場去，李準卻臨時決定駕車去海邊，最後去到才發現是一片沼灘，兩人一起挖蛤仔。 |
| 08       | 2012/11/03 | 即興的約會（下）                       | 兩人乘船出海釣魚，在船上進行「鐵達尼號式」背後擁抱。李準給吳漣序喂食，期間送出了兩人的第一封信。 |
| 09       | 2012/11/10 | 家裏的新成員、腌製住家泡菜（上）       | 李準送了手銬手鍊，漣序送了各自寫着「有夫女」和「有婦男」的情侶衣服。兩人穿上後到市場逛，買了小雞作為寵物。聯同格鬥夫婦與閃光夫婦一起腌製泡菜，男士去採摘蔬菜，女士去準備材料，其三人並製造浪漫給妻子。                                                                                           |
| 10       | 2012/11/17 | 腌製住家泡菜（下）、潛入錄影現場       | 與格鬥夫婦與閃光夫婦一起腌製泡菜；並與其他兩對夫婦一起去了鬼屋；進行緣份遊戲，結果三對夫婦都配對錯誤；李準潛入三位妻子的黃金漁場錄影，並應導播的答應偷襲妍書。 |
| 11       | 2012/11/24 | 漫步天橋                               | 錄影結束後兩人一起去吃飯，之後兩人走天橋。期間兩人再次提及要成為我結史上第一對真正結婚的夫婦。 |
| 12       | 2012/12/01 | 身體接觸、與岳母娘的初見面（上）       | 兩人在床上聊天，嘗試10秒對視卻仍然失敗。接到李準母親會來的消息，打算做紫菜包飯，卻在岳母即將到來時才意外發現沒有煮米飯。 |
| 13       | 2012/12/08 | 與岳母娘的初見面（中）                 | 漣序用金槍魚代替飯完成了「紫菜包飯」，意外地符合李準母親口味。兩人帶岳母參觀家，其後岳母決定教兩人做紫菜包飯。李準母親更教執著夫婦兩人如何撒嬌和做出各種「愛的表現」。 |
| 14       | 2012/12/15 | 與岳母娘的初見面（下）                 | 漣序表演了女團時期的舞蹈，岳母則為兩人跳了性感舞蹈。三人穿上漣序訂購的「家庭服」後，看了李準小時候的錄像。 |
| 15       | 2012/12/22 | 夏威夷之旅（一）                       | 執著夫婦、閃光夫婦及格鬥夫婦一同到夏威夷進行新婚旅行。兩人穿着情侶衣到達機場。光熙在李準的行李箱內翻出李準的內褲給漣序看。途中光熙一直與漣序鬥嘴。到達夏威夷的一個海灘後，三對夫婦均換上海灘裝束。執著夫婦維持着一貫的執著穿着情侶衣，背後更寫有「Don't Touch（不要觸摸）」的字樣。              |
| 16       | 2012/12/29 | 夏威夷之旅（二）                       | 執著夫婦、閃光夫婦及格鬥夫婦一起在海灘上玩耍，Julian提議抱著夫人比賽起立蹲下，執著夫婦失敗，被埋進沙子裡。玩累時，丈夫們去買飲料，夫婦兩邊正巧遇到島上年輕異性，在一陣辯論之後和好。晚上換裝去進行聖誕節扮裝遊行，但是發現提早一天，在歡樂的氣氛下回到飯店，發現在每對夫婦的專屬房間前有任務卡。 |
| 17       | 2013/01/05 | 夏威夷之旅（三）                       | 在兩人房間裡進行兩人浪漫小婚禮、玩愛情遊戲6回後失敗，兩人初次牽手後愛情遊戲進展到7回、寫給光熙的恐嚇信。早上公布信的內容，執著夫婦爆料反轉。三對夫婦各自去約會，在人工湖學划船板，激烈水戰。回到房間替對方化妝，化身性感夫婦。                                                                   |
| 18       | 2013/01/12 | 夏威夷之旅（四）、漣序在新年的一個交待 | 向其他夫婦公開妝容，學習夏威夷當地舞蹈並且展開戶外公演，兩人在夜晚一早離開宿舍過二人世界。後續漣序約李準出來因與李章宇的緋聞給他一個交待與道歉，李準都明白責任不在漣序的身上，兩人作出了幸福的承諾繼續維持關係。                                                                                 |
| 19       | 2013/01/19 | 學做料理                               | 漣序為了做一個好妻子，與李準一起去學做料理，兩人在外籍導師教導之後成功製成海鮮意粉與Pizza。李準提出做料理給MBLAQ其他成員，漣序最後製成墨汁Pizza與海鮮意粉。 |
| 20       | 2013/01/26 | 與MBLAQ的見面                          | 兩人帶著海鮮意粉與Pizza去錄音室給MBLAQ其他成員，昇昊與哲鏞吃了漣序的墨汁Pizza都出現怪臉。 |
| 21       | 2013/02/02 | 最後的離別                             | 兩人約回當初在第一次的餐廳吃飯，兩人最終在第一次見面的地方正式分別 |

## 珍惜夫婦
- 珍雲（2AM）與高濬熙－珍惜夫婦，共31回
- 命名源於男方本名中之「珍」與女方藝名中之同音字「惜」，而得華語地區影迷稱其之。
- 是2AM自第二季的趙權及瑟雍後第三名成員參加演出。
- 初次拍攝日期2013年2月3日，在兩人完全不知道搭檔是誰的狀況下，進行了第一次見面，亦是節目中第二對相差六歲的女大男小組合。[2]
- 由於節目更換製作組PD，除了保留在第四季年資最小的初戀夫婦外，珍惜夫婦以及臉贊夫婦同時下車，於2013年9月7日播出最後一集。

| 各集列表 | 各集列表   | 各集列表                               | 各集列表 |
| 集數     | 播出日期   | 標題                                   | 備註 |
| -------- | ---------- | -------------------------------------- | --- |
| 01       | 2013/02/09 | 初次見面（上）                         | 珍雲化身ROCKER為濬熙製作專屬歌曲，並現場獻唱 |
| 02       | 2013/02/16 | 初次見面（中）                         | 珍雲和濬熙吃飯，談及雙方對伴侶的喜好，包括︰衣着、身高、髮型及親密接觸等。2AM成員錄製︰「珍雲使用說明」影片，由珍雲播放給濬熙參考。 |
| 03       | 2013/02/23 | 初次見面（下），學做料理               | 濬熙送自制巧克力，夫婦一起學料理 |
| 04       | 2013/03/02 | 料理成果，複習開車                     | 品嚐夫婦料理，複習開車技巧 |
| 05       | 2013/03/09 | 學習劍擊                               | 珍雲帶濬熙去學劍擊，濬熙看見珍雲的擊劍服一直注視，濬熙做伸展運動時發出奇怪聲音導致珍雲大笑。 |
| 06       | 2013/03/16 | 出演神童的電台節目                     | 濬熙看見偶像Baro，珍雲吃醋 |
| 07       | 2013/03/23 | 嫉妒誘發大作戰                         | 2AM瑟雍、趙權及Rainbow栽經協助珍雲誘發濬熙妒忌 |
| 08       | 2013/03/30 | 與閃光夫婦約會                         | 與閃光夫婦露營和燒烤，珍雲和濬熙間接Kiss |
| 09       | 2013/04/06 | 鄰居婚房爭奪戰                         | 與臉贊夫婦爭奪有游泳池的1號屋，最後取得有裝潢的3號屋 |
| 10       | 2013/04/13 | 拜訪婆婆家                             | 拜訪珍雲家，濬熙得知多位女團成員也曾來過和見到珍雲與前女友的照片而吃醋，珍雲教濬熙打鼓 |
| 11       | 2013/04/20 | 種花                                   | 種花；濬熙看見珍雲胸肌；濬熙第一次叫珍雲「老公」；珍雲和濬熙間接Kiss；第一次牽手；珍雲送上有兩人名字的項鍊 |
| 12       | 2013/04/27 | 珍雲的送行event                        | 濬熙出發到拉斯維加斯，珍雲騙濬熙要一起去 |
| 13       | 2013/05/04 | 漫步在春天的街道上，学习瑜伽           | 吃着棉花糖，練習棉花糖之吻；瑜伽課 |
| 14       | 2013/05/11 | 準備珍雲的生日派對                     | 濬熙邀請KARA的妮可、MBLAQ的Mir及SHINee的Key教整蛋糕及幫忙怖置 |
| 15       | 2013/05/18 | 珍雲的生日派對                         | 濬熙與KARA的妮可、MBLAQ的Mir及SHINee的Key為珍雲進行生日跳舞EVENT，原來濬熙一個月前已開始製造驚喜，對珍雲的信息冷漠回應，令珍雲以為兩人關係轉淡，生日會中知道事情真相；珍雲不知道濬熙的生日 |
| 16       | 2013/05/25 | 新婚百日記念旅遊（上）                 | 兩人到長崎作新婚旅遊；珍雲和濬熙試穿荷蘭傳統服飾和玩遊樂設施 |
| 17       | 2013/06/01 | 新婚百日記念旅遊（中）                 | 珍雲和濬熙吃日本料理；溫泉時間，珍雲看見濬熙的比基尼透視裝感到害羞，珍雲幫濬熙按摩肩膀；換上情侶衣，聽珍雲作的歌曲，濬熙幫珍雲做面部按摩 |
| 18       | 2013/06/08 | 新婚百日記念旅遊之尋找心形石           | 珍雲和濬熙一起逛街，珍雲被學生認出是2AM成員，畫情侶卡通畫像，吃日本料理；珍雲心形石event，與濬熙一起尋找心形石 |
| 19       | 2013/06/15 | 新婚百日記念旅遊（下）之童話婚禮       | 珍雲安排的驚喜婚禮，偷襲BOBO，珍雲和濬熙一起觀看3D SHOW和參加面具舞會 |
| 20       | 2013/06/22 | 我結村聚會（上）                       | 與臉贊和初戀夫婦首次我結村聚會，收到初戀夫婦送的啤酒制造器，玩遊戲和挑戰雷根糖（特殊口味） |
| 21       | 2013/06/29 | 我結村聚會（下）、畫報主頁爭奪戰（上） | 珍惜夫婦送給臉贊夫婦伸縮不求人、縮臉面具和頭皮按摩器，送給初戀夫婦約會用面具；收到三對夫婦一起種菜的任務，種菜組為正治、珍雲、娜恩，廚房組為鄭仁、濬熙、泰民，珍雲與娜恩聯手引發濬熙和泰民的嫉妒心；收到三對夫婦拍攝我結特輯畫報並爭取成為畫報主頁的任務，討論畫報風格 |
| 22       | 2013/07/06 | 畫報主頁爭奪戰（中）                   | 為了成為畫報主頁，珍雲和濬熙一起去運動，之後一起到復古衣服店挑衣服，致電鄭仁和騙她兩人會以沙僧和八戒為主題 |
| 23       | 2013/07/13 | 畫報主頁爭奪戰（下）                   | 畫報正式拍攝，拍攝親密鏡頭，兩人表現自然；之後拍攝吹波糖KISS和人體彩繪照片 |
| 24       | 2013/07/20 | 結果公佈、家中露營                     | 畫報主頁爭奪戰結果公怖，珍雲和濬熙不負眾望得到第一名；兩人一起去購買露營用品，珍雲說會一起到溪邊露營，誰知露營地點竟是我結村，濬熙大失所望；珍雲和濬熙在游泳池水戰以及珍雲在帳篷中說鬼故事，令濬熙抓狂 |
| 25       | 2013/07/27 | 珍惜夫婦頌製作（上）                   | 為了製作夫婦頌，珍雲和濬熙去請教金泰元前輩，金泰元前輩分享了不少夫婦相處心得；之後到了冬天為主題的遊樂園，坐雪橇和騎玩具馬時扮演史劇情節 |
| 26       | 2013/08/03 | 珍惜夫婦頌製作（下）                   | 在主題樂園裡看到下雪的景象以及與濬熙談話後珍雲獲得靈感。二人上演《那年冬天風在吹》的情境劇；濬熙分享觀察女星開球的心得。濬熙出差去美國時買了鋼鐵人公仔給珍雲當禮物。在編寫歌詞的過程中約定將再次練車。珍雲忘記夫婦間所有重要日子的日期令濬熙盛怒。 |
| 27       | 2013/08/10 | 改造T恤製作                            | 夫妻互量尺寸，珍雲發現濬熙頭圍比平均尺寸多4公分，濬熙非常難過。二人開始回憶起改校服的時代。珍雲決定製作富有搖滾精神的T恤給濬熙，而濬熙想要作出鄭在炯在《無限挑戰》中所穿過的復古T恤。不料試穿時破洞T恤讓珍雲露點，濬熙拿兔子布章急救。二人相約隔天上傳認證照。 |
| 28       | 2013/08/17 | 學習騎馬                               | 夫婦前往大阜島的馬場，途中珍雲因濬熙新電影中和尹啟相有親密接觸而忌妒心爆發。二人在馬場中挑選馬，並餵馬和馬培養感情。珍雲換上騎馬服後唱起《流星花園》主題曲，覺得二人穿上騎馬服、劍道服都非常好看，提議更名為制服夫婦。珍雲迅速學會了騎馬基本技巧，但濬熙坐上馬背後只感到害怕不安；為此珍雲提議二人騎馬，珍雲因濬熙不經意的skinship感到臉紅心跳。                                                                                     |
| 29       | 2013/08/24 | 海邊約會                               | 夫婦二人到了大阜島的海邊到泥灘挖蛤蜊，上演漁夫生活的情境劇；因為一直挖不到蛤蜊讓濬熙自嘆不如綜藝節目《爸爸！你去哪兒？》中的尹厚。珍雲為了增加skinship的機會提議玩手掌推拉遊戲，濬熙因遊戲雙腳陷入泥濘答應珍雲只要將他救出就可以達成他的一個願望。濬熙在晚餐時間展現了不怕蟲子的一面讓珍雲感到惶恐和神奇，濬熙表示2AM所有歌曲裡最喜歡《即使說不是》。珍雲的最大心願就是bobo，最終濬熙在他臉上bobo。                                  |
| 30       | 2013/08/31 | 生日驚喜派對                           | 珍雲因為濬熙在釜山拍攝一大早便開車前往釜山，濬熙在車上練習釜山式撒嬌和方言。夫婦倆的skinship變得很自然。珍雲準備了遊艇參觀海雲台，但浪太大濬熙承受不了最後暈船，轉移陣地之後連珍雲都陣亡。珍雲騙濬熙因為有日程所以送她回拍攝現場，事實上是準備了生日驚喜派對給她。濬熙（扮演護士）正在拍攝感情戲時，珍雲喬裝成腳氣病患者不斷干擾拍攝，成功嚇到濬熙。珍雲同時也準備了宵夜慰勞工作人員們，最後送上偶像們的祝福給濬熙，讓濬熙感動不已。 |
| 31       | 2013/09/07 | 最後的秋天                             | 離別的日子到了，兩人收到最後的任務卡知道將要分開。濬熙送上回憶的襪子，珍雲也送上已完成的珍惜夫婦頌——如果再來，濬熙不捨的淚水忍不住流了下來。之前濬熙說過男女交往的時候過了四季才算是真的了解，所以珍雲親手把店中的花園報置成秋天，讓兩人也能幸福地渡過春、夏、秋、冬四季，濬熙感動得沒法抬頭望著珍雲，最後兩人相擁結束了短短七個月的假想婚姻。                                                                                       |

## 臉贊夫婦
- 曹政治（信治琳（朝鲜语：신치림））與鄭仁－臉贊夫婦，共27回
- 此夫婦稱呼由華人地區影迷取名，因兩人外貌並不突出而取其相反詞義作為代稱。
- 兩人是節目繼金容俊和黃正音之後第二對真實情侶，並至2013年止已相戀十一年。2013年2月27日節目相關人士透露：「兩人預計於當週進行首次錄影。」[3]
- 由於節目更換製作組PD，除了保留在第四季年資最小的初戀夫婦外，珍惜夫婦以及臉贊夫婦同時下車，於2013年9月7日播出最後一集。
- 2013年11月29日，曹政治和鄭仁結束11年的戀愛長跑正式登記為夫妻，為節目第一對在現實生活中成為夫妻的情侶。因鄭仁不喜歡繁瑣和鋪陳的儀式，二人並無舉行婚禮，只是登記了結婚和前往蜜月旅行。[4]

| 各集列表 | 各集列表   | 各集列表                               | 各集列表 |
| 集數     | 播出日期   | 標題                                   | 備註 |
| -------- | ---------- | -------------------------------------- | --- |
| 01       | 2013/03/09 | 共同的回憶（上）                       | 張基河拜訪政治家，鄭仁與音樂人夫婦成鎮煥、吳智恩聚會，夫婦兩人回憶初見面到交往的經過，收到第一個任務要以初見面的打扮尋找11年前兩人緣份開始的地方，並準備令對方感動的禮物，鄭仁為重現第一次見面的打扮而羞恥變裝 |
| 02       | 2013/03/16 | 共同的回憶（下）                       | 準備令對方感動的禮物，政治做了黏土人偶，鄭仁做了麻雀錢包，幾經波折終於見到對方，回到兩人以前的住所和初bobo的地方 |
| 03       | 2013/03/23 | 不給任務的一天                         | 好奇如果沒給任務的話夫婦倆是不是真的會窩在家裡的製作組故意不給兩人任務，沒給任務而不安的兩人相約出門，先去了兩人的工作室，之後兩人第一次一起去遊樂園玩 |
| 04       | 2013/03/30 | 閃光夫婦來訪                           | 要入住我結村卻因不知道地點而求助閃光夫婦，鄭仁的購物台 |
| 05       | 2013/04/06 | 鄰居婚房爭奪戰、入住我結村             | 鄭仁的會長野望，鄭仁的專利手套，珍雲與鄭仁的蟲蟲對決，與珍惜夫婦爭奪有游泳池的1號屋，夫妻雞蛋騙子團出現，最後臉贊夫婦勝，但屋裡沒有裝潢，並收到自行裝飾的任務；信治琳的聚會 |
| 06       | 2013/04/13 | 布置新婚房                             | 一起製作臉贊電視，泳池玩耍，曹政治的放送量野心；第一次合奏吉他，合奏兩人的合作曲《謝謝你》 |
| 07       | 2013/04/20 | 喬遷宴（上）                           | 鄭仁的特殊料理，金淑、宋恩伊來訪，政治的黑洞女神姜藝彬驚喜來訪，姊姊們的測試 |
| 08       | 2013/04/27 | 喬遷宴（下）                           | 女神藝彬的測試，姊姊們與女神的祝歌（？） |
| 09       | 2013/05/04 | 婚前健康檢查                           | 政治對喪失左耳聽力的鄭仁的體貼 |
| 10       | 2013/05/11 | 鄭仁的奴僕                             | 政治因健檢結果，為體貼鄭仁自願當鄭仁的奴僕，人力車約會，巧遇夫婦倆的友人崔江姬一起搭人力車；抽象畫對決；政治送給鄭仁的親筆信 |
| 11       | 2013/05/18 | 共同拍攝CF                             | 鄭仁幫政治敷面膜，一起拍攝CF |
| 12       | 2013/05/25 | 丈母娘來訪                             | 一起去參觀鄭仁母親的作品展，丈母娘送兩人一件作品作為禮物，在丈母娘的指導下完成料理，討論婚事，政治送給岳父母太陽眼鏡作為父母節禮物 |
| 13       | 2013/06/01 | 寺廟體驗（上）                         | 與鄭仁的朋友歌手Soy、吳智恩，政治的朋友音樂製作人鄭志灿一同前往寺廟體驗，體驗108拜，夏琳加入體驗，體驗鉢盂供養，政治與夏琳、鄭志灿一起劈柴 |
| 14       | 2013/06/08 | 寺廟體驗（中）                         | 男生組洗衣服，女生組種菜，鄭仁聊結婚計畫，政治與鄭志灿高音對決，製作蓮燈，大家調戲夏琳，一起放蓮燈 |
| 15       | 2013/06/15 | 寺廟體驗（下）                         | 營火晚會，寫下給彼此的話，夏琳與志燦各送給夫妻倆一首歌，夫妻倆以鄭仁的歌《治》作為答歌，結束寺廟體驗 |
| 16       | 2013/06/22 | 親手做戒指、我結村聚會（上）           | 夫婦一起製作給對方的戒指；與珍惜、初戀夫婦的首次我結村聚會，夫婦倆送給初戀夫婦吊床，收到初戀夫婦送的哈利波特糖 |
| 17       | 2013/06/29 | 我結村聚會（下）、畫報主頁爭奪戰（上） | 珍惜夫婦送給夫婦倆伸縮不求人、縮臉面具和頭皮按摩器，政治試用縮臉面具；收到三對夫婦一起種菜的任務，種菜組為政治、珍云、娜恩，廚房組為鄭仁、濬熙、泰民，鄭仁的料理意外的被接受；收到三對夫婦拍攝我結特輯畫報並爭取成為畫報主頁的任務，討論畫報風格 |
| 18       | 2013/07/06 | 畫報主頁爭奪戰（中）                   | 為尋求建議而先後拜訪了金C與張基河，政治幫金藝林伴奏及配唱完後尋求金藝林與尹鍾信的建議 |
| 19       | 2013/07/13 | 畫報主頁爭奪戰（下）                   | 因鄭仁不喜歡穿婚紗，政治代替鄭仁穿婚紗；正式開始拍畫報，結束個別畫報後與珍惜、初戀會合一起拍攝團體畫報，政治的反轉婚紗讓眾人大吃一驚，接到捧花的政治表示有在2013年內結婚的想法 |
| 20       | 2013/07/20 | 爭奪戰結果公布                         | 夫妻倆聯手打破送來冰雕獎盃，取得封在裡面的投票結果，街頭投票第一名，專家評分第二名但因網路投票慘敗而得總和第三名 |
| 21       | 2013/07/27 | 夫婦旅行（上）                         | 夫婦難得的旅行去了鬱陵島，政治的緋聞事件，一起抓泥鰍，崔主廚的炸泥鰍，一起欣賞前輩歌手李長熙的表演 |
| 22       | 2013/08/03 | 夫婦旅行（下）                         | 鄭仁素顏公開，夫婦倆搭船出海看日出，卻因天氣不好沒看到日出，為了彌補看不到看日出的遺憾夫婦倆一起釣魚，最後兩人因為暈船而躺下；兩人應前輩李長熙的邀約而前去拜訪，夫婦倆為前輩表演了前輩的歌曲 |
| 23       | 2013/08/10 | 玩水的日子                             | 夫婦倆來到水上遊樂園，鄭仁透露曾經是游泳選手並得過名次；鄭仁教政治游泳，兩人以電腦為賭注進行潛水比賽，鄭仁勝；因雨下得太大兩人到休息區吃點心，政治不甘心落敗提議麵包用bobo比賽，先退後的人輸，鄭仁依然獲勝，也是夫婦倆在節目中第一次bobo，政治不甘心以全套電腦為賭注又再進行了一次麵包bobo比賽，政治用額頭推鄭仁而獲勝，兩人因遊戲bobo而害羞                   |
| 24       | 2013/08/17 | 大掃除、冰沙對決                       | 夫婦兩接到製作組強烈要求大掃除的任務，並送給夫婦倆遙控垃圾桶跟遙控拖把，但夫婦倆一點都沒有想大掃除的意思，並給垃圾桶與拖把畫臉取名字，並延續上週電腦的打賭比賽遙控賽車，因政治的垃圾桶倒地不起，所以鄭仁勝，政治提議到我結村菜園採收並做冰砂吃，結果又演變成冰沙對決，政治的石鍋拌冰沙VS鄭仁的殭屍冰沙，請來兩人的經紀人做評審，結果政治的石鍋拌冰沙大勝       |
| 25       | 2013/08/24 | 政治髮型改造日                         | 因政治想換髮型，夫婦倆嘗試了各式各樣的髮型，最後嘗試了元彬的髮型，結果還是求助髮型師，髮型師提議了G-Dragon與休葛蘭的髮型，最後決定休葛蘭的髮型 |
| 26       | 2013/08/31 | 時光膠囊                               | 收到任務，作為相戀10周年紀念，一起製作時光膠囊，鄭仁提議回到回憶場所，兩人回到剛開始交往常活動的小區，找到了當年常吃的香蒜麵包，兩人回憶肉麻的熱戀時期發的信件，前往下一個回憶場所，往回憶場所的公車上，鄭仁說出了10年來為美好的時刻，政治卻答不出來，鄭仁為此生氣                                                                                             |
| 27       | 2013/09/07 | 假想的結束，真實的開始                 | 兩人一起回到政治曾帶鄭仁去過的政治讀過的小學，還巧遇政治小學同學的小孩，交換看兩人熱戀時期的手寫信，最後的一個回憶場所，是化解了兩人分手危機的劇場，政治送給鄭仁當初化解危機的歌"等待"，並且以親手做的求婚碗來向鄭仁求婚，而鄭仁則送政治糾結兩人已久的電腦，直到最後兩人才想起任務忘了做，結果以任務未完成的狀態結束了兩人的假想的婚姻並準備開始真實的婚姻生活 |

## 初戀夫婦
- 泰民（SHINee）與娜恩（A Pink）－初戀夫婦，共37回
- 兩人接替2013年4月10日下車的閃光夫婦，4月27日正式播出第一集。
- 此夫婦稱呼為華人地區歌迷取之，因兩人如初戀般美好，所以稱之為「初戀夫婦」。「老么夫婦」（막둥이부부）為韓國官方名稱。
- 節目中亦有稱二人為「極限夫婦」，因為二人皆喜愛玩如過山車等激烈的遊戲。
- 此外，二人打破紅薯夫婦上車時最小年紀的神話，成為四季以來最年輕的夫婦。
- 兩人更就讀相同的中學：首爾江南區的清潭中學，同是學長與學妹的關係。
- 泰民、娜恩夫婦確定下車，於2014年1月4日播出最後一集。

| 各集列表 | 各集列表   | 各集列表                                      | 各集列表 |
| 集數     | 播出日期   | 標題                                          | 備註 |
| -------- | ---------- | --------------------------------------------- | --- |
| 01       | 2013/04/27 | 初次見面                                      | 在濟州島初次見面，並在電影《建築學概論》中主要取景地改建的咖啡廳「瑞英的咖啡室 （页面存档备份，存于）」進行拍攝。 |
| 02       | 2013/05/04 | 濟州島的約會                                  | 兩人乘坐Jet Boat在海上玩，之後到酒店進食，再到沙灘玩耍。 |
| 03       | 2013/05/11 | 明洞校服約會                                  | 回到兩人的母校。 |
| 04       | 2013/05/18 | 明洞校服約會（Ⅱ）                             | 兩人在明洞購買情侶物品，拍了大頭貼和吃炒年糕。 |
| 05       | 2013/05/25 | 入住「我結村」                                | 兩人進入我結村，泰民幫珍惜夫婦的孩子增加嘴巴，入住2號房。獲得以濟州島的裝潢，四手聯彈鋼琴。兩人行李大公開，之後準備料理。 |
| 06       | 2013/06/01 | 兩人的恐怖料理，成年日禮物（上）              | 泰民20歲成年，娜恩準備了三樣成年日禮物——花、香水，最後一樣娜恩要泰民猜。 |
| 07       | 2013/06/08 | 成年日禮物（下），SHINee到家作客（上）        | 泰民與娜恩去挑戰蹦極，兩人挑戰成功，第一次牽手；收到任務提出SHINee將會到家作客，兩人回家並準備料理。 |
| 08       | 2013/06/15 | SHINee到家作客（中）                          | 娜恩為了泰民學了他喜歡吃的燉排骨，練習了近兩週；珉豪和Key作客，促進兩人的Skinship，並帶了不少歡樂給兩夫婦。 |
| 09       | 2013/06/22 | SHINee到家作客（下）、我結村聚會（上）        | 夫婦倆跟珉豪和Key玩心理遊戲，珉豪和Key從正門離開後又從露台再爬進屋裡，嚇兩夫婦一跳。與珍惜夫婦、臉贊夫婦的首次我結村聚會，臉贊夫婦送給初戀夫婦吊床，他們送臉贊夫婦倆哈利波特糖，送珍惜夫婦啤酒制造器。泰民提議玩小遊戲，最後泰民輸了要吃嘔吐味糖。 |
| 10       | 2013/06/29 | 我結村聚會（下）、畫報主頁爭奪戰（上）        | 珍惜夫婦送給臉贊夫婦伸縮不求人、縮臉面具和頭皮按摩器，送給初戀夫婦約會用面具；收到三對夫婦一起種菜的任務，種菜組為政治、珍雲、娜恩，廚房組為鄭仁、濬熙、泰民，珍雲與娜恩聯手引發濬熙和泰民的嫉妒心；收到三對夫婦拍攝我結特輯畫報並爭取成為畫報主頁的任務，討論畫報風格。 |
| 11       | 2013/07/06 | 畫報主頁爭奪戰（中）                          | 討論畫報風格後，兩人決定回到家看電影，練習眼神接觸；泰民給娜恩一張音樂節目最後放送拍的拍立得照片，後面寫了自己的電話號碼給娜恩，後面還註明「娜恩啊～聯絡我！」 |
| 12       | 2013/07/13 | 畫報主頁爭奪戰（下）                          | 畫報拍攝前娜恩主動聯絡泰民令泰民高興不已，而拍攝正式開始兩人以vampire的概念來拍攝，可是兩人太害羞最終沒對望成功，然後與其他兩對夫婦一起拍攝。 |
| 13       | 2013/07/20 | 畫報主頁爭奪戰結果公佈及娜恩發怒 泰民坐立不安 | 雖然在街頭投票及專家評分中墊底但是因線上投票中大獲勝所以獲得第二位。泰民弄丟了在明洞買的情侶手機殼，娜恩大怒無論泰民如何補償也無法釋懷。 |
| 14       | 2013/07/27 | 分開一月依依不捨                              | 兩人之後親自捉山雞，期間娜恩把捉來的雞名為泰民客串電視劇的女對手「閔世京」來表示她的妒忌。之後兩人回到我結村，泰民因日本的行程不能與娜恩相見一個月，娜恩準備了禮物來讓泰民睹物思人。兩人依依不捨，泰民主動去擁抱娜恩，娜恩亦主動地握泰民的手，表達了不捨的心情。 |
| 15       | 2013/08/03 | 泰民給娜恩的禮物（上）                        | 泰民一到日本宿舍便開始找因魔法手而消失的手機殼。在大阪飯店找厚經紀人（因長得像綜藝節目《爸爸！你去哪兒？》中的尹厚而得名）陪他一起買禮物給娜恩。到市中心後泰民帶著珍惜夫婦度蜜月時買的馬臉面具，但眼尖的粉絲們仍緊跟他，在一陣追逐之後泰民終於甩掉粉絲並開始買禮物。回飯店後Key鑑定禮物；Key提議錄製影像信件並請在韓國的EXO幫忙傳達心意給娜恩。 |
| 16       | 2013/08/10 | 泰民給娜恩的禮物（下）                        | 在韓國的EXO討論要如何表演，在日本的泰民緊張得吃不下飯。泰民在白板上寫下想跟娜恩說的話並假裝講電話練習。表演順利進行，泰民和娜恩進行通話。泰民貌似希望聽到其他的話而不願掛電話，南珠便上前假裝娜恩說出「我愛你」。泰民假裝聽不清楚要求娜恩再說一遍，EXO見娜恩太害羞便利用歌曲《Wolf》讓娜恩親口說出「我愛你」。泰民透過網路直播確認娜恩是否有將聖珠手鍊戴在手上。A Pink在MBC看我結放送，娜恩看到泰民不是母胎單身的衝擊告白。 |
| 17       | 2013/08/17 | 泰民拜訪A Pink宿舍（上）                      | 泰民和厚經紀人一同前往A Pink宿舍。泰民、A Pink經紀人、厚經紀人模擬A Pink發現泰民的反應，但成員接受驚喜後的反應和泰民料想中的不樣，另泰民驚慌失措。泰民誤把A Pink說成Girl's Day惹怒成員。泰民參觀娜恩房間，成員在廚房準備水果；南珠送水果進去卻遭受夫婦的閃光攻擊，成員們打抱不平。厚經紀人買來了披薩。成員們引起泰民的忌妒心爆發作戰失敗。 |
| 18       | 2013/08/24 | 泰民拜訪A Pink宿舍（下）、Double聯誼（上）    | 泰民拿了在日本買的牙膏給A Pink，給南珠印度咖哩口味。泰民放了在日本買的屁墊，讓A Pink誤以為泰民放屁，南珠跟泰民借了屁墊，瞬間引發了卓睿的演技。娜恩為泰民慶祝即將到來的生日，彈吉他和贈送一個擁抱當作禮物。SHINee和A Pink的double聯誼。Key和泰民討論，讓泰民引導恩地說出她喜歡的東西。Key偽裝成店員，把娜恩當成實驗的對象，放餐具的同時被娜恩認出了。泰民卻和恩地說了很多關於他和娜恩的事，恩地說SHINee中最喜歡溫流，Key生氣遞了飲料給娜恩和恩地，卻給泰民一杯白開水。在點餐的同時，恩地認出了Key就是店員。 |
| 19       | 2013/08/31 | Double聯誼（中）                              | Key因為氣氛太尷尬而指責泰民，過於緊張連方言都不小心說出口，多虧泰民的直球訪問讓氣氛緩和許多。泰民、娜恩事前和Key協商，如果Key對恩地有好感就灑起士，反之則倒辣椒醬，Key最後灑很多起士在pizza上給恩地吃，製作單位告知後恩地為此感開心。四人前往遊樂園，除了Key以外的三人陷入海盜船三味鏡；到最刺激部分時Key已忘記恩地的存在緊抓著安全桿，幸虧恩地覺得他很可愛。玩Disco蹦蹦時DJ提供初戀夫婦skinship的機會，但泰民想不通，看得連MC們都感到煩悶，最後Key直接實際示範。四人玩冰淇淋賭注，Key和恩地連續獲勝。Key、恩地都覺得二人實在太合拍了希望還有更多時間能認識彼此。 |
| 20       | 2013/09/07 | Double聯誼（下）                              | 泰民在遊戲中輸了所以請大家吃冰淇淋，之後分開行動，Key和恩地玩了跳樓機，Key不停尖叫，恩地就在旁大笑。另一方面，泰民和娜恩玩360度旋轉的機動遊戲，兩人十分開心。之後，泰民和娜恩騙Key上會360度旋轉的機動遊戲，Key依然不停大叫，泰民和娜恩就歡樂地去玩跳樓機。兩對人一起去玩浪漫摩天輪，泰民和娜恩坐上了沒有風扇的那一間，但兩人仍在摩天輪上渡過了愉快的時光，娜恩主動挽著泰民的手臂，泰民再次顴骨升天，泰民更不能相信面前的是以前害羞的娜恩。Key和恩地在摩天輪上寫上想對對方說的話，而且分享了兩人也是首次和異性到遊樂園。之後泰民和娜恩安排Key和恩地玩遊戲，Key要乘上小火車，如果恩地覺得合心意就在目的地等待，最後Key作弄恩地，相親會大成功。到了尾聲Key送了流動充電器給恩地作禮物，恩地非常喜歡，Key和恩地也約定了對方下次要再見面。娜恩也直接告訴泰民因為喜歡才會挽手，今次的聯誼會就在浪漫的氣氛中結束。                  |
| 21       | 2013/09/14 | 真情剖白                                      | 娜恩和泰民一起去玩極限運動，之後兩人比賽勝出者可以選擇晚餐食物，泰民落敗，以為無法如預期一樣和娜恩去吃炸雞，但結果娜恩同意一起去吃炸雞。其實泰民是想和娜恩一起吃炸雞一起喝啤酒，藉此令娜恩敞開心房，盡訴心中情。最後兩人一起聊心事，娜恩亦坦白地說喜歡泰民，以及首次的BACK HUG自拍，令兩人感情大增，更在鏡頭前悄悄話。 |
| 22       | 2013/09/21 | 中秋拜訪SHINee大伯們（上）                    | 泰民和娜恩收到任務到SHINee家中拜訪大伯們，為了預備松餅，打電話給娜恩媽媽詢問製作方法，娜恩媽媽以「李女婿」稱呼泰民。在製作過程中，娜恩把心型松餅送給泰民，並預留「LOVE」芥末松餅給大伯們。到SHINee家中，泰民和娜恩向鐘鉉、Key，珉豪行大禮，恩地受泰民和娜恩所托前來SHINee家中，Key驚慌失措，更被鐘鉉、珉豪，泰民調戲，站到椅子上接受Key和恩地的行大禮。鐘鉉和珉豪為調戲泰民和娜恩，重新扮演兩人初次見面和Double聯誼時玩Disco蹦蹦時的模樣。 |
| 23       | 2013/09/28 | 中秋拜訪SHINee大伯們（下）                    | 泰民和娜恩與SHINee大伯們和恩地玩新世代的翻板子遊戲，在寫懲罰時，泰民寫下互相擁抱，Key提議互換韓服。SHINee大伯們為了讓二人有親密接觸，不斷修改遊戲，最終，泰民和娜恩因為輸了遊戲而backhug和互換韓服。之後，娜恩參觀泰民房間，兩人獨處時，受到鐘鉉刻意阻礙，泰民問娜恩覺得鐘鉉怎樣，娜恩回答覺得「泰民更好」。 |
| 24       | 2013/10/05 | 葡萄園西班牙式露營（上）                      | 泰民和娜恩在畫報主頁爭奪戰中獲得「免費機票兩張」，兩人相討旅行地點，泰民建議去西班牙30天29夜，被厚經紀人反對。泰民騙娜恩開車能到達西班牙，最後只以露營代替西班牙之旅。兩人在葡萄園摘葡萄，並玩起愛情占卜，測試對方是否喜歡自己，泰民追問下，娜恩表示心門100%開了。 |
| 25       | 2013/10/12 | 葡萄園西班牙式露營（下）                      | 兩人一起踩葡萄，製作葡萄酒，並互相為對方用葡萄汁化妝，泰民和娜恩滿面都是葡萄汁，更利用葡萄汁製作了T恤。之後兩人共進晚餐，泰民親自下廚煮海鮮飯，但最後發現只有一個叉子，娜恩就餵泰民吃。兩人真情談心，泰民指想愛護娜恩，娜恩亦說泰民是很特別的人，之後兩人緊握彼此雙手。 |
| 26       | 2013/10/19 | 藝術村約會（上）                              | 泰民和娜恩到藝術村約會，一開始兩人一起製造了情侶石膏雕刻，製作期間要緊握對方的手，之後和石膏一起到零食店，看到很多兒時玩具和小吃,但泰民和平時不同，顯得煩悶，更嫌石膏令自己非常不便，娜恩感到失落，泰民親手把石膏打破。午飯期間，娜恩因為石膏的事而沒精打采，沒有吃飯，泰民把手套扔過去娜恩面前，令娜恩更傷心，低頭伏下，認為泰民變了一個人。之後泰民笑著講明一切，原來是故意裝成壞男人，想向娜恩展示新的一面，最後娜恩再度展現笑顏，但口卻說未原諒泰民。 |
| 27       | 2013/10/26 | 藝術村約會（下）                              | |
| 28       | 2013/11/02 | SHINee回歸                                    | |
| 29       | 2013/11/09 | 公司內部約會                                  | |
| 30       | 2013/11/16 | 200日濟洲島之旅（上）                         | 泰民為了200天紀念日和孫娜恩見面準備了手寫信。他和製作團隊的採訪中表示：“娜恩是純粹的孩子，所以我在旁邊很高興。“我以前不相信永遠的愛情，但是現在想相信”的心情，坦率表白。還有，泰民通過手寫信問孫娜恩“要和我結婚嗎？”孫娜恩默默地遞上了自己的手。泰民正式求婚的原因：“現在想要結婚，這是想來濟州島的原因。”兩人的浪漫的氛圍因為泰民害怕蟲子疼痛而打破。使孫娜恩開懷大笑。 |
| 31       | 2013/11/23 | 200日濟洲島之旅（下）                         | |
| 32       | 2013/11/30 | 結婚式（上）                                  | 穿上了傳統韓服進行了傳統式的婚禮，泰民邀請了權浩、EXO的SUHO及KAI，而娜恩邀請了A Pink的恩地前來參加，婚禮上請了KAI跟恩地發表祝賀詞，娜恩在聽恩地的祝賀詞時還因此感動的流下眼淚，後來恩地也受到感染而邊念賀詞邊流淚，有如真正的娘家人一樣。 |
| 33       | 2013/12/07 | 結婚式（下）                                  | 儀式後，向權浩、SUHO、KAI及恩地行禮以及斟酒，各自說了祝福的話，還有丟紅棗和栗子來看子女的數量，結果是12男13女，還有咬棗子決定主導權，由泰民奪得，用完餐後，進行了些小活動，之後才離開，之後泰民和娜恩打開了SUHO給的信封，是張直昇機的搭乘券，搭上了直昇機觀賞了首爾的風景，之後泰民把放大洗出來的結婚照掛在客廳的牆上，和娜恩一起坐在沙發看結婚時所拍的所有照片。 |
| 34       | 2013/12/14 | 財務設計、遊樂園夜間散步                      | 婚禮結束後新婚生活拉開序幕，生平第一次收到婚房稅金通知書的二人，為了繳納稅金而去尋找銀行，生平初次繳納稅金挑戰。順道開設存摺和進行新婚夫婦財務設計諮詢的忙內夫婦，對於財務諮詢員直線球提問的關於基金、股票、定期存款等問題。泰民和娜恩坦率地公開彼此的人生計劃和子女計劃。使娜恩感動的泰民的領養發言。財務設計諮詢後到夫妻的存摺的開立完畢。為了今後的系統性資產管理達成“只玩到今天”協議的忙內夫婦泰民把娜恩帶到遊樂場。 |
| 35       | 2013/12/21 | 聖誕節滑雪場約會（上）                        | 泰民娜恩夫婦歡度滑雪場約會。泰民向娜恩教授滑雪，娜恩向泰民教授滑雪板，兩人認真地進行講學。因娜恩學習向後滑行，表現出善良哥哥一面的泰民握著娜恩的手，娜恩稱泰民為“家庭老師”表達對泰民的教學的滿意。在渡過愉快時光的途中泰民用手溫暖娜恩冷冷的臉，主動提出“泰民手暖爐”的服務。對於泰民的提問“現在有變得稍為溫暖嗎”，娜恩說出“直到心為止也溫暖”的拜託。對此，泰民站到娜恩身後作出真男人的back hug。為了暖和身體進入酒店，兩人把禮物藏在了聖誕樹下。泰民先拿出為娜恩準備的禮物。泰民送的禮物就是耳塞、neet等情侶道具。娜恩說平時感到不好意思的泰民為自己而情侶道具禮物的事實感到非常感激。娜恩準備的禮物被公開，娜恩說準備這個禮物是因為泰民很喜歡冬天，這樣就可以感受到一年365天每天都是冬天了。泰民和娜恩互相挑選的禮物都很感動。                                                                                             |
| 36       | 2013/12/28 | 聖誕節滑雪場約會（下）                        | 泰民拿出為娜恩准備了的第二個驚喜禮物，泰民的禮物是由娜恩保管的熊娃娃。娜恩握著熊娃娃的手的同時，能聽到泰民的聲音——熊娃娃發出“熊娃娃的聖誕快樂。在睡覺前進行強烈的抱著吧。再緊一點，再緊一點”。來到滑雪場的兩人夜間出行，在滑雪場上散步並乘坐纜車山頂。泰民在乘坐纜車途中詢問明年21歲的娜恩“成年日想收到什麼禮物”，苦惱的一陣子的娜恩害羞地回答“接吻”。害羞於自己的回答的娜恩握著泰民熊（娃娃）的手。對此，泰民顴骨升天，默默地張開手，看著娜恩。泰民為了娜恩而在滑雪場雪地上“snow翅膀”。泰民採訪時說：“娜恩從後背抱我，真的感到很害羞。”娜恩卻表示：“就是想給哥哥擁抱。”並露出了微笑。 |
| 37       | 2014/01/04 | 離別故事                                      | 忙內夫婦與往常一樣坐在臥室交談，此時門鈴響起，收到了任務卡和2張電影券。任務卡的內容是「泰民娜恩假想結婚結束」，突然而來的消息讓倆人無法言語費盡玩笑地開著假想結婚終止的事實。分配著盛載倆人回憶的行李，與收到任務卡一同的電影票配合時間前往電影院，兩人的最後電影開始。被開始的電影嚇一跳的忙內夫婦，理由正是電影是從兩人的初次見面開始到目前為止的故事，觀看電影結束後的泰民和娜恩互相說“最後的願望”，帶著可惜心情的泰民和娜恩互相答應對方最後的請求。娜恩的最後願望正是再次聽到在加坪時的耳語，泰民欣然答應。泰民也為娜恩唱了「我在妳的身邊短暫生活過」。並且兩人都是互相表白，並在最後的拍攝了照片。還有一次擁抱，終結了真正的假想結婚。最後內心採訪中泰民說：“想成為娜恩的初戀”，娜恩對果然成為“真正的初戀”的泰民感謝之情。當天，孫娜恩對泰民說：“我的性格是改變了很多。是哥哥改變了我。謝謝你”，積極地表達了感激之情。 |

## 俊美夫婦
- 鄭俊英（Superstar K4）與鄭柔美－俊美夫婦，共35回
- 此夫婦稱呼是由華語地區粉絲所取，由二人的中文譯名各取一字，而兩人亦是俊男美女，所以命為「俊美夫婦」。
- 9月2日傳出鄭俊英與鄭柔美為新夫婦後補，9月5日正式確認兩人組成夫婦。
- 兩人接替2013年9月7日下車的兩對夫婦，9月14日正式播出第一集。
- 鄭俊英是一位模特兒及搖滾歌手，但也有小可愛的一面。節目中展示很多四次元的一面。
- 於2014年5月31日播畢最後一集。

| 各集列表 | 各集列表   | 各集列表                           | 各集列表 |
| 集數     | 播出日期   | 標題                               | 備註 |
| -------- | ---------- | ---------------------------------- | --- |
| 01       | 2013/09/14 | 初次見面（上）                     | 互相認識對方，因為俊英不停叫柔美「姐姐」及說她笑的時候眼睛有紋，讓她有點小生氣。俊英談及班想的24小時遊戲機生活，但夫人想讓俊英跑馬拉松。 |
| 02       | 2013/09/21 | 初次見面（下）、拜訪丈夫家         | 俊英教柔美彈吉他，初SKINSHIP。拜訪丈夫的家，柔美無法接受如此宅男的家，不停想盡快搬往我結村，但俊英不願意。 |
| 03       | 2013/09/28 | 浪漫的（？）購物、入住我結村       | 為搬家去購物，俊英多次失蹤，把柔美氣得半死。付款的時候，因為買太多，劇組的信用卡支付不了，唯有不捨地丟棄一些。到了我結村，俊英給她看他的可樂發明。 |
| 04       | 2013/10/05 | 入住的第一晚                       | 晚餐吃炸醬麵，用報紙做了看起來很貧困的圍裙，不過因為實在太奇怪，所以不到一分鐘就摘下來不穿了。柔美為吃得狼狽的丈夫擦嘴巴，結果被說擦掉了BB霜。丈夫的驚喜，原來是情侶遊戲機，結果柔美馬上抓狂，但還是無奈地陪了他玩，可是後來卻慢慢中毒了。二人親自做了DJ ROOM，節目名叫「親密夫婦」，但鄭俊英坐在裡面很像露宿者。俊英給夫人唱《為了你》，答應以後盡量玩少一點遊戲。 |
| 05       | 2013/10/12 | 第一個早上                         | 製定夫婦守則，俊英因為大意，忘了在馬拉松、登山、散步後寫上禁止，被柔美捉個正着。針對丈夫玩遊戲太久的問題，夫婦條約中有一條：玩一個小時遊戲，要運動半小時以上。外出運動，一起玩滑板，夫人拿出俊英最討厭的螢色衣服，讓他做跑馬拉松的練習。因為夫人發脾氣，所以俊英唯有答應一起跑，規則是比柔美快到終點的話就不用跑馬拉松，結果俊英勝利，柔美馬上耍賴。                |
| 06       | 2013/10/19 | 大排檔約會                         | 喂丈夫吃雞屁股，說着心裡面對方的好和壞的地方。俊英用勺子扮超人，結果逼夫人要一起做。 |
| 07       | 2013/10/26 | MV拍攝                             | 為丈夫的出道曲《離別前的10分鐘》拍攝MV。要拍攝嗚咽的場景，但演技太別扭，看着也讓人尷尬。 |
| 08       | 2013/11/02 | 浣熊的出道舞台                     | 宣傳大使POCA誕生，製作宣傳海報，賭到場的人數，多過800俊英勝，少於此數柔美勝，勝者可決定跑多少公里的馬拉松，結果鄭柔美「算是」贏了。 |
| 09       | 2013/11/09 | 馬拉松練習                         | 在初見面的小學會面，柔美給對方買了斑馬紋運動衣，俊英買了粉紅色吉他。因為不想跑馬拉松，所以假裝腳傷，被鄭柔美逮過正住。完成5圈的馬拉松練習後，柔美跟俊英學彈吉他。 |
| 10       | 2013/11/16 | 皮膚保養                           | 家訓為「忠實于隨心」，談話中突然轉了說日語、英語及普通話。一起敷面膜，其間俊英提出打乒乓球。 |
| 11       | 2013/11/23 | 日本旅行（Ⅰ）                      | 去大阪和沖繩，走了很遠到日本著名的清水寺，二人的低級日文馬上現形。 |
| 12       | 2013/11/30 | 日本旅行（Ⅱ）                      | 二人一到了酒店，俊英又開始吹噓，說自己就是《》裡的具俊表。 |
| 13       | 2013/12/07 | 日本旅行（Ⅲ）                      | 地獄訓練，在海灘練習馬拉松，結果柔美跌倒。 |
| 14       | 2013/12/14 | 日本旅行（Ⅳ）                      | 結婚禮堂演短劇，後去吃苦瓜餐。 |
| 15       | 2013/12/21 | 準備聖誕派對                       | |
| 16       | 2013/12/28 | 聖誕派對的時間                     | |
| 17       | 2014/01/04 | 夫婦關係心理商談                   | 經過心理師商談後，兩夫婦開始有SKINSHIP |
| 18       | 2014/01/11 | 與大伯的晚飯時間                   | 柔美大戰四次元兄弟，柔美被耍 |
| 19       | 2014/01/18 | 打賭獎項和做酒保管箱時間           | |
| 20       | 2014/01/25 | 拜訪古典夫婦（上）                 | |
| 21       | 2014/02/01 | 拜訪古典夫婦（下）                 | |
| 22       | 2014/02/08 | 濟洲島旅行（上）                   | 吃海鮮 |
| 23       | 2014/02/15 | 濟洲島旅行（下）                   | 情人節禮物 |
| 24       | 2014/02/22 | 聯合生日派對                       | |
| 25       | 2014/03/01 | 丈母親自來訪（上）                 | |
| 26       | 2014/03/08 | 丈母親自來訪（下）                 | |
| 27       | 2014/03/15 | 拍攝婚紗照（上）                   | |
| 28       | 2014/03/22 | 拍攝婚紗照（下）                   | 黑暗系 |
| 29       | 2014/03/29 | 製作健康果汁/欣赏婚纱照/製作水果酒 | |
| 30       | 2014/04/05 | 韓國民族村                         | |
| 31       | 2014/04/12 | 探班媽媽的庭院（上）               | 籃球賽 |
| 32       | 2014/05/03 | 探班媽媽的庭院（下）               | 野餐 |
| 33       | 2014/05/10 | 香草島旅行（上）                   | |
| 34       | 2014/05/17 | 香草島旅行（下）                   | |
| 35       | 2014/05/31 | 俊美夫妇拍卖会&夫妇离别            | |

## 古典夫婦
- 潤翰（朝鲜语：윤한）與李昭娟－古典夫婦，共26回
- 這對夫婦男方是鋼琴家，女方亦具有古典氣質，故被命為古典夫婦。中國大陸的觀眾一般以其名字諧音命名為「汗顏夫婦」，而台灣則比較接受「古典夫婦」一譯法。
- 9月5日正式確認潤翰和李昭娟組成夫婦。
- 兩人接替2013年9月7日下車的兩對夫婦，9月14日正式播出第一集。
- 二人雖然是年上年下的夫婦，但由於女方只大男方一年，相信彼此間的代溝也不大。
- 潤翰是鋼琴家、作曲家及歌手，如此有才的老公，很多粉絲也希望他能在節目上浪漫地展示一下琴技。
- 2014年3月15日播出最後一集。
- 有傳聞指出，古典夫婦下車的原因是李昭娟與演員金錫勛傳出熱戀緋聞，為防止與執著夫婦同類型的事件發生，MBC決定讓古典夫婦退出節目。

| 各集列表 | 各集列表   | 各集列表                            | 各集列表 |
| 集數     | 播出日期   | 標題                                | 備註 |
| -------- | ---------- | ----------------------------------- | --- |
| 01       | 2013/09/14 | 初次見面（上）                      | 兩人初次見面的地點為松鼠夫婦曾拍攝過婚紗照的婚紗相館，昭娟要以紅線線頭為起點尋找另一頭的老公，潤翰以琴聲迎接昭娟。兩人合奏《給愛麗絲》一曲，潤翰為昭娟即興彈奏一曲並以「娟」和「緣」的韓語讀音為此曲命名為《娟》。兩人為對方收到的提示卡解答，並訂立「親愛的」為互相的愛稱。                           |
| 02       | 2013/09/21 | 初次見面（下）                      | 潤翰給昭娟做飯。潤翰提出讓昭娟向他誘惑，但昭娟含羞地誘惑他時，他卻全身冰凍在這兒，讓人哭笑不得。 |
| 03       | 2013/09/28 | 秋日郊遊                            | 在首爾森林公園一起放狗，坐情侶自行車，野餐。昭娟提議二人和妹妹一起吃晚飯，潤翰雖然緊張，但也欣然答應。 |
| 04       | 2013/10/05 | 與小姨子的初見面                    | 選給小姨子的禮物，昭娟問潤翰第一樣想送給新生嬰兒的禮物是什麼，他回答連身裙，雖然不知道新生嬰兒是不能穿連身裙的，但他認真回答的樣子讓昭娟覺得很可愛。潤翰給昭娟準備了驚喜禮物，是在嬰兒用品店看到的粉紅色嬰兒鞋，兩人一人拿一隻。昭娟的那隻藏着一封信，寫着「以後會送你一百次禮物的」以及他的電話號碼。 |
| 05       | 2013/10/12 | 裝飾新婚房                          | 參觀傢俱店的時候一起躺在床上，二人心跳不已。在床上演新婚夜誘惑對方的戲碼。因為入住了我結村1號，要為新婚房打掃和塗漆，因為昭娟不夠高碰不到天花，丈夫讓她騎脖子 |
| 06       | 2013/10/19 | 打掃新婚房、晚飯時間                | 夫人開玩笑地向丈夫射水，結果因為害怕丈夫報復而疑心重重，基於丈夫拿着水槍威脅，她答應給丈夫實現願望。昭娟給丈夫做大醬湯，吃飯的時候，潤翰向昭娟提問。 |
| 07       | 2013/10/26 | 釜山電影節                          | 要準備釜山電影節，所以去了釜山。在沙灘上，潤翰在沙上寫「你喜歡我嗎？」昭娟答了「嗯」，第一次互相牽手。一起走紅地毯，潤翰因為緊張，用12秒的光速完成入場。 |
| 08       | 2013/11/02 | 女人結婚前的事（上）                | 尋求戀愛咨詢，從而更了解對方。之後去了餐廳，侍應忽然拿出蛋糕，是昭娟親手做的生日禮物。妻子的Bridal shower（新娘婚前派對），演員朴河善、吳允兒、裴秀彬皆有出席。吳允兒送了一套非常性感的內衣做禮物 |
| 09       | 2013/11/09 | 女人結婚前的事（下）                | 在朋友的起哄下初BOBO。之後去了做二人吃飯時用的碗，潤翰送了一顆陶土戒指，並答應以後會補回一隻真的戒指。 |
| 10       | 2013/11/16 | 挑選禮服&拍攝婚紗照（上）           | 挑選婚紗、戒指，拍攝婚紗照 |
| 11       | 2013/11/23 | 挑選禮服&拍攝婚紗照（下）           | 以回憶為概念，把初次見面的毛線球和野餐的紅地毯放在相片中。因為性感的概念使二人都忍不住笑，結果昭娟的禮服崩開了。潤翰的朋友突然到來把昭娟嚇了一跳 |
| 12       | 2013/11/30 | 男人結婚前的事（上）                | 做皮膚管理，潤翰為妻子做肩膀 |
| 13       | 2013/12/07 | 男人結婚前的事（下）                | 藉口去洗手間，給妻子準備了一個驚喜的求婚式。潤翰唱歌，跪下求婚，讓昭娟感動流淚。 |
| 14       | 2013/12/14 | 濟州島，只有兩個人的婚禮（Ⅰ）       | 只屬於兩個人的婚禮，在濟洲島舉行，本來大風大雨，但他們一下車就馬上放晴。潤翰分飾多個角色，包括主持、新郎及祝歌歌手。 |
| 15       | 2013/12/21 | 濟州島，只有兩個人的婚禮（Ⅱ）       | 在濟州島幾經波折完成婚禮，在咖啡店聊對婚禮的看法。一起去騎馬。 |
| 16       | 2013/12/28 | 入住新婚房（Ⅰ）                     | |
| 17       | 2014/01/04 | 入住新婚房（Ⅱ）                     | |
| 18       | 2014/01/11 | 新年的初約會（Ⅰ）                   | |
| 19       | 2014/01/18 | 新年的初約會（Ⅱ）                   | |
| 20       | 2014/01/25 | 俊美夫妇温居日（上）                | 两對夫婦進行遊戲、交换禮物、午餐 |
| 21       | 2014/02/01 | 俊美夫婦温居日（下）                | 俊英與潤翰的即興合奏。古典與俊美夫婦的换家生活，兩人在俊美夫婦家裡玩起了球類運動、遊戲機、合唱KTV、以及DJ房間 |
| 22       | 2014/02/08 | 書店约會&白樺樹美術館即興旅行（上） | 潤翰對素妍的背後擁抱，並讀了一段詩集內容。幾天後兩人前往美術館進行即興之旅。 |
| 23       | 2014/02/22 | 白樺樹美術館即興旅行（下）          | 在結束雪地畫畫後兩人前往咖啡屋休息並在明信片中寫下了想說的話寄給對方；隨後前往了水療池，天文台觀星。 |
| 24       | 2014/03/01 | 潤翰李昭娟的夫婦DAY！（Ⅰ）          | |
| 25       | 2014/03/08 | 潤翰李昭娟的夫婦DAY！（Ⅱ）          | |
| 26       | 2014/03/15 | 潤翰李昭娟－離別的故事              | 假想夫婦生活結束。 |

## 兔絨夫婦
- 張祐榮（2PM）與朴世榮－兔絨夫婦，共33回
- 「兔絨夫婦」意指「Two Yong」，即夫婦二人名字中均有「榮」（ Yong）字，華語地區的粉絲將其音譯為「兔絨夫婦」。
- 兔絨夫婦接替於1月4日下車的初戀夫婦，1月11日播出第一集。
- 祐榮是繼Nichkhun及澤演外，第三位參與節目的2PM成員。
- 兔絨夫婦兩人的共同創作《十指緊扣的雙手》，並以「YY」為團名，可於MBC官網收看完整MV。
- 2014年9月13日播出最後一集。

| 各集列表 | 各集列表   | 各集列表                            | 各集列表 |
| 集數     | 播出日期   | 標題                                | 備註 |
| -------- | ---------- | ----------------------------------- | --- |
| 01       | 2014/01/11 | 心動的初次見面（Ⅰ）                 | 在手工巧克力專賣店的約會（和熊熊） |
| 02       | 2014/01/18 | 心動的初次見面（Ⅱ）                 | 祐榮當着妻子面前兩次提及和前女朋友的浪漫，使世榮不太高興。 |
| 03       | 2014/01/25 | 夫婦春川甜蜜遊（Ⅰ）                 | |
| 04       | 2014/02/01 | 夫婦春川甜蜜遊（Ⅱ）                 | |
| 05       | 2014/02/08 | 新婚房內部概念設計                  | |
| 06       | 2014/02/15 | 建造新家具                          | 兩人到家具店跟老師製造新居的木梳化 |
| 07       | 2014/02/22 | 入住新婚房（Ⅰ）                     | 客廳有令人暖和的小暖櫃、公主的睡房和煙火塗鴉牆的客廳 |
| 08       | 2014/03/01 | 入住新婚房（Ⅱ）                     | 黑膠唱片機、夏威夷音樂風合奏、公主的相片、吊床、動物布偶、兩人合做的美味晚飯、道歉的Shall We Dance |
| 09       | 2014/03/08 | 駕駛訓練                            | 卡丁車的比賽、珍云的指導和同行 |
| 10       | 2014/03/15 | 兩個人的新婚房入住派對              | |
| 11       | 2014/03/22 | 只有兩個人的電影觀賞&探訪錄音的妻子 | |
| 12       | 2014/04/05 | 健身房約會                          | 啪啪背訓練、自然的Skin ship |
| 13       | 2014/04/12 | 釜山行（Ⅰ）                         | |
| 14       | 2014/05/03 | 釜山行（Ⅱ）及新婚旅行地夫婦遊戲     | 與蒲公英夫婦一起進行，從「塞班」和「新加坡」兩地中選擇。 |
| 15       | 2014/05/10 | 新加坡新婚旅行（Ⅰ）                 | |
| 16       | 2014/05/17 | 新加坡新婚旅行（Ⅱ）                 | |
| 17       | 2014/05/24 | 新加坡新婚旅行（Ⅲ）                 | |
| 18       | 2014/05/31 | 廚房約會&兩人的創作（上）           | 世榮的驚喜和錄音前的準備 |
| 19       | 2014/06/07 | 兩人的創作（下）&溫居宴（上）       | |
| 20       | 2014/06/14 | 溫居宴（下）&海邊露營（上）         | |
| 21       | 2014/06/21 | 海邊露營（中）                      | 為料理競賽到泥灘抓章魚 |
| 22       | 2014/06/28 | 海邊露營（下）                      | 製作料理 |
| 23       | 2014/07/05 | MV拍攝&YY宣傳（上）                 | 祐榮瘋狂嫉妒世榮的吻戲。 |
| 24       | 2014/07/12 | YY宣傳（下）&避暑約會（上）         | YY在MBC宣傳新專輯。祐榮用辣冷拌麵打賭願望權，最終世榮勝利。滑冰比賽中，祐榮大敗，世榮勝出。 |
| 25       | 2014/07/19 | 避暑約會（下）                      | 兩人一邊洗被子一邊嬉水。祐榮強迫世榮用喝飲料頭盔報仇。玩水時世榮的手指被鐵皮桶割破了。祐榮教世榮《十指緊扣的雙手》的編舞。兩人喝完啤酒，回臥室看恐怖電影。 |
| 26       | 2014/07/26 | 尋找山泉水&搬家危機                 | 兩人在許願塔堆石頭。世榮說她內心處只有祐榮。吃韓方炖湯時，祐榮決定對世榮叫「老婆」。因我結村2號房合約到期，被迫去JYP地下練習室留宿。 |
| 27       | 2014/08/02 | 桑拿房約會                          | 因為不好意思打擾到別人練舞，世榮想到去桑拿房。挑戰各式各樣遊戲，祐榮全輸了喝完整杯醋。 |
| 28       | 2014/08/09 | 公開料理名次&為新房努力（上）       | 因第二名，所以到大田去為新郎新娘唱祝福歌。必須要達到婚禮客人滿意度80%才有機會得到新房。 |
| 29       | 2014/08/16 | 生日驚喜派對&入住新房               | 回到初次見面的地方，送上兩人結婚典禮額頭bobo的拼圖、寫上「I Love U」的生日蛋糕以及眾人生日祝福視頻給世榮。世榮彈琴，祐榮給她唱生日歌，祐榮給世榮一個擁抱；成功得到新婚房，兩人試睡新床，一起吃炸雞和喝啤酒慶祝入住新房。世榮第一次喝啤酒。世榮替祐榮洗漱，最後兩人睡在一起。 |
| 30       | 2014/08/23 | 自行車之旅                          | 漢江邊慢跑，世榮穿透視裝，令祐榮十分開心；為了消暑到八堂騎自行車和吃鰻魚；準備玩滑翔傘。 |
| 31       | 2014/08/30 | 滑翔傘體驗&劇本大吃醋(上)           | 體驗滑翔翼，在天空上告白；溪谷玩耍，嘴對嘴吹泳圈；吐西瓜子打賭，佑榮輸了，冷水懲罰；屋內練習世榮的劇本，引發佑榮大吃醋，但因為劇本練習又恢復了笑容 |
| 32       | 2014/09/06 | 劇本大吃醋(下)&做食物給感謝的人     | 一起牽手睡覺，佑榮一直提示它有可能會bobo，以為世榮睡覺的佑榮突襲臉頰bobo，世榮害羞的醒來；世榮做蔬菜汁給佑榮；兔絨夫婦突襲演播室，送上親手做的食物給他們 |
| 33       | 2014/09/13 | 假想夫妇生活结束                    | 最後一天，兩人牽手在路上逛街；最終兩人坐在餐廳不想面對現實，也回想了當初，佑榮輕聲叫了世榮，世榮眼淚直流，佑榮bobo世榮的嘴唇止住她的眼淚，最後兔絨夫婦以擁抱做結束，假想夫妇生活结束                                                                                         |

## 蒲公英夫婦
- 南宮民與洪真英－蒲公英夫婦，共49回
- 「蒲公英夫婦」取二人名字譯音中各一字「宮」和「英」，由於男方是因電視劇《需要浪漫3》而成名，整體形象也較為帥氣浪漫，而且只要他們在一起，笑聲和溫馨就會像蒲公英般散播到不同的角落，所以在眾多提議中選擇了感覺優美的「蒲公英夫婦」。
- 蒲公英夫婦2014年3月11日錄製首期節目，接替於3月15日下車的古典夫婦，3月22日播出第一集。[5]
- 洪真英在節目播出後仍繼續擔任第四季主持之一。
- 新婚房由第四季特色的我結村改為自找的房子。
- 2015年3月7日播出最後一集，洪真英同時退出主持一職。

| 各集列表 | 各集列表   | 各集列表                                               | 各集列表 |
| 集數     | 播出日期   | 標題                                                   | 備註 |
| -------- | ---------- | ------------------------------------------------------ | --- |
| 01       | 2014/03/22 | 初次見面（上）                                         | 初次見面，南宮珉表現出對洪真英各種撒嬌的不理解，直線球的說話令身為戀愛高手的洪真英驚慌不已。真英直言是为了结婚才参加我結，南宮珉聽後表情僵硬，當場結冰。 |
| 02       | 2014/03/29 | 初次見面（下）                                         | 初SKINSHIP，在大學路上牽手逛街。演員南宮珉也沒法演繹的音樂劇，不停NG期間無意中發出家裡媽媽禁止他發出的笑聲。 |
| 03       | 2014/04/05 | 購置新婚房                                             | 洪真英表示想買一間可以足夠讓他們和孩子住的房子，南宮珉聽後表情僵硬，當場結冰。 |
| 04       | 2014/04/12 | 與妻子的朋友見面                                       | 雙方談到初見面時對對方的印象。飯後二人到南山約會，並掛上情侶鎖。 |
| 05       | 2014/05/03 | 新婚旅行地-夫婦遊戲                                    | 與兔絨夫婦一起進行，從「塞班」和「新加坡」兩地中選擇。 |
| 06       | 2014/05/10 | 塞班新婚旅行（Ⅰ）                                      | 執行「在到酒店房之前不能讓新娘雙腳着地」的任務。在海邊享受從夫婦遊戲贏得的「豪華晚餐」。月光游泳公開南宮珉的巧克力腹肌和洪真英的性感比基尼模樣。 |
| 07       | 2014/05/17 | 塞班新婚旅行（Ⅱ）                                      | 南宮珉成功讓洪真英坐在背上做出俯地挺身。洪真英堅持要穿粉紅色的芭比裝舉行婚禮，並要南宮珉配合。他面有難色，但亦答應，最後發現是隱藏攝錄機。 |
| 08       | 2014/05/24 | 塞班新婚旅行（Ⅲ）                                      | 婚礼仪式南宮珉亲洪真英脸颊，並送上情侶手鏈作為結婚禮物。婚後兩人前往購買手信和到酒吧消遣，洪真英在酒吧裡為南宮珉獻唱「If I ain't got you」。酒店裡南宮珉看著洪真英胳膊上的汗毛說道「你比我的汗毛還長還粗」，還調侃要數一數到底有多少根汗毛，聽得洪真英氣憤不已。南宮珉使用许愿卡让洪真英亲他脸颊。 |
| 09       | 2014/05/31 | 入住新婚房（Ⅰ）                                        | 入住洪真英的居所，南宮珉看她牆上的照片，調侃她每張臉貌都不同。收到俊美夫婦的快递，兩人利用練歌房機器進行歌唱比賽，音痴南宮珉居然獲得了98分。 |
| 10       | 2014/06/07 | 入住新婚房（Ⅱ）                                        | 兩人到超級市場購物，並買入玩具嬰兒。洪真英首次下厨，不斷指使南宮珉做事。饭后南宮珉削苹果，吐苹果核在洪真英手上。 |
| 11       | 2014/06/14 | 和丈夫朋友們一起的野餐（Ⅰ）                            | 兒子南宮丁（丁丁）登場。南宮珉幫真英收拾冰箱，真英亲自泡制花菜，好喝到南宮珉称真英为「料理神」。 |
| 12       | 2014/06/21 | 和丈夫朋友們一起的野餐（Ⅱ）                            | 南宮珉在演員朋友面前不斷稱讚洪真英，讓朋友也看不下去。收到料理比賽任務，南宮珉和友人購買食材期間私吞料理公款，演播室裡的洪真英看到後非常錯愕。 |
| 13       | 2014/06/28 | 和丈夫朋友們一起的野餐（Ⅲ）                            | 南宮珉野餐隱影攝影機失敗。料理期間兩人無視他人不斷閒聊。真英为南宮珉挖耳朵，出现粉红。 |
| 14       | 2014/07/05 | 百日紀念（Ⅰ）－周末農場                                | 穿上好笑的農場時尚到周末農場。兩人比赛种菜，南宮珉输并献唱「爱情的电池」。南宮珉喂食洪真英，看见真英的金牙，觉得可爱又性感。 |
| 15       | 2014/07/12 | 百日紀念（Ⅱ）－周末農場 & 看八字 & 浪漫晚餐            | 算命师说兩人有许多共同点并相互欣赏对方肉体，之后兩人去真英预定的餐馆吃浪漫晚餐，让南宮珉很感动。双方直言欣赏对方胸部和腹肌。 |
| 16       | 2014/07/19 | 百日紀念（Ⅲ）－浪漫晚餐 & 韓醫館看病（Ⅰ）              | 狗血劇上映。洪真英赠南宮珉项鍊为百日礼物。兩人共舞。因為南宮珉感冒兩人去韓醫館看病。 |
| 17       | 2014/07/26 | 韓醫館看病（Ⅱ） & 新婚用品決鬥（Ⅰ）                    | 兩人在韓醫館制造韓藥。為了得到新婚房、按摩椅等新婚用品，與悠閒夫婦進行決鬥，兩場全勝，獲得逃離「蘇志燮帽子」懲罰的機會及按摩椅。 |
| 18       | 2014/08/02 | 新婚用品決鬥（Ⅱ）                                      | 和悠閒夫婦為了新婚用品、晚餐食材進行對決，蒲公英夫婦奪得豪華新婚房及交換權。 |
| 19       | 2014/08/09 | 夫婦與觀眾一起入伍军训（Ⅰ）                            | 兩人在三对夫妇料理比赛得第三名，與其他四對觀眾夫婦入伍军训。 |
| 20       | 2014/08/16 | 夫婦與觀眾一起入伍军训（Ⅱ）                            | 南宮珉搞笑CPR。洪真英懼高，南宮珉面对洪真英，背着陪她走高绳。 |
| 21       | 2014/08/23 | 夫婦入住豪華新婚房 & 為洪真英慶生                      | 夫婦入住新房，在浴沲相互為對方按摩。南宮珉惊喜出现洪真英慶生会场，為真英唱「记忆的习作」，送花束，上衣和生日卡片。 |
| 22       | 2014/08/30 | 夫婦去光州（Ⅰ）                                        | 夫婦开车去光州，参观洪真英讀書的大学，看了洪真英大学成绩单和硕士与博士论文，在圖書館和校園演出校园情侶情景剧。 |
| 23       | 2014/09/06 | 夫婦去光州（Ⅱ）                                        | 夫婦牵手逛光州大街，拍大头贴。在面包店演情景剧时，南宫珉向洪真英告白，并提出交往。夫婦去棒球场开球，南宫珉亲吻洪真英脸颊。 |
| 24       | 2014/09/13 | 夫婦去光州（Ⅲ）                                        | 洪真英在棒球场演唱《爱情的电池》，为南宮珉做任务。随后两人拜访洪真英父母，一起吃晚餐，喝酒。南宮珉看了洪真英儿时照片。 |
| 25       | 2014/09/20 | 夫婦去光州（Ⅳ），真英友情客串《我的秘密饭店》          | 夫婦穿上韩国传统服装向真英爸妈请安。洪真英爸爸怀疑洪真英爱上南宮珉。洪真英友情客串《我的秘密饭店》，惊看南宮珉专业演技。 |
| 26       | 2014/09/27 | 见珉弟、弟媳（Ⅰ）                                      | 洪真英为南宮珉准备吐司早餐，洪真英生气南宮珉没特别设制她的名字在手机里，也生气南宮珉没贴大头贴，处罚南宮珉贴最大的大头贴在电话外壳上。兩人为送弟媳礼物，网上搜寻吸奶器，哺乳胸罩，出现粉紅。 |
| 27       | 2014/10/04 | 见珉弟、弟媳（Ⅱ）                                      | 洪真英为民弟准备韩国泡菜，煎肉饼，煮辣鸡肉汤。洪真英拿送給別人的格子衬衫給南宮珉試穿，令南宮珉非常不滿，最後洪真英揭穿襯衫是送給他的禮物。兩人去购买送弟媳的婴儿用品时，一度弄丟儿子南宮丁。洪真英也惊讶南宮珉会解开哺乳胸罩。                                                                     |
| 28       | 2014/10/11 | 见珉弟、弟媳（Ⅲ）& 200日济州岛行（Ⅰ）                  | 俩人为儿子南宮丁添了妹妹南宮咚（咚咚）。珉弟说了5次「实在好吃」为洪真英嬴得许愿券。洪真英与珉妈首次通电话，珉弟问洪真英是否以后会与南宮珉真的在一起，还说南宮珉已经真的喜欢上真英。珉弟当场指出真英牙缝有食物，令真英堂皇。兩人为庆祝200日去了济州岛。                                             |
| 29       | 2014/10/18 | 200日济州岛行（Ⅱ）                                     | 洪真英被南宮珉抓到手机没贴大头贴。兩人为庆祝200日拍摄公路电影，洪真英表现烂演技，南宮珉又表现专业演技，令洪真英惊叹。洪真英午饭突然的一句「亲爱的」让南宫珉脸红。 |
| 30       | 2014/10/25 | 200日济州岛行（Ⅲ）                                     | 兩人继续200日公路电影拍摄，南宮珉因太专注电影拍摄，而多次忽略洪真英，洪真英因此发脾气，南宮珉及时哄洪真英和道歉，才和解。南宮珉瞬间落泪演技，令洪真英惊叹。南宮珉湿身露出特大胸肌，令洪真英害羞，南宮珉说俩人「物以类聚」。                                                                        |
| 31       | 2014/11/01 | 200日济州岛行（Ⅳ），南宫民电影《侬与俺》初放送         | 南宮珉录制200日真情告白，洪真英感动。兩人请郑俊英帮忙为公路电影配音。南宫珉惊喜出现演播室，与演播室主持人和洪真英收看自导电影《侬与俺》。 |
| 32       | 2014/11/08 | 南宮珉为洪真英外助……拍新曲MV，夫婦练唱，“首次吵架”     | 南宮珉为洪真英外助，甜蜜拍摄新曲MV，南宮珉吃醋洪真英和导演之间加油的肢体接触。夫婦为上郑俊英广播节目合唱而练唱，南宫珉因为一直没进步而耍赖，想放弃，洪真英怒而称南宫珉“是屎”，南宮珉生气难过，夫婦“首次吵架”。                                                                                     |
| 33       | 2014/11/15 | 夫婦上郑俊英广播节目，夫婦首次合唱，南宮珉为野餐做饭团 | 兩人應郑俊英的邀請參與广播节目，在節目中成功首次合唱。两人在網路搜尋對方消息，然後甜蜜拍照。南宮珉为野餐做饭团。 |
| 34       | 2014/11/22 | 甜蜜公园中野餐                                         | 兩人到公园野餐，洪真英送花戒指给南宮珉，並向南宮珉突襲求婚。两人进行了写生大会，並把畫作放在网上給粉絲評分，南宮珉勝出。兩人決定挑戰直排轮，南宮珉在为洪真英带保护装备不小心摸到洪真英大腿内侧，一阵粉红。洪真英因為不懂滑直排輪而兩度劈叉。两人進行“羊羹kiss”。                                   |
| 35       | 2014/11/29 | 甜蜜摔跤，泰式按摩，两人出外看电影，打台球             | 好意幫對方擦脚，結果變成甜蜜摔跤。兩人为对方泰式按摩。出外看恐怖電影电影，洪真英因為懼怕躲在南宮珉懷裡，進行大量skinship。電影後兩人牽手在弘大散步約會，南宮珉自爆過去情史，激怒洪真英。兩人前往打台球，以教台球為名又再次skinship。                                                               |
| 36       | 2014/12/06 | 夫婦19禁台球比赛，玻璃窗KISS，咖啡王子1号店情景剧      | 夫婦进行Skinship满满的19禁台球比赛，真英胜出。南宫民对洪真英表示：“看网络新闻时看到，人们让我们真的结婚。”真英告白：“我们结婚吧！”，令南宫民惊慌。夫婦在打扫时进行玻璃窗KISS。南宫民为真英准备手磨咖啡，夫婦上演肉麻咖啡王子1号店情景剧。                                                          |
| 37       | 2014/12/13 | 夫婦健身房上演“秘密花园”仰卧起坐，去南大门市场         | 夫婦上健身房，换上了运动服的真英的性感的姿态让南宫民的视线不能离开，夫婦上演“秘密花园”仰卧起坐。两人去南大门市场购买了圣诞树，一起在新婚房装。 |
| 38       | 2014/12/20 | 夫婦上演“上唇接吻”& 澳门游（Ⅰ）                        | 夫婦在玩“咬饼干”游戏时，上演“上唇接吻”。夫婦去澳门。 |
| 39       | 2014/12/27 | 澳门游（Ⅱ）                                            | 嘴上亲亲（kiss）兩次。 |
| 40       | 2015/01/03 | 澳门游（Ⅲ）                                            | 美食之旅。 |
| 41       | 2015/01/10 | 澳门游（Ⅳ）                                            | 豪華晚餐，澳門青春之旅，澳门旅游塔空中漫步。 |
| 42       | 2015/01/17 | 澳门游（Ⅴ）&在家製作年糕餃子湯                         | 譚公廟預釋夫妻倆的大運。真英噴泉前的驚喜，並以自錄的專輯、語音信作為給南宮民三百日的禮物。嬉鬧地做餃子，凌晨的短訊、倦怠期、打破倦怠期的異色。 |
| 43       | 2015/01/24 | 年糕餃子湯（Ⅱ）&正東津遊（Ⅰ）                          | 真英MBC彩排、三夫妻悠閒家聚會。真英巨大愛心創意餃子完成。列車上的“come on”不斷電之旅、變身為心機前輩與清純後輩的正東津之夜。 |
| 44       | 2015/01/31 | 正東津遊（Ⅱ）                                          | 夫妻倆酒攤對飲，民宿內兩人的尷尬與歡騰，宮斯汀·比伯、真英性感熱舞登場，同床共枕小歇一會。 |
| 45       | 2015/02/07 | 正東津遊（Ⅲ）滑雪場（Ⅰ）                               | 正東津看日出和放孔明燈，南宮民送上情侶介，真英臉bobo感謝。兩人去打營養針，發現南宮民沒有帶情侶介和手鏈。兩人去滑雪場玩雪橇。 |
| 46       | 2015/02/14 | 滑雪場（Ⅱ） 家中約會（Ⅰ）                              | 滑雪場約會，南宮民在滑雪場大喊真英啊，我愛你。兩人一起打雪仗。回家情侶泡腳，面膜，挖耳朵和夜宵。 |
| 47       | 2015/02/21 | 家中約會（Ⅱ）                                          | 浪漫看電影，真英表示想收到花。幾天後南宮民驚喜送花，兩人自動車約會，蕩秋千。 |
| 48       | 2015/02/28 | 遊樂場約會                                             | 遊樂場約會，兩人一起玩三米滑水道，海盗船，棉花糖之吻，情侶影子照片，空中熱氣球。 |
| 49       | 2015/03/07 | 最後的離別                                             | 離別的婚紗照。重別第一次見面的大學路約會，回到小劇場，兩人重演情景劇。回想過去一年，南宮民透過影像信傳遞心意，真英台上唱歌作為最後的禮物。兩人結束一年甜蜜的假想結婚生活。 |

## 悠閒夫婦
- 洪宗玄與Yura（Girl's Day）－悠閒夫婦，共40回
- 悠閒夫婦2014年5月28日錄製首期節目，接替於5月31日下車的俊美夫婦，6月7日播出第一集。
- 「悠閒夫婦」得名取於男方洪宗玄和女方Yura的音譯，在投票中呼聲最高。
- 悠閒夫婦是節目中最特別一見面就舉行婚禮的夫婦又名閃婚夫婦,在節目播放歷史中非常罕見。
- 悠閒夫婦的新婚房一直是在 MBC大樓的屋頂上的屋塔房。
- Girl's Day成員Yura透露首拍《我結4》的心得[6]
- 洪宗玄與After School成員NaNa於2015年1月傳出緋聞，雙方公司否認。
- 2015年3月7日播出最後一集。

| 各集列表 | 各集列表   | 各集列表                                                                   | 各集列表 |
| 集數     | 播出日期   | 標題                                                                       | 備註 |
| -------- | ---------- | -------------------------------------------------------------------------- | --- |
| 01       | 2014/06/07 | 初次見面                                                                   | 洪宗玄、Yura初次見面，倆人之間的氛圍既尷尬又害羞。 |
| 02       | 2014/06/14 | 極速婚禮和新婚旅行                                                         | 兩人見面的瞬間便火速舉行了結婚典禮。 |
| 03       | 2014/06/21 | 新婚旅行                                                                   | 訂立愛稱為宗哥哥和亞瑩啊（Yura本名）；玩水上活動；成功挑戰情侣高空彈跳；Yura不小心將宗玄的RC車開到水中，急忙撿起用吹風機吹乾。 |
| 04       | 2014/06/28 | 野外製作料理                                                               | 三對夫婦的料理大賽；Yura展現「自拍騙子」的厲害。 |
| 05       | 2014/07/05 | 和惠利一起去買RC車送給宗玄 & 與演播室家人們見面&入住新家                   | 惠利交代Yura牽手任務，小宗宗（RC車）出現；與我們結婚了的演播室家人們見面，洪真英推薦悠閒夫婦兩人三腳；入住位於MBC屋頂我結史上最無語的新婚家。 |
| 06       | 2014/07/12 | 新家採購 & 涼床晚餐                                                        | 因為兩人三腳的關係，兩人的skinship多了些；首次一起在涼床上吃炸醬麵；家中談天，宗玄答應Yura一起去看4D電影；家門外放煙花。 |
| 07       | 2014/07/19 | 婚姻申告書填寫 & Yura煮麵給宗玄吃 & Yura的驚喜禮物                         | 為申請MBC出入證到影樓拍照；填寫婚姻申告書；宗玄在橫城拍電影，回來時買韓牛和帽子給Yura，但是黑色的帽子和素珍的帽子撞帽；Yura煮麵給宗玄吃；Yura畫了一張宗玄的畫給宗玄。 |
| 08       | 2014/07/26 | 壓馬路約會 & 夫婦對決（上）                                                | 兩人的壓馬路約會；4D體驗；和蒲公英夫婦為了新婚用品進行對決。 |
| 09       | 2014/08/02 | 夫婦對決（下）                                                             | 和蒲公英夫婦為了新婚用品和晚餐食材進行對決遊戲，遊戲中完成初額頭bobo+臉上bobo。 |
| 10       | 2014/08/09 | Girl's Day練習室驚喜探訪 & 自助加油站體驗                                  | Yura演唱會獨唱曲目《Trouble Maker》練習公開，Girl's Day新曲《Darling》首次在宗玄面前公開；公開露營料理大賽名次；自助加油站體驗。 |
| 11       | 2014/08/16 | 房子問題 & 玩紋身貼 & 去洪錫天的餐廳吃飯                                   | 房子漏水和設計師要求擴建失敗；Yura帶來了Girl's Day活動時的紋身貼；在餐廳和很喜歡宗玄的洪錫天一起吃飯。 |
| 12       | 2014/08/23 | 洪錫天的Skinship教學 & 去了宗玄常去的飾品店 & Girl's Day回歸舞台的驚喜探訪 | 洪錫天的Skinship教學使兩人更親密，完成初抱抱；逛街時買了面具和代表Yura的粉紅豬；一起吃Yura很喜歡的蜜瓜刨冰；去了宗玄常去的飾品店，從飾品店店主獲得了禮物；回到家的宗玄買了Girl's Day的專輯並抽中了Yura的集換卡，宗玄騙Yura要拍電視劇所以不能到Girl's Day的回歸舞台應援，但其實正準備驚喜探訪。 |
| 13       | 2014/08/30 | Girl's Day回歸應援+待機室拜訪                                              | 宗玄偷偷在台下觀看Girl's Day舞台，聽到粉絲應援覺得神奇；買年糕（第10集提到）到後台給Girl's Day吃。 |
| 14       | 2014/09/06 | 悠閒夫婦的喬遷宴                                                           | Girl's Day到悠閒夫婦家中作客，惠利展現吃炸醬麵絕技，桌遊輸了Yura在宗玄眼皮上BOBO。 |
| 15       | 2014/09/13 | 關係到旅遊的遊戲 & 出發！韓國峇厘島                                        | 害羞的瞪眼比賽，巧克力餅乾BOBO，出發去旅行。 |
| 16       | 2014/09/20 | 曾島旅行——粉紅的畫報拍攝（1）                                              | 拍攝畫報Part 1（海邊、房間）。 |
| 17       | 2014/09/27 | 曾島旅行（2）                                                              | 拍攝畫報Part 2（浴室），浪漫的晚餐，慶祝100日（宗玄親手做的畫架，Yura公開素顏）。 |
| 18       | 2014/10/04 | 曾島旅行（3）                                                              | Yura烤餅早餐，Yura開跑車，拍攝畫報Part 3（泳池），讓新娘腳不落地使用券，為了搬家券——蒐集100kg的鹽。 |
| 19       | 2014/10/11 | 曾島旅行（4）& 搬新家                                                      | 任務成功獲得搬家券，拍攝畫報Part 4（山上：做了Back Hug，自然的牽手爬山），搬新家（上岩MBC：擴建、廚房），曾島寫真出爐。 |
| 20       | 2014/10/18 | 悠閒DJ廣播 & Yura下廚                                                      | 新家樓下逛逛，一日廣播，Yura為宗玄下廚做探班應援飯盒。 |
| 21       | 2014/10/25 | Yura探班 & 宗玄回母校                                                      | Yura到宗玄的劇組探班，挑選百日的影片，宗玄騎摩托車載Yura，去了電動玩具店，Yura唱歌給宗玄，回到母校，之後到宗玄之前打工的地方。 |
| 22       | 2014/11/01 | 宗歐巴的義大利麵 & 動物園一日遊                                            | 宗玄煮義大利麵給Yura，動物園一日遊（Yura、宗玄與母猩猩的三角戀，Yura主動的勾手），啤酒炸雞（宗玄的妒忌）。 |
| 23       | 2014/11/08 | 手部按摩 & 熱力瑜伽                                                        | 炸雞時間，宗玄的按摩（手、肩膀、腰），火熱的夫婦熱力瑜伽。 |
| 24       | 2014/11/15 | Yu絲草和F4的見面（1）                                                      | 宗玄幫Yura吹頭髮，宗玄邀請朋友參加聚會，Yura的生氣，一起做餅乾，Yu絲草和F4的見面（李秀赫、金英光、金世俊）。 |
| 25       | 2014/11/22 | Yu絲草和F4的見面（2）& 走吧！回蔚山                                        | Yu絲草和F4的見面；Yura公主的烤牛肉早餐、宗玄的禮物；回蔚山的火車之旅，蔚山燈塔的求婚。 |
| 26       | 2014/11/29 | 蔚山旅行（2）                                                              | 買禮物給爸媽；摩天輪上的談心；見岳父母。 |
| 27       | 2014/12/06 | 蔚山旅行（3）& 出發吧！巴厘島                                              | Yu爸媽火力全開的助攻；機場的自拍，搭上前往巴厘島的飛機。 |
| 28       | 2014/12/13 | 巴厘島旅行（1）                                                            | 到達機場的悠閒；晚上的派對，宿舍裡的悠閒（宗玄的撒嬌，互相在臉上畫畫）；森林遊樂園（宗玄的告白）。 |
| 29       | 2014/12/20 | 巴厘島旅行（2）                                                            | 森林遊樂園，草地上的小約會；巴厘島的晚餐；性感的泳池時間。 |
| 30       | 2014/12/27 | 巴厘島旅行（3）                                                            | 玩風帆及水上活動,來自紐西蘭的帥氣教練引發宗玄的嫉妒,宗玄完成Yura的心願券. |
| 31       | 2015/01/03 | 巴厘島旅行（4）& 200日派對                                                 | |
| 32       | 2015/01/10 | 超市冬季購物 & 冬季零食派對                                                | 到超市購買保暖用品，Yura的時裝秀，製作冬季零食。 |
| 33       | 2015/01/17 | 挑戰辣義大利麵 & 美容院突擊                                                | 初次臉頰BOBO。 |
| 34       | 2015/01/24 | MBC演藝大賞綵排 & 三對夫婦初次見面                                         | 頒獎典禮前三對夫婦齊集悠閒家，挑戰任務。 |
| 35       | 2015/01/31 | 養生餐 & 新年計劃                                                          | Yura帶生病的宗玄吃養生餐，Yura模仿洪真英的撒嬌，Yura的聲帶模仿，制定新年計劃，體育鍛練。 |
| 36       | 2015/02/07 | 溜冰場約會 & 宗玄的驚喜Event                                               | 體育鍛練變成身體搞笑，模擬拍攝拉面廣告，Skinship大放送；宗玄為Yura準備能促進睡眠的按摩。 |
| 37       | 2015/02/14 | 宗玄的生日禮物 & 夫婦理財                                                  | 宗玄為誹聞道歉，牛肉殺手Yura，到銀行辦理户口，Yura家鄉遊戲對決。 |
| 38       | 2015/02/21 | 製作春節食物 & 民族遊戲                                                    | 打年糕, 互相拜年, 充滿Skinship的遊戲懲罰 |
| 39       | 2015/02/28 | 南怡島旅行（1）                                                            | 冬日浪漫自行車約會,悠閒TV,紅色手套的秘密,冬季悠閒(互相臉頰BOBO) |
| 40       | 2015/03/07 | 南怡島旅行（2） & 離別故事                                                 | 烤肉,Gostop遊戲,遊戲懲罰使用券,突如其來的離別,在送給對方的禮物上留言,悠閒最想說的都是謝謝 |

## 精靈夫婦
- 宋再臨與金素恩－精靈夫婦、素臨夫婦，共38回
- 「素臨夫婦」为韩国官方名称、「精靈夫婦」为中国官方名称，取二人名字譯音中各一字「金」和「臨」。
- 海外饭称他们为「Solim Couple」「The LTE Couple」
- 二人曾在電視劇《感激時代：鬪神的誕生》中結緣，後因女方日程問題辭演。
- 精靈夫婦2014年9月11日錄製首期節目，接替於9月13日下車的兔絨夫婦，9月20日播出第一集。[7]
- 两人凭借本节目获得2014年《MBC 放送演艺大赏》最佳情侣奖，是我结历史上第三对获得最佳情侣奖的夫妇。
- 金素恩與演員孫浩俊的緋聞於2015年2月9日曝光，雙方公司否認，解釋二人只是親密的朋友。[8]
- 2015年2月23日 《不善良的女人们》制作发布会，宋再临以「爱彼此所知的，信彼此未知的」来回应金昭訚的绯闻，引发媒体称赞。
- 2015年3月5日 精灵夫妇共同出席了在首尔光化门前的广场举行的Candy crush soda 上市活动。
- 2015年6月13日播出最後一集。
- 2016年8月，兩人共同參演SBS電視劇《我們的甲順》，並擔任男女主角。

| 各集列表 | 各集列表   | 各集列表                          | 各集列表 |
| 集數     | 播出日期   | 標題                              | 備註 |
| -------- | ---------- | --------------------------------- | --- |
| 01       | 2014/09/20 | 心動的初次見面（Ⅰ）               | 初次見面的地點在一個漆黑的場所，相互也看不到對方，只能靠聲音來確認。 |
| 02       | 2014/09/27 | 心動的初次見面（Ⅱ）               | 見面第一天便進駐新房。再臨猛烈的身體接觸令素恩大不適應。駛往新房其間再臨忘記素恩名字，引發離婚風暴。再臨想出的愛稱雙方都感到滿意。到達新房後相互檢視行李，再臨的行李非常多，包括情侶T恤，之中兩人尋找到共通點。兩人入住新房第一次合照。再臨的直接的說話方式令素恩手腳蜷曲。                                                                                      |
| 03       | 2014/10/04 | 喝交杯酒&探病（Ⅰ）                | 素恩拿出從家裡帶來的人參酒，再臨突然的勾手變成喝交杯酒。再臨教素恩吹薩克斯風，共用的吹嘴被素恩弄壞，再臨的肉麻話襲擊。之後前往咖啡店喝咖啡，路上第一次牽手。再臨開刀住院素恩去探病，病床上素恩幫再臨刮鬍子。 |
| 04       | 2014/10/11 | 探病（Ⅱ）&甜蜜料理                | 素恩陪再臨外出走走，意外的胯下之摸驚到再臨。病房中再臨感謝的擁抱。素恩為再臨做料理，泡菜湯被嫌棄。飯後兩人一起觀賞19禁愛情片，肢體的接觸引來兩人的冰凍時刻。 |
| 05       | 2014/10/18 | 新家採購&家居佈置                 | 採購時仍然多次身體接觸和玩笑，但素恩開始接受並期待。回家後開始佈置個人物品；再臨贈送太陽眼鏡及條紋居家褲，沙發自拍畫報。 |
| 06       | 2014/10/25 | 家中約會&外出晚飯                 | 共同制作貓塔和情侶衫；Cuni對再臨表示不滿。前往晚飯時，身穿情侶衫也成功挽手臂。 |
| 07       | 2014/11/01 | 溫馨的早餐&飛靶射擊比賽（Ⅰ）      | 在餐廳晚膳其間，素恩的行為愈來愈像再臨！再臨親自下廚，弄酒店的西式早餐。用膳其間，再臨提及素恩之前旳訪問及上傳在Twitter的訊息，感到妒忌。收到任務卡要進行活動增進夫妻關係。二人決定射擊及釣魚活動。 |
| 08       | 2014/11/08 | 飛靶射擊比賽（Ⅱ）&釣魚            | 飛靶射擊比賽激起再臨和素恩的鬥心。在釣魚場上再臨繼續發動肉麻的說話及行動。再臨以驚喜的方式送上情侶戒。 |
| 09       | 2014/11/15 | 送函&與小舅們聚餐                 | 再臨和素恩母親通電話。再臨親自送函。素恩送再臨免治馬桶和巧克力棒花束，再臨送素恩營養品等等實用物品和上海買回來的紀念品。紅傘下的啾啾啾。二人電話邀請朋友到結婚典禮。之後相約小舅們食烤肉。 |
| 10       | 2014/11/22 | 拍攝情侶畫報                      | 相約小舅們食烤肉，二人在人前的親密行為並沒有減少。再臨在任務卡中見到素恩和小舅以前拍過的情侶畫報，妒忌心爆發。拍攝畫報時兩人換了多個造型。親密感上升。 |
| 11       | 2014/11/29 | 婚禮的準備                        | 再臨清早在鮮花市場買花，準備做婚禮的花束。做花束時的二人的身體接觸顯得自然。之後二人一同到婚紗店，選擇婚紗時兩人大說俏皮話。素恩穿婚紗出場，再臨形容為白色天使一樣美。在婚禮現在再臨要照顧自己及素恩的朋友，既忙碌又緊張。 |
| 12       | 2014/12/06 | 婚禮上的遊戲（上）                | 在婚禮上再臨繼續情話綿綿，除了準備跳舞外，還有一首自作詩。婚宴上，我結婚宴MC突然出現，二人大玩輪盤遊戲來換取飛機乘坐券。其間，素恩要向再臨撒嬌及跳舞，而再臨要蒙眼認出素恩的手。 |
| 13       | 2014/12/13 | 婚禮上的遊戲（下）                | 素恩蒙眼後迅速認出再臨的喉結。經過輪盤遊戲，二人得到乘飛機券，目的地為素恩以前在我結提及的地方——土耳其。婚禮後再臨準備了露營車，兩人到郊外，兩人三足任務輕鬆完成。 |
| 14       | 2014/12/20 | 一日金順從&蜜月旅行前的準備       | 結婚後金素恩變身為金順從為再臨進行臉部護理。素恩為再臨塗上七彩的指甲油。吵吵鬧鬧地進行了土耳其之行的行前準備。 |
| 15       | 2014/12/27 | 新婚背包旅行－土耳其（一）        | 經過十小時的飛行，終於到達土耳其，在機場粉絲們熱情迎接。二人帶著疲憊的身軀走進旅館，發覺訂下的原來是有兩張上下格床的房間。隔天到伊斯坦布爾遊覽，兩人雙手綁在一起在市集血拚，殺價成功感到開心。石階上吃青花魚捲餅，素恩誘發再臨忌妒心。再臨在橋上的突然大喊......                                                                                                 |
| 16       | 2015/01/03 | 新婚背包旅行－土耳其（二）        | 在伊斯坦堡的晚上，素恩準備了蛋糕慶祝結婚，並送上素恩使用券和神秘禮物。第三天來到一個宏偉的古城參觀，這次換轉再臨準備了驚喜，向素恩告白。 |
| 17       | 2015/01/10 | 新婚背包旅行－土耳其（三）        | 在古城附近足浴。在棉花堡的遺跡泳池戲水。品嘗土耳其佳餚後，飯館老闆的神準咖啡算命。長途巴士上素恩的小嫉妒和再臨的爆笑演出。 |
| 18       | 2015/01/17 | 新婚背包旅行－土耳其（四）        | 兩個人坐熱氣球，下來的時候發生小意外再臨用肉身勇護嬌妻。兩人製作陶器。在食堂裡兩人無盡的勝負欲又展開。再臨的百日禮物。兩人在卡帕多西亞觀賞夜景。 |
| 19       | 2015/01/24 | 新婚背包旅行－土耳其（五）        | 在卡帕多西亞觀賞夜景和談心。新婚旅行最後一天，再臨為爭奪素恩的即食拉麵而出盡奇謀。最後演變為二人床上混戰。回到韓國的新房後戰事逆轉，再臨被素恩肉麻到。 |
| 20       | 2015/01/31 | 泡菜湯大翻身&賣鯽魚餅             | 素恩決意要為自己的廚藝大翻身，從家中帶了自家的泡菜煮泡菜湯，最後得到再臨的認同。精靈夫婦決定用鯽魚餅來進行謝恩活動，答謝得到最佳情侶獎。結果謝恩活動最終變成比賽。 |
| 21       | 2015/02/07 | 精靈夫婦校服約會                  | 完成鯽魚餅後，進行校服約會。二人換上校服逛街、打保齡球、吃東西。素恩因為賣鯽魚餅和給打保齡球都贏了再臨，因此給了一個小驚喜。 |
| 22       | 2015/02/14 | 素恩解釋戀愛傳聞                  | 素恩為和別人傳出戀愛事件，向再臨解釋始末，並得到再臨的信任。 |
| 23       | 2015/02/21 | 金經理人誕生                      | 再臨使用餘下的金素恩使用券，素恩成為再臨的一日經理人，並要完成再臨的指定項目，包括洗髮及化粧，以換取合格印章。 |
| 24       | 2015/02/28 | 素恩球場獻舞                      | 素恩依再臨的指定項目，集齊印章，完成經理人的工作。之後素恩帶領再臨往體育館看籃球賽事。其間素恩表示會因賽事緊張而要吃清心丸。原來素恩準備了驚喜，在球賽休息時，聯同啦啦隊表演再臨喜歡的AOA的《貓步輕俏》舞蹈。在中場休息其間更被場中選為即時接吻。 |
| 25       | 2015/03/07 | 第二次旅行-濟州島                 | 沿著海岸公路，再臨和素恩的摩托車兜風，互拍照片和合照。大啖美食和濟州方言大考驗 。與海女一起下海撈海產。遊樂園坐海盜船。 |
| 26       | 2015/03/14 | 第二次旅行-濟州島                 | 「激烈」的坐disco砰砰。素恩給再臨補過生日，晚飯後唱KTV。 |
| 27       | 2015/03/21 | 第二次旅行-濟州島                 | 浴室裡兩人的玩笑和打打鬧鬧。床上的歷史情境劇。素恩教再臨做床上運動但又變成摔跤。素恩幫再臨敷小黃瓜時的額頭bobo。 |
| 28       | 2015/03/28 | 製作白色情人節愛的糖果&搬家       | 再臨親手寫任務卡和送給素恩驚喜禮物，愛的抱抱的時候被打擾，收到藍色箱子要換新房。卡車上你儂我儂餵食無視開車大叔。到新家後兩人受到震撼(製作組的逆襲)。 |
| 29       | 2015/04/04 | 整理農家新房                      | 兩人到村子的超市購買新生活必需品。打掃房屋的時候素恩使用了願望券，再臨背著素恩打掃。在新家的第一頓晚餐。臥房中合照時再臨的額頭bobo突襲。 |
| 30       | 2015/04/11 | 春天到了，播種吧！                | 節目組送來小摩托車做賀禮，再臨為素恩特製「後座」，兩人以非常奇特的方式驅車前往購買務農所需物品。整地的時候再臨化身為牛。休息時刻再臨因勞動流汗而在素恩面前脫衣，素恩害羞。兩人在屋前吃拌飯聊天，回憶以前的事。 |
| 31       | 2015/04/18 | 農家樂&露天汽車電影               | 素恩和再臨邊整地邊遊戲，玩得不亦樂乎，兩人製作了彼此形象的稻草人。回室內用泥土補牆，用泥土互噴。之後卸下農家服裝穿戴整齊要外出約會，素恩對再臨的手背bobo突襲。兩人在車上用中文甜蜜交談。露天電影的尺度，讓車內的兩人害羞不已。 |
| 32       | 2015/04/25 | 洗棉被&準備春遊                   | 素恩對再臨糖果的誘惑。兩人在院子洗棉被，打情罵俏中再臨騎到老婆頭上。繼牛再臨後馬再臨出現。再臨到院子澆水時素恩為再臨製作「特別」的飯糰。兩人騎上小摩托車出遊，經過隧道玩憋氣遊戲。 |
| 33       | 2015/05/02 | 春遊野餐&三溫暖                   | 兩人到公園的草地上野餐，吃到素恩牌飯糰到再臨被「刺激」到所以放倒素恩，草地頓時春色無邊。接著兩人玩藏紙條(願望券)的遊戲，素恩不滿意她找到的願望券所以吃了。為了報答素恩的願望券，再臨讓素恩以騎馬打仗姿態坐在自己身上。回家後兩人做糖餅，一陣手忙腳亂，再臨真摯的bobo突襲。到院子的桑拿房吃外送的炸雞。再臨要做仰臥起坐素恩幫忙壓腿，貌似發生了點放送小事故...... |
| 34       | 2015/05/09 | 身心治癒(？)之旅(1)               | 院子的桑拿房裡坐仰臥起坐，素恩幫再臨在院子用冷水澆背。兩人坐巴士前往原州旅行，巴士上再臨拔下五根眼睫毛讓素恩許願，還有模仿朴振英。兩人到馬場騎馬。兩人的青澀戀人小劇場。騎鐵軌腳踏車，素恩的告白。(備註：本集有兩段未播出片段) |
| 35       | 2015/05/16 | 身心治癒(？)之旅(2)-寺廟篇        | 前往寺廟寄宿。兩人邊讚美對方邊串108顆念珠，讚美競賽再臨輸了所以做108拜。在寺廟空地玩扔鞋子遊戲。用餐時間吃齋食，因為某些原因，再臨幫忙素恩吃掉碗裡的飯，包括掉進去的蒼蠅。吃完飯幹雜活，摘菜的時候兩人吵吵鬧鬧，再臨的感性表白。小房間裡的腋窩大戰，兩人玩彈棋子。(備註：本集有一段未播出片段)                                                                   |
| 36       | 2015/05/23 | 孕婦體驗&劍道&首爾約會(上)        | 金浦農家裡，素恩帶來了一樣禮物送再臨，原來是孕婦體驗套裝。回到久違的首爾，先到劍道館，再臨體貼的從背後幫素恩穿劍道服，兩人比賽。精品店裡，穿上正裝的再臨送素恩一套洋裝，兩人坐上長禮車開始甜蜜約會。喝交杯酒，玩猜拳遊戲......(備註：本集有一段未播出片段) |
| 37       | 2015/06/06 | 首爾約會(下)&高空彈跳             | 再臨和素恩到餐廳用餐，再臨的突襲，素恩的臉紅心跳時刻。(備註：未播出片段裡再臨為素恩吹奏薩克斯風)兩人體驗韓國最高的高空彈跳，因為安全的考量無法雙人跳有點怨念，兩人在一旁的留言板上留言。素恩勇敢的先跳，之後是再臨為了素恩一躍而下，素恩感動給予再臨愛的抱抱。                                                                                                   |
| 38       | 2015/06/13 | 夫婦的淚水離別烤肉趴&離別後的重聚 | 兩人從金浦屋內走出，看到有一個包裹，裡面裝著充滿兩人回憶的相冊，和一張告知假想婚姻生活結束的任務卡，再臨在讀任務卡時便情不自禁的湧出眼淚，讓強忍情緒的素恩也留下的眼淚。兩人回憶著這段時間相處的點點滴滴，接著烤肉，再臨把任務卡當燃料燒了，兩人喝完結梗酒，再臨的感激額頭BOBO，兩人不捨的擁抱。幾日後的終放宴，已不是假想夫婦的再臨和素恩再會......             |

## 宣言夫婦
- 李宗泫（CNBLUE）與孔昇延－宣言夫婦、蜜蜂夫婦、02夫婦，共24回。
- 「宣言夫婦」為華語地區的粉絲取二人名字譯音中各一字「泫」和「延」；「02夫婦」（공이부부）則為韓國官方名稱。
- 宣言夫婦2015年3月2日錄製首期節目，接替於3月7日退出的蒲公英夫婦、悠閒夫婦，3月14日播出第一集。
- 宣言夫婦是經過四人約會而組成，在最終選擇時，李宗泫及孔昇妍都選擇了對方，因此得而成為新一對夫婦。
- 2015年4月9日晚《心動不已的印度》脫口秀現場，宗泫公然向現場的圭陣線的成員們秀恩愛。當MC提問到絕對不會介紹別的女生給哪個男生時，宗泫指的是自己，理由：實話實說我是有婦之夫。
- 李宗泫韓國雜誌（CECI CAMPUS KOREA 201506）5月訪問時表示把自己的理想對象跟節目組說了，最後孔昇延就出現了。
- 職業棒球Nation Heros於5月20日公開了將在21日召開的與LG雙子的比賽中，為迎合「夫妻日」而邀請本節目中作為假想夫婦出演的孔昇延和李宗泫進行試球和試打。
- 2015年8月17日，《我們結婚了》「宣言夫婦」公告即將退出，最後一次拍攝尚未進行，未來宗泫將專注於CNBLUE的活動，而昇延出演的新劇《六龍飛天》則會在10月中首播。
- 2015年8月19日，李宗泫與孔昇延於FNC娛樂錄製《天藍色大衣》，該曲由李宗泫編曲，兩人合作填詞。
- 2015年8月25日，MBC首次因偶像退出本節目而引發的海內外觀眾於官網與各網路平台上提出疑問，以官方說明發表退出原因：不是因為個人特殊原因退出，理由其實和其他夫婦差不多。
- 2015年8月29日播出最後一集。
- 在我結300期所票選的「最甜蜜名場景」，宣言夫婦以「愛情誘導柔道教室」這個橋段，以一票之差贏過鄭容和與徐玄夫婦的「婚禮拍攝初吻」。
- 2016年9月20日，公佈李宗泫與孔昇延共同演出電視劇《My Only Love Song》擔綱男女主角。

| 各集列表 | 各集列表   | 各集列表                                         | 各集列表 |
| 集數     | 播出日期   | 標題                                             | 備註 |
| -------- | ---------- | ------------------------------------------------ | --- |
| 01       | 2015/03/14 | 初次見面（1）                                    | 女子大學校園內初次見面，贈送花束；校園食堂的嗜好問答；空教室的心動時間，宗泫獻唱李仙姬《人海之中遇見你 그중에그대를만나Meet him among them》，兩人本名漢字板書（李宗泫＆俞昇延），訂定愛稱。 |
| 02       | 2015/03/21 | 初次見面（2）                                    | 約會截止前的告白與約定；贈送第二把花束，共乘一車的獎勵時間；停車場與Henry、藝媛交換約會搭檔；水族館的最終選擇，宗泫和昇延成為假想夫婦。 |
| 03       | 2015/03/28 | 日本旅行（1）                                    | 昇延的尋夫之路，宗泫的接機標語，昇延的旅行相簿；地鐵上宗泫日語實力展現，近距離接觸；代代木公園狂風中的野餐，宗泫獻唱Rachael Yamagata《Be Be Your Love》、未完成的自創曲；雙人單車約會。 |
| 04       | 2015/04/04 | 日本旅行（2）                                    | 搭乘新幹線；三重縣的和風榻榻米兩人房，房內的晚餐時間與交杯酒，睡前的按摩時間。 |
| 05       | 2015/04/11 | 日本旅行（3）                                    | 害羞的溫泉時間；孔師任堂的書法教室；遊樂園的約會，乘坐雲霄飛車、摩天輪。 |
| 06       | 2015/04/18 | 日本旅行（4）                                    | 鬼屋之旅；享用三式鰻魚蓋飯；名花之里的夢幻燈海與光之隧道，秘密花園的甜言蜜語；京都嵐山的約會、製作情侶鑰匙圈、香鬆拌飯與辛辣零食試吃、宗泫吃霜淇淋的私心欲求 |
| 07       | 2015/04/25 | 日本旅行（5） & 接機 & 前往婚房                  | 人力車約會；竹林小徑的兩人三腳；野宮神社的祈福繪馬；昇延的接機驚喜，見面紀念日的危機；前往新婚房，車內宗泫對昇延連續劇劇情的妒忌，昇延的撒嬌。 |
| 08       | 2015/05/02 | 初到婚房                                         | 尋找新婚房，合力裝潢牆壁，抽筋事件1；前往採購家庭用品及晚餐食材；宗泫為昇延下廚、昇延為宗泫調酒，抽筋事件2；宗泫吉他伴奏合唱林正姬《沒有眼淚 눈물이 안났어》。 |
| 09       | 2015/05/09 | 入住婚房 & 與岳父見面（上）                      | 第一次背後抱；宗泫參與設計裝潢婚房(未公開片段1)，為昇延送上驚喜房間；互相交換禮物，宗泫得到了願望卷；初次手背bobo；與岳父的驚喜見面。 |
| 10       | 2015/05/16 | 與岳父見面（下）& 電車壁咚 & 畫報拍攝（上）      | 岳父相見歡；電車情景劇；情侶畫報練習~壁咚~宗泫火熱對視；開車前往畫報拍攝場，手背BOBO,宗泫第一次再日本制作的情侶鑰匙圈遺失。 |
| 11       | 2015/05/23 | 畫報拍攝（下） & 製作愛心便當 & 學生服約會（上） | 兩人害羞拍攝畫報(未公開片段2)，不算初吻的BOBO。昇延的愛心便當特地向父親請教，宗泫眼睛受傷不休息前來拍攝，因為昇延是特效藥。昇延送夫婦撥片手鍊，宗泫送學生服，昇延量制宗泫襯衫尺寸。 |
| 12       | 2015/06/06 | 學生服約會（動物園）（下） & 參觀宗泫公司        | 車上充電(未公開片段3)，告白鑰匙圈遺失並展示誠意。學生情侶牽手曬恩愛逛動物園，愛心便當(未公開片段4)，餵食動物。到宗泫公司茶水間的秘密社內約會情景劇，樓梯間移動的壁咚，單槓，踢腿展示男性魅力，托腰充電，拳擊課程背後擁抱充電。宗泫向昇延展示創作室中的創作小品。 |
| 13       | 2015/06/13 | 小叔見面 & ＦＮＣ家族演唱會                      | 正信見面的爆言不是第一次的嫂子見面會，昇延狙擊弟弟們咖啡的喜好，練房裡的正信敏赫受不了宗泫跟昇延的蜜蜂行為，宗泫的手鍊繩子被敏赫扯斷，宗泫厚顔充電讓敏赫妒嫉爆發要哥哥停止(未公開片段5)。宗泫帥氣的現場練習演奏+對視迷惑昇，合唱:愛情光。昇延到ＦＮＣ家族演唱會幫老公充電並當粉絲，CNBLUE宗泫（BLIND LOVE）演唱，魅力爆發。 |
| 14       | 2015/06/20 | 宗泫釜山老家見公婆家人（上）                     | 收到婚禮準備任務坐火車前往釜山，陽光映照下昇延變成土星孩子，製作請帖邀請友人，手指BOBO嘴唇。開車的釜山真男人， 呂珍九+金宇彬再度引發宗泫妒火並以BOBO威脅昇延。松島海邊甜蜜的背後擁抱，鐵達尼的告白，夫婦互相妒嫉戰爭，贏過KTV戀人畫面的松島海灘約會。 |
| 15       | 2015/06/27 | 宗泫釜山老家見公婆家人（中）                     | 到宗泫的學校進行遊戲，1.吊單槓 2.稻草人遊戲，到宗泫的國中感謝老師的教導，進行柔道學習。海帶湯事件=兒子護媳婦引發婆婆吃味，宗泫的Beatbox。 |
| 16       | 2015/07/04 | 宗泫釜山老家見公婆家人（下）/釜山橋夜海求婚      | 飯後父母爆料，蜂蜜家人的充電行為，生日準備伽倻琴(生日快樂/我的愛)。宗泫開往沒有任何人的地方。讓人想把時間就此停止的釜山橋夜海，昇延的廣播申請M.Y.M.P.《Say You Love Me》，量身訂制的白衫，宗泫中槍，無法逃脫的經典求婚。宗泫小失望的五星bobo降級，會對對方更好的緊緊相擁。 |
| 17       | 2015/07/11 | 棒球開球 & 野外結婚派對 （上）                   | 木洞棒球場試球試打開球，擬投球信號/橘子果醬＂昂＂事件，啦啦隊長＂朋友＂事件，墨鏡用途。棒球練習場(未公開片段10)，丈夫表情服裝管制，背擁式教學，互向戒指KISS信號。預熱試球試打"投手"孫勝拉教學，確認互向戒指KISS信號。試球試打開球完美劃下，人偶娃偷親。觀看棒球比賽，宗泫吃貨時間，妻子視線管控，啤酒比賽(BOBO約定)。自由派對野外婚禮，昇延禮服＋朝鮮丈夫，KISS襯衫夫婦音樂表演練習，妻子控錄製呂珍九的祝福視訊獻妻子 。 |
| 18       | 2015/07/18 | 野外結婚派對（中）                               | 朝鮮丈夫禮服管制，大型藍毯式的迎賓禮，拜訪新人等待處，（泰山菊石）美善反擊宗泫，CNBLUE履行約定正信拍照敏赫捧花胸花，秀KISS襯衫，夫婦練迎賓舞（亂搖亂擺），賓客特殊水槍武器補給，夫婦交換戒指，賓客展現性感舞蹈，夫婦幸福即興舞，夫婦感謝詞及相互結婚宣誓，賓客祝福賀詞，祝歌演唱丘比特水槍洗禮BOBO遊戲，肩背、手指、臉頰、髮際、脖子BOBO大放送，夫婦答歌《人海之中遇見你 그중에그대를만나Meet him among them》，容和國主加入合唱。受邀参加婚礼賓客：朴美善、黄在成황제성、Eric Nam、CNBLUE鄭容和、姜敏赫、李正信、李國主、INFINITE聖圭、AOA草娥、李世蓉李世英이세영。 |
| 19       | 2015/07/25 | 野外結婚派對（下）                               | 來賓分組遊戲：＂情侶林波舞＂＂指壓板2人3腳跑步比賽＂。兩人樹下的甜蜜蠋光閒談用餐，宗泫不吝惜的甜蜜台詞轟炸。西莉亞·娜嘉Silje Nergaard- The Waltz仲夏夜布魯斯＂第一支舞＂，挑釁&害羞BOBO的願望券。 |
| 20       | 2015/08/01 | 居家生活 & 冰品店面試篇                          | 兩人的孩子們相見歡，全家福GOOD MORMNING。頂樓遊樂園，互擦防曬霜，有趣的醫療愛情劇，落水人工呼吸，回憶日本泡溫泉，賭注BOBO水中閉氣，入水後成了蒙面強盜丈夫驚慌妻子丑貌外流，放開了玩的強大水戰，懲罰時間。美容室開張。打工經驗，霸道總裁面試女大生，新婚後的子女計畫。 |
| 21       | 2015/08/08 | 宗泫冰品店打工/屋頂露營/恐怖片特輯               | 帶入私心的面試後模擬打工誘惑魅力。對睡美人的手指BOBO戲弄。逛沖浪海灘用品店(未公開片段14)。頂樓燒烤露營飲食節目。妻子的測謊儀遊戲，撒嬌的姐弟（情景劇場），懲罰到鬼屋取物。共同觀看恐怖片。 |
| 22       | 2015/08/15 | 浪漫夏季旅行濟州島（上）                         | 乘敞篷車兜風，宗泫“潘朵拉的盒子？打開了。昇延出色的運動神經，“反轉”的沖浪的實力。比基尼的宗泫認證照。濟州島兩人一起乘坐高空飛行傘浪漫的告白，宗泫第一次的耳語告白＂나는 당신을 사랑합니다＂。 |
| 23       | 2015/08/22 | 浪漫夏季旅行濟州島（中）                         | 夜晚用餐時的逗趣鬼臉照，兩人看到了魚，宗泫認為是胎夢預兆。宗泫作曲要昇延一起編寫歌詞【微風中彌漫花香的那天】。宗泫願望卡：昇延特別準備要誘惑宗泫的性感舞蹈，讓兩人渡過了火熱的夜晚。甜密游泳池旁的早餐，夫妻親密的游泳教學水上玩樂。車上的宗泫跟昇延唱Hip Hop曲。李宗泫 Instagram （页面存档备份，存于）大海照 |
| 24       | 2015/08/29 | 浪漫夏季旅行濟州島（下）& 離別                   | 超血紅的用嘴擦拭嘴冰淇淋，燈塔合照濟洲島旅行畫上句點。住家裡，昇延特別親手準備了宗泫愛吃的麵茶粉。宗泫親手為她佈置的浪漫花房。宗泫拿出了連夜修改編製完成好的歌曲歌詞，前往ＦＮＣ錄製只屬於兩人的甜蜜回憶。前往錄製的路上要途中秘密私奔的計畫。最後以拍照及擁抱畫下句點。到達錄音室，宗泫在比ＣＮ專輯更認真下跟昇延因緊張連呼吸都忘了的情形錄製【天藍色大衣】歌曲，最後以拍照及擁抱畫下句點。【小黑屋裡宗泫事後採訪表示：昇延就是他想像結婚的憧憬，那種毫無遺漏全部填滿的妻子，在辛苦的現實中像是甘霖一般, 真的有無盡的感謝，希望以後可以一直互相鼓勵，支持彼此，好好過吧。】【孔升妍也表示：歐巴在這期間製造了美好的回憶，很疼愛我，留下了用言語無法表現的幸福記憶的丈夫宗泫，雖然夫婦的緣分結束了，如果能成為給彼此力量的人的話就好了。】（最後的未播很重要） |

## 幸運夫婦
- Henry（Super Junior-M）與金藝元－幸運夫婦，共12回
- 「幸運夫婦」為韓國粉絲取二人韓文名中各一字「헨（Hen）」和「원（元）」，與韓文「행운（幸運）」讀音近似，同時包含了對二人的期許。
- 幸運夫婦2015年3月2日錄製首期節目，接替於3月7日下車的蒲公英夫婦、悠閒夫婦，3月14日播出第一集。
- 幸運夫婦是經過四人約會而組成，在最終選擇時，Henry及藝元都選擇了對方，因此得而成為新一對夫婦。
- 2015年6月13日播出最後一集。

| 各集列表 | 各集列表   | 各集列表               | 各集列表 |
| 集數     | 播出日期   | 標題                   | 備註 |
| -------- | ---------- | ---------------------- | --- |
| 01       | 2015/03/14 | 誘人的初次約會         | 首先以Henry-藝元及同期上車的李宗泫-孔昇延(宣言夫婦)方式進行兩小時約會，下周再交換搭檔約會。幸運夫婦見面不久，Henry便因為太緊張而要借用藝元家的洗手間辦「很重要的事」，出來之後不忘用除臭劑辟味等四次元行徑令藝元又無語又好笑。 |
| 02       | 2015/03/21 | 誘人的第二次約會       | 經過與宣言夫婦交換搭檔約會後，Henry和藝元在水族館內選擇了對方成為假想婚姻的另一半。 |
| 03       | 2015/04/04 | 兩人的求婚式           | Henry突襲藝元，成功在嘴唇上BOBO。 |
| 04       | 2015/04/11 | 遊樂場一日約會         | |
| 05       | 2015/04/18 | 遊樂場一日約會&Henry家 | Henry為藝元展現廚藝，不小心被火燒到頭髮 |
| 06       | 2015/04/25 | 幸運夫婦入住新家       | Henry從加拿大帶禮物回來給藝元。Henry見藝元落淚，給予安慰。入住新家。 |
| 07       | 2015/05/02 | 兩人的甜蜜時光         | 兩人去看夜景，並寫了一年後會寄給對方的明信片。藝元展現廚藝，Henry被宣言夫婦送的日本辣椒粉辣到直喝水。夫婦互相為彼此洗臉刷牙。睡覺前，Henry叫藝元幫他用蜜蠟除腿毛。 |
| 08       | 2015/05/09 | 雙人合奏&喬遷宴準備    | 兩人在新居建立音樂工作室，並由Henry拉小提琴，藝元彈奏鋼琴合奏了Last Carnival。兩人為了喬遷宴聯繫了Zico(Block B)、Amber(f(x))、N(VIXX)以及藝元媽媽並外出購買食材與烤肉用具。 |
| 09       | 2015/05/16 | 喬遷宴                 | Amber(f(x))與N(VIXX)接受邀請來訪，Henry與藝元為客人合奏曾練習過的Last Carnival。Henry為了喬遷宴弄了Barbecue，卻不慎燒糊了肉。夫婦試圖將Amber和N湊成一對，並做了Couple Game，結果Amber與N勝出。餐後，眾人在屋內唱歌度過快樂時光。送走客人後夫婦來到籃球場，Henry秀出精湛的轉球並投籃成功。 |
| 10       | 2015/05/23 | 夜間散步&拜訪傳統市場  | 夜間散步；睡前Henry因早上與藝元媽媽通過電話，而提議讓藝元也與自己的母親通話，使不擅英語的藝元緊張不已。隔天，藝元替未睡醒的Henry準備早餐並彈奏鋼琴叫醒Henry。藝元替Henry綁了蘋果頭。梳理後，夫婦來到傳統市場吃了許多小吃。 |
| 11       | 2015/06/06 | 有趣的街頭約會         | 夫婦來到弘大街頭約會，並算命測兩人是否適合對方；藝元送Henry自己做的禮物；Henry測藝元的英文能力，結果在提起加拿大首都時自己卻有些遲疑；兩人點了消夜一起看了電影，並探討韓國口音，度過了溫馨的時光。 |
| 12       | 2015/06/13 | 最後的故事             | Henry的朋友Eric Nam來電表示想帶來韓國的Chloe Moretz拜訪夫婦，因此Henry和藝元決定為Chloe準備韓國特有美食。Henry騙Chloe和Eric坐放屁墊子，使初次見面的尷尬氣氛瞬間消失。Chloe除了肉腸，出乎意料地適應韓國的食物。本身為外國人的Henry也初次嘗試活章魚和蠶蛹。飯後，眾人到院子踢毽子並打賭輸的人要跳舞。Eric邀請朋友朴智敏和Kevin一起唱KTV，眾人度過歡樂的時光。最後，Henry唱了죽겠네(要死了)這首歌代替他想對藝元說的話。幸運夫婦正式下車。 |

## 五元夫婦
- 吳閔碩與強藝元－五元夫婦、夙願夫婦，共35回
- 「夫婦」為台灣粉絲取二人名字譯音中各一字「吳」和「元」；「夙願夫婦」則為中國粉絲取二人名字譯音中各一字「碩」和「元」。
- 五元夫婦2015年6月4日錄製首期節目，接替於6月13日下車的精靈夫婦、幸運夫婦，6月20日播出第一集。
- 2015年12月5日，隨著節目播出，五元夫婦的情侶歌曲《Oh Yeah》（오예）音源也隨之公開，該曲由五元夫婦參與作詞，音源收入全數捐出。
- 2015年12月29日，五元夫婦於「2015 MBC放送演藝大賞」獲得「人氣賞」。
- 2016年2月27日，播出最後一集。
- 2016年4月4日，吳閔碩出席強藝元主演的电影《來見我》VIP首映式，俩人身穿同色情侣装。

| 各集列表 | 各集列表   | 各集列表                                                               | 各集列表 |
| 集數     | 播出日期   | 標題                                                                   | 備註 |
| -------- | ---------- | ---------------------------------------------------------------------- | --- |
| 1        | 2015/06/20 | 初次見面 & 濟州島旅行（1）                                             | 兩人在濟州島碰面，發現原來早就曾在電視劇中合作過。二人為新婚晚上準備行裝，為對方選購內衣，直線球的對話引起網民討論。 |
| 2        | 2015/06/27 | 濟州島旅行（2）                                                        | 二人在濟州島度過初夜，震驚藝元對結婚及生孩子想法，閔碩停車是黑洞男，藝元不公開素顏要黑暗中進行就寢。 |
| 3        | 2015/07/04 | 濟州島旅行（3）                                                        | 起床後的素顏相見溫馨早餐，牛島海邊疊石塔好感許願，認定是菜級釣魚手，搭乘快艇(藝元漢子?/閔碩男子?)，夫婦互餵食取愛稱。 |
| 4        | 2015/07/11 | 自行車約會                                                             | 等待妻子到來賣弄籃球球技，偶然的情人服，貼心的百寶背袋1，自行車挑選，藝元購物時的啟動雷達掃瞄，社區小學操場，貼心的百寶袋2，閔碩有經驗的自車教學步驟，藝元騎自行車實力的奇怪初學者，許願權比賽，自行車郊遊互相表達想念好感，藝元的四次元思維（跳躍式），咖啡店休息，藝元算卦宣傳，閔碩看著妻子的眼睛著迷，閔碩喜好的麵食餐館用餐，貼心的百寶袋3，感情少條筋的藝元，感動的ＭＳ＆ＹＷ。 |
| 5        | 2015/07/18 | 成年人的用餐話題／挑選新居／妻子日                                     | 相同口感的初丁夫婦，妒嫉女神上場，討論工作與愛情的觀念，挑選溝通房子的喜好，查勘符合要件的新婚房子，藝元陷入選擇的苦惱，車上夫婦的交換心得，提議婚房的主題配置，討論二世的女兒傻瓜。閔碩的願望：牽手，停車技術屈辱，夫妻合奏筷子進行曲，閔碩教神速學習者藝元的打鼓課，閔碩打鼓時藝元著迷開心嘴合不隴的樣子，雙方幸福的愛心發射，兩人的琴鼓合奏分享練習。 |
| 6        | 2015/07/25 | 朋友樂團／搬家／吻的討論                                               | 邀請樂隊朋友，聊天和丈夫朋友手臂SS，夫婦獨處的時間。驚喜手鐲手鍊。打包擠滿行李搬新房裡。車內討論ＢＯＢＯ與ＫＩＳＳ之間的區別。 |
| 7        | 2015/08/01 | 入住新居生活                                                           | 自尊心的停車技術，到新婚房的願望，貼心準備整理新家，妻子的愛心補帖，突然告白，專屬情侶戒指，BANG特技。酢醬麵時間，閔碩節目告白藝元非四次元，拍我結有沒有台本？購買新居用品，妻子開車，丈夫羨慕學宣言夫婦車上充電。 |
| 8        | 2015/08/08 | 恐怖片                                                                 | 廚師提供特殊的飲食配方。“恐怖電影”任務，床上的自然的身體SS，結論夙願夫婦喜歡看恐怖片（？） |
| 9        | 2015/08/15 | 潛水考證準備/全家福拍攝                                                | 藝元想與閔碩一起考潛水證照，泳褲喜好再次證明這是成熟夫婦，水中潛水示愛好自然，閔碩騙藝元要去見婆婆，藝元驚慌亂了手腳。閔碩計畫去朋友那拍全家福，朋友爆出閔碩黑歷史，兩人害羞拍下夫婦照。 |
| 10       | 2015/08/22 | 與寵物狗的全家福拍攝/新屋天台裝修/藝元首次煮飯                         | 接續上集的全家福拍攝，加入了寵物狗Romi。閔碩偷偷在屋頂放置佈置用的材料，並工作了一整天。藝元為辛勞的閔碩首次煮飯，其中以人參雞湯最為矚目。在天台吃晚飯期間，藝元無故提出了希望接吻的詢問。 |
| 11       | 2015/08/29 | 藝元扮鬼嚇閔碩/閔碩親自駕駛餐車到藝元的拍攝場地                        | 藝元在使喚閔碩買零食後，在他回家時躲進衣櫃並假裝成女鬼嚇他。閔碩租了一架餐車到藝元的電影拍攝場地，親自製作多士給工作人員，為她帶來驚喜。 |
| 12       | 2015/09/05 | 討論Romi絕育/閔碩發覺藝元對Romi的獨特撒嬌                              | 到診所與醫生談論給Romi絕育，當中藝元對Romi談話時的獨特高聲嗓音被閔碩發現。 |
| 13       | 2015/09/12 | 閔碩夢想成真/閔碩嘗試空中瑜珈/閔碩暗示想要小孩                         | 閔碩在看見宣言夫婦在車內邊牽手邊駕車時，便一直想這樣做，終於在去瑜伽中心的路途提出請求，完成這個夢想。閔碩初次嘗試空中瑜伽，雞手鴨腳。但最後親密的動作增進了兩人感情。閔碩預約了一個浪漫的地方晚飯，他希望用委婉的言語說明他想要小孩，但最後因精力一次引起混亂。最後兩人互相背對方，更增加了彼此的感情。 |
| 14       | 2015/09/19 | 到訪夫婦商談心理中心/新婚100日在明洞街頭游走/閔碩SNS中兩人合照惹起猜測 | 兩人因頻繁出現小吵架而到訪夫婦商談心理中心。測試結果是他們在外面開心相處時最為合拍，並在世間裡比吳閔碩好的男人沒有多少。最後兩人在專家指導下四目交投，許下互相了解對方的承諾。閔碩主動提及新婚100日，要求身體上的接觸。但藝元則認為心靈接觸較為重要。其後在人來人往的明洞街頭互相牽著手逛街，沒有理會別人的眼光。兩人其後決定延長結婚時限，藝元則認為1000日也沒問題，因為她相信閔碩。在吃飯時藝元提到閔碩Instagram中兩人在節目以外的合照，引起網友猜測兩人是否真的有曖昧關係。兩人其後到時裝店打扮自己，並著了情侶裝出外。 |
| 15       | 2015/09/26 | 制作冰淇淋/迎中秋初bobo                                                | |
| 16       | 2015/10/03 | 艺媛为闵硕足疗/闵硕准备惊喜                                            | |
| 17       | 2015/10/17 | 汗蒸房约会/夫妇浪漫合唱                                                | |
| 18       | 2015/10/24 | 不舍分开/闵硕突袭bobo                                                  | |
| 19       | 2015/11/07 | 汉江约会                                                               | |
| 20       | 2015/11/14 | 製造泡菜/閔碩在人群中大聲向藝元說我愛你                                | 兩人為準備過冬共同製作泡菜，閔碩在過程中說了很多不能引起藝元發笑的老式笑話。其後兩人穿著過時10年的搖滾裝到江南區履行早前在滾軸溜冰輸了的閔碩實現藝元的一個願望，在江南中心斑馬線大聲在人群中心對藝元說我愛你。 |
| 21       | 2015/11/21 | 學習Rap/兩人的定情故事歌曲                                             | 兩人在江南區度過緊張的呼喊後，到Rhymer的工作室學Rap。其後藝元放出了自己撰寫的一份關於兩人由相見到現在的定情歌（Oh Yeah），並由兩人合唱。 |
| 22       | 2015/11/28 | 到訪光明洞窟                                                           | 兩人到光明洞窟遊覽，途中經過恐怖的鬼怪造型走廊時，閔碩像小孩子般害怕地躲在藝元後走過。其後，閔碩在電影院中給藝元一個驚喜，將兩人由2012年中《第一千個男人》中首次相遇的畫面開始，兩人逐漸靠近的時刻在大螢幕上播放，加上自己親自獻唱，令兩人均感觸落淚。 |
| 23       | 2015/12/05 | 首次在公眾面前表演《Oh Yeah》而成功推出音源                            | 兩人接到劇組要求，在民俗村內向公眾表演一次他們的專屬情歌，若有半數人覺得好聽，則可獲得發售音源的機會。兩人緊張地應約，在數百人前獻唱，表演受歡迎之餘，在結尾時閔碩突然向藝元嘴唇送上一個親吻。最後夫婦成功獲得推出音源的機會。 |
| 24       | 2015/12/12 | 試穿古代宮廷韓服/騎馬體驗/清晨的雪地玩耍                               | 兩人決定反串穿著對調性別的宮廷韓服，其後在村內的仿刑場扮演拷問閔碩的場景。其後，兩人到騎馬場，首次體驗騎馬的樂趣。在另一天的清晨，兩人便到雪地打高爾夫球，處心積慮的閔碩成功獲得一次許願機會。其後在雪地上，閔碩耐心地教授藝元滑雪技巧。 |
| 25       | 2015/12/19 | 拍日历画报                                                             | 艺元模仿李美妍90年代巧克力广告.闵硕还装伴暴露风衣男.麋鹿鲁道夫..艺元换穿圣诞性感装.闵硕看到愣住.俩人拍画报.闵硕后模仿成HOT文熙俊跟艺元装扮的SES BADA.闵硕跳HOT CANDY.俩人在浴池玩泡沫.拍情侣性感画报.艺元跟闵硕泡泡糖bobo |
| 26       | 2015/12/26 | 互相扮演向對方急救/Romy在床上撒尿                                      | 兩人在床上展示自己的急救技巧，其後回到家中。在兩人給Romy走上床時，牠在床上撒尿，在此同時藝元為最近耳朵不好的閔碩準備對耳朵有益的食材。吃完飯後，兩人為Romy的尾巴染色，其後閔碩突然躺在藝元的腿，讓她心裡砰砰的。 |
| 27       | 2016/01/02 | 到訪藝元作畫工作室/閔碩體驗燙睫毛/模仿情景劇情節                       | 兩人到訪新開設的工作室，其後閔碩幫藝元向附近的同業發年糕獲取基本認識。藝元帶閔碩到美容院體驗燙睫毛，最後睫毛向上翹起了。回到工作室後，閔碩準備了藝元夢寐以求的手袋給她，讓她開心不已。兩人回到家後，在房裡模仿情景劇的誇張情節。 |
| 28       | 2016/01/09 | 迎接新小狗                                                             | 兩人再度養了一隻與Romi相似的白色小狗，為她取名為Yomi。Yomi體型非常細小，可愛的行動讓兩人融化了。 |
| 29       | 2016/01/16 | 夫妇体检                                                               | |
| 30       | 2016/01/23 | 制作MiMi House                                                         | |
| 31       | 2016/01/30 | 跳肚皮舞/新年看运                                                      | |
| 32       | 2016/02/06 | 帮Romi跟Yomi办生日派对/吃路边摊                                        | 帮Romi百日跟Yomi周岁办生日派对.吃路边摊闵硕惊喜送大衣.艺元真心感动说节目结束想跟闵硕谈一次真的恋情.艺元说想在晚上的海边举办简单小型的婚礼. |
| 33       | 2016/02/13 | 举行浪漫婚礼                                                           | |
| 34       | 2016/02/20 | 安眠岛蜜月旅行                                                         | |
| 35       | 2016/02/27 | 结束会是另一个开始？                                                   | 節目送給【夙願夫婦】各一張去夏威夷的機票，限100天內使用完畢.讓兩個人自行決定是否單獨出國約會.甜蜜的禮物. |

## 星宿夫婦
| Melon | 2 |
| Mnet  | 2 |
| Bugs  | 2 |
| olleh | 2 |
| Genie | 1 |

星宿夫婦（陸星材、Joy）
單曲《어린애 (愛)》封面

- 陸星材（BTOB）與Joy（Red Velvet）－星宿夫婦、Bbyu（쀼）夫婦，共45回
- 「星宿夫婦」為華語地區的粉絲取二人本名譯音中各一字「星」和「秀」。
- 星宿夫婦2015年6月3日錄製首期節目（見面前一日2015年6月2日下午分別與BTOB、Red Velvet成員進行見面前錄製），接替於6月13日下車的精靈夫婦、幸運夫婦，6月20日播出第一集。
- 「星宿夫婦」對自我稱謂「夫婦（부부）」稱為狀聲詞的「Bbyu（ Ppyu）」，韓國多稱兩人為「쀼夫婦」。
  - 2015年9月5日，MBC「DMC Festival K-POP Super Concert」演唱會，播出星材與Joy以夫婦身分與康男為活動特別拍攝的串場宣傳VCR（於9月3日Joy生日當天拍攝）。
  - 2015年9月13日，星材擔任SBS人氣歌謠固定MC初生放，Joy和所屬團體Red Velvet回歸，星宿夫婦首次於節目外同台，待機室訪問兩人的自然互動和節目中並無差異。
  - 2015年12月29日，星材與Joy於《2015 MBC放送演藝大賞》獲得「最佳情侶賞」。
  - 2016年1月11日，星材與Joy以《My Little Television》節目型式，於Bbyu House與網友進行互動網路直播。
  - 2016年4月16日，公開星宿夫婦的情侶合作曲《어린애》（稚愛）的音源及MV [9]，曲名靈感來自星材（EP32），由任炫植（BTOB）作詞作曲編曲、Bbyu參與填詞。[10][11]
- 2016年5月7日，播出最後一集，其中星材在節目中為Joy演唱鄭俊日（朝鲜语：정준일）的《抱抱我（안아줘）》，在節目播出後該曲在各大音源榜單上達成逆襲。[12]
  - 2017年8月7日，星材與恩光出演MBC《哥哥的想法》，Joy為星材拍攝特別VCR。[13]
  - 2018年4月15日，BTOB-BLUE出演JTBC《Sugar Man 2》，Joy為主持人之一，兩人時隔兩年於節目見面。[14]
  - 2018年7月4日，樂天旗下酒業品牌「Fitz Beer」公開新一季代言人為星材和Joy，是兩人首次的廣告合作，亦是Joy的首支個人廣告。[15]

| 各集列表 | 各集列表   | 各集列表                                               | 各集列表 |
| 集數     | 播出日期   | 標題                                                   | 備註 |
| -------- | ---------- | ------------------------------------------------------ | --- |
| 1        | 2015/06/20 | 緊張驚喜的初見（上）                                   | 進行SNS的心理戰，後接收任務指示為對方準備見面禮，兩人一致認為不用別的，自己就是最好的禮物；見面當日早上已從新聞得知對方身份，但兩人仍難掩緊張；Joy把自己包裝成禮物，又把玩具蟒蛇包裝成禮物嚇唬星材，之後星材為玩具蟒蛇取名為「陸Joy」，正式成為一家三口並自稱「Bbyu」。兩人個性相似彼此喜歡，並穿上Joy事前準備的情侶T恤。 |
| 2        | 2015/06/27 | 緊張驚喜的初見（下）                                   | 去咖啡店期間，Joy表示喜歡手很大的男生（星材的手很大），並一次就能分辨星材的歌聲。比起以安和太光更喜歡接近她理想型的星材，星材宣示對Joy的主權。在咖啡店訂立愛稱為「星材歐巴」和「秀英」（Joy本名），星材送麥克風耳環及唱歌做為回禮，但Joy因為怕痛並沒有打耳洞，她說這是20歲的願望之一，他答應下次陪她完成這個心願，之後說明送耳環的用意是想在她的耳邊唱歌。聊天過程中發現兩人神奇的合拍，並互相傳達只有彼此能看見飽含真心的SNS簡訊。 |
| 3        | 2015/07/04 | Joy穿耳洞 用餐約會                                     | 兩人約在診所皮膚科見面，Joy開玩笑說想讓星材除毛，讓他相當驚慌，後說明來由其實是要穿耳洞，Joy因為害怕而不停發抖，星材握著她的手讓她減緩恐懼。進行街邊約會，星材為Joy買髮飾，利用遊戲方式進行午餐互餵，舒緩尷尬氣氛。Joy稱讚星材十分溫柔。 |
| 4        | 2015/07/11 | 遊樂場約會 搭乘公車前往新婚房                          | 用午餐僅剩的零用金討論去便宜的遊戲場，途中Joy大方的路邊餵食、大風扇前的初丁行為，星材提議打遊戲機比賽，輸的一方要唱歌給對方聽，後兩人到硬幣練歌室，透過合唱發現兩人都是東方神起的粉絲。搭公車前往新婚房，公車上炫耀彼此是夫婦，兩人互相撒嬌、表演個人技，Joy聽BTOB新歌立刻辨認出團員歌聲展現出驚人的聽力，最後牽手步入新婚房。 |
| 5        | 2015/07/18 | 新婚房 BTOB回歸SHOWCASE（上）                          | 強制運動的新房、超出兩人理想中的驚喜、適合兩人的成雙擺設、害羞的臥室相處、新婚夫婦的睡衣、裝飾小窩、廚房有共識的碰肩、研發獨門料理「炸醬Bbyu粥」、四次元星材搞笑劈蘋果（未放送片段）。Bbyu的願望清單日記、撒嬌大賽、相處模式的正向溝通內心想法。妻子變身記者，潛入老公的所屬團體BTOB回歸SHOWCASE，星材的舞台魅力魅惑Joy、待機室佈置應援驚喜。 |
| 6        | 2015/07/25 | BTOB回歸SHOWCASE（下） 愛的小窩                        | 與大伯們的尷尬初見、肢體接觸引起躁動、哥哥們難得捉弄忙內、應援海報引嫉妒、大伯們的暴風提問、星材狂喝飲料平復心情、丈夫被出賣的秘密、Joy的私心報導公開及她對歌聲驚人的靈敏，大伯們爭相和Red Velvet通話（未放送片段）。大伯們順道載送Biu離開（話題湧現）、回到愛的小窩的互相提問、兩人公開行李、裝扮丈夫的快樂時光。 |
| 7        | 2015/08/01 | 佈置新居 變調早餐                                      | 兩人畫出夢想中的婚禮場景，結果卻讓兩人驚呼並笑聲不斷。獲得派對用20,000零用金，訂了炸雞在頂樓甜蜜用餐；Joy直球式的告白提問，兩個人傾訴內心真正的想法。妻子的願望早餐、受苦的丈夫。 |
| 8        | 2015/08/08 | 恐怖電影記 駕照筆試挑戰（上）                          | 夏天最適合看恐怖電影，Joy對此感到興奮，星材卻囔囔著就算和一百個人也不敢看；進入後發現空蕩蕩的電影院只有兩人，讓氣氛更加毛骨悚然。駕照筆試測驗，星材、Joy變身校園情侶，因考駕照，兩人出示身份證，並公佈兩人的漢字名字。 |
| 9        | 2015/08/15 | 駕照筆試挑戰（下） 火車之行                            | Bbyu一起參與駕照講習，課堂上Joy卻頻頻打盹。為了筆試通過給予的午餐獎金，兩人使出渾身解數進行測驗。兩人首次的火車之行，星材無藥可救的「歐巴病（오빠병）」。 |
| 10       | 2015/08/22 | 農村活動之旅（1）                                      | 到農村獨居奶奶家渡過一宿，嚐到久違的家常菜。晚飯後的散步，Joy爸爸的突然來電。兩人玩遊戲付出代價，睡前的梳洗，首次對彼此公開真實樣貌；Joy對奶奶的貼心舉動。令兩人緊張的初夜，卻讓星材害怕自己如坦克般的…；甜蜜的早晨喚醒，兩人睡眼惺忪的迷糊模樣相當自然可愛。 |
| 11       | 2015/08/29 | 農村活動之旅（2）                                      | 早起開始農活工作 : 到村長家進行牧場餵食鹿群、果園收穫。到屋內稍作休息玩起吐西瓜籽比賽。接著兩人挑戰收割200支玉米，過程中卻頻頻下雨，更加親近的兩人在屋簷下躲雨也多了許多不經意間的肢體接觸。結束辛勞的農活，兩人到有著溪谷風光的餐廳享用清燉雞。 |
| 12       | 2015/09/05 | 農村活動之旅（3）                                      | 為了報答奶奶的借宿之恩，兩人決定親自下廚，為此搭公車到市場採買；在鄉下車站等車時，妻子騰出自己的腿讓疲憊的丈夫枕著，兩人因天氣燥熱變得奇怪，公車上親密的挽手臂與靠肩、甜蜜的互相表白，市場裡炫耀丈夫。星材挑戰泡菜湯，自信暴漲，Joy挑戰雞蛋卷、煎餅，烹飪結果出乎意料；給奶奶的禮物 — Bbyu點唱機再次登場。 |
| 13       | 2015/09/12 | Red Velvet練習室驚喜探班 成人式的特別禮物（上）        | Joy與所屬團體Red Velvet成員們為了舞臺回歸聚集在練習室排練，休息時間Joy說要為丈夫準備接機驚喜Event（當時為BTOB日本活動時期），錄製VCR肉麻得讓成員們手腳蜷曲。同時人已回到韓國的星材，密謀扮成炸雞外送員來到練習室，身分識破後上演接機情境劇、思念爆發的緊緊相擁，星材才華盡現並一起學了新曲舞蹈。回到愛的小窩，星材為Joy準備的20歲三大成年禮物：玫瑰、香水和 … ，他的直球言徑讓她慌張又心動，星材對Joy說「想給妳最後的禮物 — 我的嘴唇」。 |
| 14       | 2015/09/19 | 成人式的特別禮物（下） Club初體驗                      | 星材給予臉紅心跳的嘴唇禮物，氣氛正好時卻突然響起的門鈴…。星材提議成人帶Joy去體驗Club，她對此感到興奮與新奇；兩人來到服飾店購買夜店裝扮，她不斷挑選暴露的服裝，他像爸爸一樣碎念著希望她穿得保守一些。到達Club，星材為Joy準備生日驚喜，被氣氛和音樂感染的Joy興奮得手舞足蹈，星材卻開始為她如此投入的樣子擔心了起來，在嘈雜的環境下兩人的耳語與肢體接觸隨之增加。結束Club體驗，兩人到餐廳用餐，她對於他用心準備的禮物非常滿意並充滿感謝，坦言真的動了心，星材則笑說不希望漂亮的妻子再去Club這樣複雜的地方，他會賺錢養家，Joy只要待在新婚房就好。 |
| 15       | 2015/09/26 | 中秋特輯－景福宮甜蜜約會                               | 為慶祝中秋佳節，Bbyu應景地穿上韓服，搭乘地鐵前往景福宮約會。在地鐵站穿梭的兩人像穿越至現代的古人，便索性開始演起對現代科技感到新奇的樣子；一踏入景福宮，兩人入戲地模仿古劇的舉止談吐，還上演「夫人與傭人」的悲催愛情情境劇，大伯恩光和昌燮無辜躺槍；Joy想接棒五元夫婦給予的「愛情充電」任務，星材卻一頭霧水，看到Joy失望的表情，星材使出真男人必殺技！Joy給星材驚喜心動的充電Back Hug，兩人臉上都漾起幸福的笑容。 |
| 16       | 2015/10/03 | Bbyu百日紀念 一日工體驗                                | 在博物館外遇到了一群小朋友，玩起充滿童年回憶的踢毽子和盪鞦韆。Bbyu使用時空穿越、時代再次轉換、無止盡的情境劇；在攝像館穿著父母年代的校服，留下初戀般美好的合影；在餅店互相交心，Joy提議以星材想做的「流浪狗一日志工」有意義的紀念在一起的一百天。在流浪狗中心，兩人對可愛的狗狗們無法抗拒，也因此更熱忱加倍的進行清掃工作；意外碰到名為恩星的狗狗，星材立刻以「我是太光哥哥啊」打招呼引發爆笑；最後和狗狗們玩耍、幫牠們梳洗。 |
| 17       | 2015/10/17 | 駕訓技能考試 危險的見面禮（上）                        | 為了進行駕照的第二輪技能考試，Bbyu來到了考場，結束考前的影片教學，得知都成功通過的獎勵是「遊樂園無限暢玩」，雖緊張但興奮不已的兩人更燃起鬥志。因為行程必須暫時和丈夫分開的Joy，星材為了妻子空出了一整天的時間，Joy的行程恰巧是星材和強仁、Amber（Joy所屬公司前輩）主持過的節目。在前往行程的路上和強仁通話並約在咖啡廳見面，也討論起新婚旅行的話題；先到咖啡廳等待、感到緊張的兩人，共喝一杯飲料間接接吻，一和娘家人碰面就被百般刁難的星材。 |
| 18       | 2015/10/24 | 危險的見面禮（下） 星材的浪漫驚喜（上）                | 和娘家人強仁、Amber見面的Bbyu，兩人各自坦露了結婚生活中的煩惱，從也曾參與節目的強仁口中得以消除；因行程必須尾隨娘家人離去的Joy，在妻子離開後和威爾森（MBC節目《我獨自生活》吉祥物）開始暫時的單身時光。星材來到超市決定為辛苦工作的Joy準備一頓特別的晚餐，烹調過程卻不如預期。行程結束後疲憊的Joy，一接到老公的視訊來電便笑開了花，回到家看到屋裡貼滿手寫便利貼卻不見星材身影，循著便利貼指示來到頂樓，看到老公用心準備的驚喜和晚餐，對於星材的浪漫舉動，Joy深受感動的說「對哥哥更增加10倍喜歡了」。 |
| 19       | 2015/11/07 | 星材的浪漫驚喜（下）                                   | 星材送出最後的驚喜，自信地說Joy收到後會對自己100倍喜歡，原來是Joy曾透露最想從情人手中收到的禮物「手寫信」，信上充滿星材親手寫的真摯字句，讓Joy感動又感謝。星材想讓剛成年的Joy品嚐啤酒，於是打電話請示岳父同意；星材哽咽訴說之前和爸爸通話的事情。兩人到漢江散步喝酒，星材教Joy騎乘他曾在電視劇裡騎過的獨輪車，並重演劇中的經典場面。在酒精催化下，Joy說因為工作勞累和老公要求充電，星材對老婆突然的要求感到慌張，在幾次折騰與玩鬧下，完成Bbyu專屬的甜蜜Back Hug充電。 |
| 20       | 2015/11/14 | Bbyu的童話婚禮（1）                                    | 早晨在新婚房得知要舉行婚禮的Bbyu，兩人看到婚禮服裝後，對於曾說過的話和畫過的婚禮圖成真感到崩潰。到飾品店挑選婚戒，Joy開玩笑說為了以後的生計應該要買最貴的，務實的星材卻聽不進去說為了妻子會更努力工作。BTOB和Red Velvet總動員，大伯們對禮車座位分配感到不平索性對名牌動手腳；兩親家一見面和樂融融。兩人到美容院妝髮，看到彼此變身為王子和公主感到心動；走在馬路上不斷受到路人注目感到不自在的兩人，在上了禮車見到成員們後更加難為情的Bbyu。 |
| 21       | 2015/11/21 | Bbyu的童話婚禮（2）                                    | Bbyu與BTOB、Red Velvet家人們的婚禮巴士行，為了增近親家間的感情玩起了遊戲，意外激出Joy的勝負慾；大伯們送上祝歌（未放送片段）讓Bbyu相當感動。抵達遊樂園準備婚禮遊行，化身玩具兵的兩團成員們相當享受遊樂園的歡樂氣氛；比平時舞臺表演更緊張的星材、手舞足蹈顯得很興奮的Joy，一出場就引發眾人熱烈迴響的兩人；星材在眾人注目下下跪向Joy求婚，並為她戴上婚戒，感動的她也二話不說幫他戴上，在眾目睽睽下害羞又悸動的兩人數度相擁，像美麗的王子和公主一樣幸福。 |
| 22       | 2015/11/28 | Bbyu的童話婚禮（3）                                    | 結束遊行後害羞的星材和感動的Joy，向眾家人們炫耀婚戒。婚禮後兩人實現遊樂園的願望，和BTOB、Red Velvet成員們暢玩遊樂設施，進行個人放送；乘坐遊樂設施的親家們過程中害怕和狼狽的樣子全被拍攝下來引發爆笑；乘坐在海盜船兩端，一齊祝賀Bbyu結婚的家人們。送走賓客們後，在夜晚噴水池共度兩人時間，星材買了冰淇淋完成Joy願望清單上的第26個願望，舉行婚禮成為真正的夫妻後，彼此還是能像戀人也能像朋友一樣相處。 |
| 23       | 2015/12/05 | 濟洲島釣魚記                                           | 搭乘一大早的班機前往濟洲島，對婚禮後的新婚旅行非常期待的Bbyu；星材向Joy坦白因為電視劇拍攝需要率先考取了駕照。飛機上玩笑不斷、相互依偎的兩人，一抵達濟洲島就受到高級長型禮賓車接待，變身「陸絲草」與「Jo俊表」，意識到無心之言都可能成為現實（EP20）而更加謹言慎行的星材。得知要搭乘漁船捕魚，兩人相當興奮，釣魚愛好者星材過程中因漁獲不斷再發的歐巴病，初次出海的Joy頻頻暈船也努力配合，豐收過後在船上享用新鮮的生魚片料理。 |
| 24       | 2015/12/12 | 濟洲島新婚旅行 300集日曆畫報拍攝（上）                 | 釣完魚後搭上禮賓車前往下一站；為慶祝節目300集，和其他兩對夫婦進行2016年的日曆畫報拍攝並爭奪封面權。下車後兩人首先看到人在大型球體裡滾下山坡的畫面，決定進入球體體驗，在穿戴安全措施時害羞的肢體接觸，挑戰在過程中塗抹口紅結果滿身瘡痍。入住五星級飯店，進入高級套房後不知所措的兩人。負責拍攝夏天主題的Bbyu，兩人決定以「雨中的可愛鞋貓」為主題，過程中點子不斷，拍出的成果將兩人獨有的清新可愛展露無遺。來到戶外享用豐盛燒烤，星材為了Joy的全套服務；兩人面對而坐討論夢想中的新婚旅行，Joy說出一整天的心情，星材感謝Joy願意把想法全說出來而沒有悶在心裡，也更了解自己的不足和需要改進之處。 |
| 25       | 2015/12/19 | 濟洲島新婚旅行 300集日曆畫報拍攝（下）                 | 在酒店拍攝6月份日曆畫報，星材說來新婚旅行新娘的腳不能落地，便一邊安慰著擔心的Joy一把抱起她，為展示真男人魅力，將妻子用力地扔到床上，讓Joy哭笑不得，星材則莫名自信地認為Joy似乎心動了。在新婚房拍攝5月份日曆，由於5月2日是星材生日，便用生日蛋糕開心的互抹奶油。來到室外溫水泳池拍攝7月份日曆，浪漫甜蜜的氛圍讓兩人在拍攝之餘也互相玩鬧、笑聲不斷，真摯的近距離對視兩人害羞得不停笑場卻也心跳加速。畫報拍攝結束後，約定下次的海外旅行，看著彼此孩子般的睡臉睡去。訪問中兩人感謝著對彼此的照顧與包容，在彼此心裡更加深的心意，星材也說在Biu願望清單中還有很多事想和Joy一起完成。 |
| 26       | 2015/12/26 | 甜蜜年末舞臺排練                                       | 為了準備「MBC演藝大賞」的年末舞臺，兩人在家中回顧往年的典禮片段構思舞臺，對「最佳情侶賞」起了慾心，可愛地先行練習得獎感言的Bbyu，由於是偶像夫婦所以野心更加強烈。到練歌坊練唱選歌，性感的Joy和害羞的星材，兩人的熱唱再次印證歌唱實力。完成選曲後來到練習室編舞排練，為了展現充滿Bbyu的活力與可愛的舞臺而努力練習著；排練結束後得知要去海外新婚旅行，開心的兩人使出「瞬間移動」來到飛機上，遇見星材歐巴後晉升「一等媳婦」的Joy。 |
| 27       | 2016/01/02 | Bbyu的海南青春之旅（1）                                | 從上海轉機到海南的Bbyu，原本以為要去上海的兩人只帶了冬季服裝，一路上因為炎熱而精神喪失不斷撒嬌的星材，看不懂中文只能對照字形找路，好不容易搭上巴士，星材又因為肚子餓不停叫著「Joy姊姊」。兩人在找旅館的途中買了當地的水果和服裝；到達要入住的青年旅舍，卻被房間環境所衝擊，不過Joy認為「沒有苦難和深刻的經歷」就不是青春之旅了，展現Bbyu獨有的樂觀。 |
| 28       | 2016/01/09 | Bbyu的海南青春之旅（2）                                | 海南旅行第二天，Bbyu挑戰高空吊橋，因懼高症而害怕的Joy和有「愛高症」興奮的星材，過程中兩人始終緊牽著手，因為過於恐懼而緊抓著丈夫、一拍照卻又若無其事地露出笑容的Joy，在吊橋上一起喊出「兩人長長久久幸福下去」的願望。乘坐纜車，在狹窄的空間裡獨處，Joy撒嬌爆發「現在只有我們兩個人，不用在意別人的目光了」的直球言徑，讓星材害羞得不知所措。來到「猴島」買飼料餵食猴群，展現十足親和力的星材，之後體驗和猴群拍照。途中接到製作組給予的Bbyu獎券，刮中豪華飯店、餐廳和按摩後開心地擁抱，入住高級飯店受到貴賓級待遇感到慌張的兩人。 |
| 29       | 2016/01/16 | Bbyu的海南青春之旅（3） 演藝大賞幕後故事               | 入住高級飯店的Bbyu，一進入新婚套房看到紅色大床，兩人和新婚旅行時一樣不知所措、害羞地參觀著房間；發現擺滿各式服飾的儲衣間，決定試穿傳統旗袍。在有著中國傳統氣息的街景中，變身「春麗」Joy和「醉拳」星材進行決鬥！一見古典美女的海報畫像，兩人開始模仿拍照。晚餐時間去逛夜市，看到滿滿珍珠的Joy異常興奮燃起了購買慾，星材卻希望為她買有實用性、能長久使用的物品而對Joy勸說著；因為Joy身穿旗袍又身在外地，面對陌生的環境為了保護妻子而提高警戒的星材。回到飯店，兩人盥洗後互相刷牙、吹頭髮，甚至玩起美容室遊戲幫對方做造型，看到因自己的巧手變身「陸卡丘」的星材而笑倒在地的Joy，星材也嘗試幫妻子弄髮型卻不斷失敗。 「MBC演藝大賞」當天，為了舞臺表演事前努力練習的三對夫婦，後臺初見卻莫名熟悉，在休息室為了「最佳情侶賞」進行打睹的五元夫婦、星宿夫婦和蹺蹺板夫婦。 |
| 30       | 2016/01/23 | Bbyu的海南青春之旅（4）                                | 夜幕低垂，在飯店陽臺享受夜景的Bbyu，浪漫氣氛下開始吟詩的星材；再次溝通內心想法，星材認為情侶間有足夠的默契和信任不必說什麼就能理解彼此，Joy則希望能多聽見對方的稱讚和想法，他覺得和她在一起很自在舒適，什麼都不用想；星材伸出胳膊讓Joy枕著，她在他的懷裡和歌聲中睡去。隔天享用豪華早餐，星材說這次旅行最喜歡的部分是走天橋，因為覺得Joy像孩子一樣害怕的樣子很有趣可愛。終於來到兩人在旅程中心心念念的大海，他陪她完成和情人在海邊牽手散步的願望；換上泳衣，事前熱身和適應水溫，受到大浪波及的Joy冷得索性像無尾熊般掛在星材身上；乘坐香蕉船，在疾速行駛下數度落水的兩人，後來Joy獨自落水，即使水不深，但星材擔心Joy害怕所以像王子一樣也跳下水去救她。 |
| 31       | 2016/01/30 | Bbyu的海南青春之旅（5） 初次開車上路（上）             | 使用Bbyu獎券享受高級按摩，過程中非常放鬆享受按摩的Joy、破壞氣氛的星材。晚上坐在海南海邊沙灘上的兩人，回想2015年，Joy形容2015年像是禮物，而星材對她來說也是禮物，說出彼此在2016年的願望，並訂下新愛稱，卻因肉麻而叫不出口。回到Bbyu House，在沙發上回顧年末大賞的舞臺表演；討論情侶Skinship階段的話題，Joy的直球玩笑「來早晨親吻吧」將星材徹底KO；收到製作合唱曲的消息，兩人非常高興卻對創作毫無頭緒，於是打給大伯炫植請求幫助；收到另一份大禮 — Bbyu的專屬用車，星材給車取名「蹦蹦」，考到駕照不久的星材擔心Joy的安全而專注小心地駕駛，一路上因為星材開車的模樣不斷說著「哥哥好帥」的Joy，對兩人終於擁有自己的車感到神奇又興奮。 |
| 32       | 2016/02/06 | 初次開車上路（下） 美術館尋找音樂靈感                  | 開車前往美術館找尋合唱曲創作靈感的Bbyu，途中兩人音樂靈感湧現，述說著情侶在車裡的浪漫幻想的Joy，默默滿足妻子願望的星材；星材的願望是開車去得來速，對於完成初次體驗感到新鮮，在車裡像照顧孩子一樣給星材餵食的Joy、完成她對帥氣倒車的幻想，兩人能互相玩鬧、配合的默契讓演播室感到神奇。在美術館外欣賞藝術雕塑，頭頭是道的分析作品意境，自認不懂藝術卻扮演老師進行作品解說興奮的Joy；在橋上作詩，內容卻肉麻得令人起雞皮疙瘩；到館內欣賞畫作感嘆不斷的兩人，對坐開始歌詞寫作，並將內容唸給對方聽，真摯卻讓人手腳蜷曲。在家裡重列Bbyu的願望清單，對於有前車之鑑更加謹慎思考的兩人，決定以後都在家中有氣無力的待著。 |
| 33       | 2016/02/13 | 重新擬定願望清單 Bbyu的「小電視」幕後故事（上）        | Bbyu在家中討論新的願望清單：整天待在家叫蒸螃蟹吃、有氣無力的躺著、星材想去學料理並互相做給對方吃、Joy學習按摩、給有歌手夢想的孩子們當老師、拍攝MV（陸導演與Jo演員）、照顧柯基犬一天、與觀眾進行網絡直播放送。立即執行網路放送的願望，將放送分為一、二部，開始拿起攝影機按照兩人擬定的流程彩排。終於開始正式直播，兩人雖緊張但仍敬業努力地進行著，卻又遇上放送事故；揭開演藝大賞舞臺服裝的秘密、死守妻子裙子的星材。接著二部開始，向其他兩對夫婦兌現得獎請客的賭注；兩人挑戰不敢吃的食物，星材展現男子氣概挑戰用牙咬斷活章魚爪、拿起海腸想直接生吃的新女性Joy。 |
| 34       | 2016/02/20 | Bbyu的「小電視」幕後故事（下） 居家生活納涼特輯（上）  | 二部與觀眾進行苦惱商談。對「還沒交往能不能有肢體接觸」的煩惱有不同見解的Bbyu；網友提出的便秘問題，以過來人身分滔滔不絕想幫忙解決的Joy，卻因為女Idol身分遭到觀眾留言及丈夫制止；在兩人的活力與十足默契下順利完成網路放送。某天逢強烈寒流，不想出門的Bbyu決定實行整天待在家沒精神的躺著；開始用電腦搜索Joy黑歷史的星材，因為妻子敏捷的攔截而作罷；觀看兩人的出道舞臺，一笑便會滴出果汁的青蘋果Joy與頹廢美的性感星材；只為丈夫開業的Joy美甲店，卻因美甲師的手藝被迫歇業；玩翻紙片遊戲打賭，輸的要畫臉出門買零食，使出兒時朋友間被禁止使用的祕技，連續贏得勝利的遊戲高手星材，最後也陪Joy接受懲罰；兩人以被畫滿的臉蛋出門，Joy將手放進星材的口袋取暖，提起第一次牽手的「勾引」事件，兩人在便利商店買了滿滿的食物、頂著大花臉的到櫃檯結帳；在商店外偶遇飢餓的貓咪，神奇的走到Joy腳邊蹭著不走，買了罐頭給牠，在Joy餵貓的同時，也津津有味地吃起貓食的星材，兩人像可愛青澀的大學情侶蹦跳著跑回家中。 |
| 35       | 2016/02/27 | 居家生活納涼特輯（下） 汗蒸房體驗（上）                | 採買回家的Bbyu看到門口放著送來的大螃蟹，卻要自己蒸來吃被擺了一道，苦惱著如何烹煮的兩人，星材打給媽媽求救，與婆婆初次通話讓Joy措手不及。在等待螃蟹蒸熟的期間，兩人回顧初相見的片段，和當時的害羞青澀相比，星材覺得現在舒服的相處更好，Joy也說現在兩人像一起生活7年的夫妻一樣。享用美味的蒸螃蟹，感嘆兩人都不太會吃螃蟹這點和以前一樣沒變。星材教Joy玩花牌，新手Joy卻因為好牌運一路連贏甚至掃盤，吃驚之餘遊戲老手星材只能無奈笑著，第二輪以勝負決定王與臣子的遊戲。吃飽玩累回房睡午覺，與初時的羞澀不同，Joy為爭奪床位直接把丈夫一腳踢開，再次召喚坦克的星材（EP10）。駕車前往汗蒸房，幫公主Joy開車門的臣子星材，從容的十指緊扣單手開車。在汗蒸房忠誠服侍女王Joy的忠臣星材，Joy似乎因為整天的好運夾中娃娃；玩賽車遊戲，星材在花牌和夾娃娃連輸之下扳回一城；玩3D殭屍遊戲，心臟脆弱的星材和勇敢殺敵的新女性Joy。 |
| 36       | 2016/03/05 | 汗蒸房體驗（下） 浪漫星材一階段：驚喜Event             | 在汗蒸房繼續王與臣子的遊戲，幫女王Joy按摩肩膀的星材、心動的手部按摩；在冰屋裡吃冰棒用輸贏權位交換，成為新王的星材、決心叛變的Joy。平時愛開玩笑的星材總被Joy說不懂浪漫，所以從2015年末便開始策劃Event，下定決心要讓Joy看到他浪漫的一面；親自佈置著驚喜，為了讓Joy感動落淚，滴著眼藥水開始錄製影像信件；來到目的地的Joy，星材打電話以睡過頭為由要她先進去指定地點；Joy進入Event場地，看到了充滿心意的佈置和裝飾非常開心，卻被星材的聲音嚇了一大跳，看著影像信件相當感動，卻又因為星材突然的眼淚而慌張悲傷，揭開簾子坐在鋼琴前的星材登場，笑說不會彈琴但還是為她彈唱一曲；不斷追問星材為什麼哭，星材感受到Joy的不對勁也跟著慌張，原來Joy以為兩人要離別而難過，一再確認後才鬆一口氣；為Joy準備6種有魔法藥效的機能性糖果：充滿撒嬌的小可愛「年下男」、肉麻愛情專家「奶油男」、不可大意的「心動男」、心像太平洋般寬闊的「Yes男」、火花魅力「純情男子漢」、正體不明「Secret男」，變身6種不同人格的星材讓Joy不知所措，最終還是逃不出新女性Joy手掌心的星材；星材變身「Yes男」（未放送片段），下定決心為了Joy什麼都能做，打給大伯昌燮，星材在昌燮的助攻下對Joy表白心意。 |
| 37       | 2016/03/12 | Bbyu & 大伯們合作曲製作（上） 浪漫星材二階段：為妳歌唱 | 在停車場為Joy準備驚喜的星材（未放送片段），開啟後車箱充滿了繽紛氣球和有著Joy照片的紫色滿天星花束；親自護送妻子上車、溫柔地為她繫上安全帶。開車前往星材所屬公司，途中變身「奶油女」的Joy，最終栽在她手中的星材。到達錄音室與大伯炫植見面，一坐下便被要求吃下「年下男」糖果的炫植；為合唱曲作曲的炫植為Bbyu製作了3種曲風的Demo，其中完成度最高、符合《稚愛》風格的歌曲，在聽了加上炫植充滿Sence的Guide歌詞後讓Biu讚嘆不已，Joy拿出之前在美術館兩人寫下的詩句，因大伯的朗讀讓兩人手腳蜷曲；穿著西裝打領帶、拿著男性雜誌出現的專業放送人大伯昌燮，浮誇的出場引發爆笑；三個男人吃下「奶油男」糖果，藥效令人難以招架。浪漫星材第二階段Event，在Joy專注於修改歌詞時，在身後親自為她戴上繡有她名字的訂製耳機，牽著她的手帶她到螢幕前坐下，走進錄音室為Joy唱歌的星材、專注於星材溫暖聲線感動的Joy，歌聲與歌詞字句中流露出星材對Joy的感情與真心，在這之後引起大伯嫉妒、不忘調侃弟弟的昌燮和炫植。 |
| 38       | 2016/03/19 | Bbyu & 大伯們合作曲製作（下） Bbyu的料理課對決         | 在錄音室繼續合作曲製作的大伯昌燮、炫植和Bbyu，率先進入錄音間試音的星材，在認真錄製的同時觀看螢幕忍不住向昌燮炫耀丈夫的Joy；輪到Joy試唱卻因為緊張出錯多次要求重來，蹲在地上開嗓的可愛模樣讓星材和大伯們臉上止不住笑容。願望清單之一：學習料理，來到廚房進行料理課的Bbyu，在開始前幫彼此繫上圍裙，面對星材突進的肢體接觸害羞的Joy；請來知名主廚Raymond Kim進行課程，公開主食材龍蝦，主廚的精湛示範令人驚嘆不斷，兩人幫忙主廚處理食材，主廚意外被星材的可愛心臟衝擊流露父愛，笑說「很久沒見過令我滿意的男人了，家裡有兩名合我心意的女人（指妻子和女兒）」，星材立刻告白「我也有一名合我心意的女人（Joy）」；品嚐完成的美味料理，兩人一口接一口瞬間成了吃飯放送；Bbyu的料理對決，料理資優生Joy v.s 料理差班生星材，從材料處理到烹調過程都做得很好的豪邁Joy，星材卻邊煮邊吃；對決結束，Joy的夢幻擺盤料理「媽媽明天再做吧通心粉」意料中的獲得優勝，星材的恐怖視覺料理「龍蝦大醬泡菜粥」則意料外的獲得主廚肯定。 |
| 39       | 2016/03/26 | 春天的Bbyu House翻新計劃 清溪川約會                    | 因為Bbyu House屋頂上的盆栽都枯萎了，為了增添新意而來到花市的Bbyu；躲在花叢中讓人想帶回家的雜草星材、比花漂亮的Joy；可愛的兩人在充滿美麗花朵的背景中拍起廣告。回到家中重新擺飾屋頂、移植盆栽，豪爽的Joy像插花似的把花全種在一個花盆裡，星材笑著在一旁無奈地看著；種著玫瑰將它們當成「女兒們」愛護的Joy，星材立刻說「我沒有這樣的女兒」，還為花女兒起名「陸玫瑰」；星材看見Joy鞋帶鬆了想默默為她綁鞋帶，在蹲下的同時Joy卻不知情的走開了，星材無語地趴在地上的樣子引發爆笑，終於星材抓住機會叫著Joy過來，像電視劇般蹲在她面前重新幫她繫好鞋帶，對著Joy說著「沒有哥哥妳該怎麼辦啊」讓人心動。結束屋頂的佈置翻新，回到屋裡清洗棉被和情侶睡衣，兩人擠在狹小的浴室裡用水盆清洗，站在水盆裡抓著手、面對面緊緊貼著彼此，星材一手攬住Joy、不斷「有意的」逼近讓她慌張害羞；在Joy不注意時將她圈在牆邊，因害羞不知所措的Joy低著頭反而縮進星材的臂彎裡，稍微抬頭就能看到他的臉讓她臉紅心跳。到屋頂晾乾衣物和棉被，兩人拉著棉被兩邊旋轉擰乾，星材想著利用棉被將Joy拉進懷裡，打打鬧鬧開心地晾完棉被。到清溪川散步，星材將暖暖包塞進Joy手裡並牽緊她的手；到餐廳吃辣豬腳，一起度過四季的兩人，考驗默契同時說出在各個季節印象最深刻的經歷，他說只要和她在一起做什麼都好；提議打保齡球的星材，於是和蹺蹺板夫婦通話約在保齡球館見面。 |
| 40       | 2016/04/02 | Bbyu v.s 蹺蹺板 夫婦間的保齡球對決                     | 在保齡球館碰面的Bbyu和翹翹板夫婦，兩對情侶互相決定稱呼，素妍稱讚Bbyu很青澀可愛也很有趣；幫Joy換運動鞋、將兩人的外套掛在一起的星材；為了輸贏對決寫下食物清單。說打過保齡球的次數屈指可數的時暘和素妍一開始就連續打出高分，曾打出173高分的星材和新手Joy卻頻頻失利；Joy為星材使出撒嬌絕技應援讓他瞬間失神，Joy也要求星材撒嬌，說著能為Joy做100次撒嬌並實行之後，將Joy攬進懷裡打氣、並在她的球上吻了一下，被刺激的時暘吐嘈「球上有很多灰塵」；沒能打出好成績的Joy再次要求星材的應援，被星材果斷拒絕而暗暗生氣，沒想到一轉身他立刻從背後抱住她並在耳邊溫柔打氣，這之後立刻害羞狂奔的星材，冰凍似僵在原地不知所措心動的Joy，看著兩人可愛模樣的翹翹板夫婦也露出姨母微笑。在對決後翹翹板夫婦獲得最終勝利，Bbyu也如約請客，兩對分開男生去採買食物，女生則留在球館等候；通過短暫的時間互相傾訴煩惱，素妍對Joy說看得出星材對她的喜歡和照顧、不善言辭而是用行動表達，表達了對Bbyu的喜愛、連集數都一清二楚的粉絲會長素妍，Joy則是羨慕翹翹板夫婦果敢的肢體接觸；另一邊羨慕星材和Joy像朋友般相處的時暘，向星材詢問了玩笑分寸拿捏的煩惱，星材認為因為和Joy互相都信任瞭解對方，就算在彼此面前坦露缺點也會喜歡彼此。回到球館享用美食的兩對夫婦，3秒結義的兄弟時暘和星材、姊妹素妍和Joy。 |
| 41       | 2016/04/09 | MBC社內一日約會                                        | 正值回歸宣傳期的Bbyu，來到了MBC宣傳專輯，鬥嘴之餘星材果斷牽住Joy的手。想在室外的大螢幕播放MV，於是進入社內詢問；首先參觀各個節目的辦公室，發現每個節目都參加過的星材，光榮地自稱「MBC的孫子」；進入我結辦公室，想在PD桌上留下簽名專輯，苦惱如何署名的同時，星材表達「愛是不能隨意說出口的」，並真摯的對Joy說了「我愛妳」；在PD的行程表上加上了Bbyu的願望清單。來到廣播部門，拜託我結前輩金信英播放歌曲，表示自己看過Bbyu的節目片段並給予許多建言。拜訪我結演播室，開心相見的我結家人們，美善稱讚兩人漂亮可愛、直球提問讓星材慌張，送上專輯並一起拍了大合照。到室外欣賞大螢幕播放的MV，誘發嫉妒的星材和不會推拉的Joy，向路人宣傳MV，他摟著她說「只要有妳看著我就滿足了」。到社內食堂用餐，始終黏在Joy身後的星材，吃飯時聊起學生時期的人氣，星材自信表示自己上學時沒有一天安靜的時候、喜歡自己的女生能繞操場2圈，Joy則說自己雖然安靜但人氣很高，並說女生都有花開（最漂亮）的時期，星材則說Joy因為遇見了他所以在戀愛時變得更漂亮，顯現兩人可愛的虛勢。 |
| 42       | 2016/04/16 | 合作曲錄製 甜蜜的MV拍攝（上）                          | 再次來到錄音室，和炫植大伯錄製歌曲的合唱部分，歌詞和星材、Joy相當契合，炫植建議兩人唱到歌詞「牽著手」時能真的牽著彼此的手（未放送片段），但兩人從歌曲開始便牽著手立刻被大伯調侃，看著星材和Joy甜蜜的錄音模樣露出爸爸微笑的炫植。在動物園開始MV拍攝，變身為陸導演與Jo演員，星材說絕對不能讓欣賞MV的人有「Joy很性感」的想法，要求她只能表現出可愛的模樣，Joy的必殺撒嬌讓星材瞬間懵住，拍攝著陷入了兩人世界。在室內拍攝「清純」的床戲，兩人穿著情侶長襯衫，下衣失蹤的Jo演員在陸導演的管制下蓋著棉被看書，在導演和丈夫身分間掙扎的星材，拿起枕頭使勁對付不懂事丈夫的Joy，最終還是枕著手臂一起甜蜜的看書，要求臉頰Bobo的星材、害羞的Joy。 |
| 43       | 2016/04/23 | 甜蜜的MV拍攝（下） Joy的熱血按摩                       | 在廚房拍攝Bbyu共吃一條拉麵的心動場面，因為害羞而頻頻NG，陸導演提出在彼此湊得很近時擋住攝影機的Idea，兩人檢查畫面忍不住害羞大叫，對於拍攝成果相當滿意，MV順利完成拍攝。回到家中，聽著合唱曲開始暴風稱讚（未放送片段），Joy提到Red Velvet成員們看了節目（EP41）非常羨慕自己，說星材不管到哪都跟著她，也發現自己經常錯過星材的浪漫舉動並反省。完成星材的願望 — Joy的按摩，而準備情侶按摩書和瑜伽墊的Joy，星材開心的準備享受妻子的按摩服務，卻越來越慘烈，Joy的熱血投入下說著「越痛代表越有效」而努力的按著，星材說看著Joy努力想幫他完成心願的樣子就算痛也忍了下來；變身「蝎子」的星材展示了驚人的腰力；用護手霜幫星材按摩手的Joy（未放送片段），甜甜的說「哥哥的手是我的」，散發甜蜜幸福的氛圍。 |
| 44       | 2016/04/30 | Bbyu的青春校服約會                                     | 星材的按摩願望結束後，接著是Joy的願望 — 校服約會，穿上各自的高中校服變身清新的校園情侶。拜訪Joy的母校，說著學生不能在校內牽手談戀愛，見到和Joy關係融洽的教務主任，意外發現Joy是學習好的資優生；來到禮堂的籃球場，星材承認不會打籃球，Joy說喜歡籃球是因為高中暗戀的男生曾教她打球，星材雖然生氣卻沒表現出來，並說自己「絕對沒在嫉妒」；星材以投球表達心意，若投進了代表自己喜歡Joy，在這之前未曾投進的星材以緊張真摯的心情，投進了如神助般的一球。到福利部買冰吃 ，遇見學校的女學生們熱情表達對Bbyu的喜愛。「翹課」來到遊樂園，玩跳樓機時Joy提起中學曾和喜歡的男生一起玩過且有不好的回憶，「絕對沒有嫉妒」的星材再次發火的叨唸著，但當害怕的Joy牽住他的手又馬上的露出笑容，在到達頂端時星材讓Joy說一個願望，在緊迫情況下她說了「哥哥我愛你」回應了星材的心意（EP41）；玩海盜船，星材想讓Joy抱著他而張開懷抱，她卻因為太害怕而錯過；玩Disco Pang Pang（未放送片段），星材怕Joy受傷一直護著她、幫她整理凌亂的頭髮，買了冰沙共喝一瓶、細心地幫Joy拿掉臉頰上的睫毛；經過海盜人偶想和它合照的Joy（未放送片段），連人偶也嫉妒的星材充滿私心的只拍了Joy的臉。接著坐上摩天輪，只有兩人的空間裡瀰漫著曖昧氣氛，Joy說慶幸遇見的是星材，他說也很慶幸遇見的是她，在快結束時進擊的Joy，氣氛正好卻被工作人員大叔無情打斷。來到夕陽撒落的河邊，星材說「我們是誰先主動誰就贏了」一邊湊近Joy讓她瞬間冰凍，Joy也不甘示弱的靠近讓他不知所措；相信星材說完全沒在吃醋並當真的Joy，直問星材「一點都不嫉妒嗎？」，他口是心非的回答肯定，面對她「你喜歡我嗎？」、「為什麼不嫉妒？」的提問，星材告白「因為妳也喜歡我」，她聽完羞澀的要他抱她，他笑著將她擁進懷裡，兩人青澀美好的模樣讓人心動。 |
| 45       | 2016/05/07 | Bbyu的音樂中心！ 星材生日慶祝                          | 在黑暗中燈光亮起出現在舞臺中央的兩人，只屬於星材和Joy的「Bbyu! 音樂中心」正式開始！Joy為星材演唱寶兒的《My Sweetie》，說聽歌時會想到星材，唱進星材內心的Joy的歌聲，看出他像歌詞一樣笑著眼裡卻充滿悲傷的表情而哽咽中斷，她固執要再重唱並走向了後台，實則推著蛋糕驚喜出場給星材慶祝22歲生日。像初見面般佈滿舞臺的禮物盒，星材像初次一般打開盒子，Joy徹夜用心準備的禮物：親手做的滋潤喉嚨的水果蜜、星材夢寐以求的釣魚捲線器，充滿心意的禮物讓他相當感動。接著星材為Joy唱歌，表達歌詞是一直以來想對她說卻說不出的話 — 鄭俊日的《抱抱我》 ，Joy聽到歌詞才明白星材對她的感情，哭著說：「如果早點知道就能多抱抱他了...」，星材走向Joy，看到她哭泣的樣子感到心疼哽咽，她的自責和後悔瞬間湧上、撲進星材懷裡緊緊抱著他泣不成聲，星材擁著Joy、在她耳邊溫柔唱著「我真的愛妳」。一起坐在觀眾席，回想過去的種種回憶，Joy告白：「我其實不是積極的人，因為哥哥的理想型是積極的年上女，所以起初就咬著牙做了」，一直忍著淚的星材聽完後說「我真是罪該萬死」險些崩潰卻還是將眼淚吞下，星材遺憾彼此才慢慢熟悉、了解、靠近對方，卻就要結束了，兩人都感謝11個月來因為對方成長了很多。最後合唱《稚愛》完成可愛的舞臺，用Bbyu始終如一的開朗、牽著手一起向鏡頭揮手和觀眾告別。 |

## 養眼夫婦
- 郭時暘與金素妍－養眼夫婦、蹺蹺板夫婦，共30回
- 「蹺蹺板夫婦」為韓國官方名稱，取二人韓文名中各一字「시（時）」和「소（素）」；「養眼夫婦」為華語地區的粉絲取二人名字譯音中各一字「暘」和「妍」。
- 養眼夫婦2015年8月27日錄製首期節目，接替於8月29日下車的宣言夫婦，9月5日播出第一集。
- 2016年1月14日二人結伴出席25屆首爾歌謠大賞任頒獎嘉賓。
- 2016年1月20日播出二人客串MBC水木迷你連續劇《再一次 Happy Ending》片段。
- 2016年4月9日播出最後一集。

| 各集列表 | 各集列表   | 各集列表 | 各集列表 |
| 集數     | 播出日期   | 標題 | 備註 |
| -------- | ---------- | --- | --- |
| 1        | 2015/09/05 | 婚前一周間 & 新婚房的初次見面（1）                                                                           | 各自的事前採訪會議；行李準備並預先送達新婚房；素妍的新娘課程；契約書與丈夫/妻子使用說明書的傳達；新婚房的初次見面；時暘的求婚驚喜；棒球應援的危機。 |
| 2        | 2015/09/12 | 新婚房的初次見面（2）                                                                                        | 時暘做料理，在二樓露台用餐。用膳後一起逛超市尋找藍莓，首次牽手。 |
| 3        | 2015/09/19 | 新婚房的初夜                                                                                                 | |
| 4        | 2015/09/26 | 秋夕食物製作 & 擲柶對決                                                                                      | |
| 5        | 2015/10/03 | 初次外出 & 情侶物件採購 & 練歌房約會                                                                         | |
| 6        | 2015/10/17 | 微型積木拼裝 & 不安的喬遷宴（1）                                                                             | |
| 7        | 2015/10/24 | 不安的喬遷宴（2）                                                                                            | |
| 8        | 2015/11/07 | 敵營中的棒球場約會 & 夜晚的漢江野餐                                                                          | |
| 9        | 2015/11/14 | 浪漫的露營旅行（1）                                                                                          | |
| 10       | 2015/11/21 | 浪漫的露營旅行（2）                                                                                          | |
| 11       | 2015/11/28 | 時暘的感動生日驚喜（1）                                                                                      | 三清洞逛街。時暘錄播電台祝福語，聯同油站職員送上咖啡飲品，在道上送上情侶衫，送上有心型的咖啡飲品，時暘給素妍生日願望券，在餅店送上親手裝飾過的生日蛋糕。 |
| 12       | 2015/12/05 | 時暘的感動生日驚喜（2）                                                                                      | |
| 13       | 2015/12/12 | 書店約會、時素家漫畫屋開張、月曆任務開始                                                                     | 時素夫婦於書店約會，並決定將二樓改造為時素家漫畫屋，兩人更自挑選喜歡的漫畫，結帳時超長的收據讓素妍非常滿意。回家的路上兩人玩起"異口同聲"遊戲，素妍說出時暘越來越適合自己。布置好時素家的漫畫店，並架設好情侶吊椅後，兩人開始演起漫畫店老闆與美女客人之情境劇，其中有私心的時楊老闆還將菜單以肢體接觸來定價。素妍為了炸醬麵，親了時暘臉頰三秒鐘。為紀念我結300集，任務卡片邀請三對夫妻拍攝桌曆海報(時素夫婦負責1-4月、Biu夫婦負責5-8月、夙願夫婦負責9-12月)，並由觀眾票選、得票數最高之夫婦將榮登桌曆封面。兩人開始討論各月份主題。 |
| 14       | 2015/12/19 | 月曆畫報準備                                                                                                 | 兩人來到MBC道具室尋找適合拍照用的道具。分別拍攝： 3月 青少年愛情故事，上演於(1)籃球場(漂亮的素妍新生對帥氣打籃球的學生會時暘會長送上飲料、時暘還以背後環抱教導素妍投籃，展現美好的身高差)、(2)教室(自習時兩人互相依靠假寐、共享一付耳機聽音樂、面對面嘟嘴)、(3)美術教室(兩人互相畫對方的畫像，素妍漫畫般的畫風令人稱讚，時暘則以雕塑性的抽象畫令素妍到小黑屋都還在懷疑真的是自己的自畫像。素妍化身為指導時暘學弟畫畫的學姊，因為靠得太近，素妍的呼吸聲讓時暘覺得非常害羞)。 2月 浪漫情人節主題，在MBC大樓的階梯上展現出美好的身影，也仿造三順的階梯之吻拍攝一組相片，貼近程度讓時暘心臟快爆炸了，素妍更表是老公不管做甚麼都讓她很心動。 4月 情侶炸醬面使用法，學習經典的麵條BOBO，展現各種俏皮風情。在攝影師指示下將嘴嘟起來，讓兩人不小心碰撞了嘴唇，突然非常尷尬。1月 猴子情侶，兩人分別穿上猴子的玩偶服飾與頭套(時暘因為身高太高只能穿狗的服飾)，在大街上拍攝活潑的相片，最後時暘背著素妍走上回家的路。 |
| 15       | 2015/12/26 | 妻子驚喜迎接、海邊漫步、素妍的心願：試穿婚紗。                                                               | 時暘到機場迎接素妍；素妍表示情侶手鏈給弄丟了；海邊漫步；試婚紗。 |
| 16       | 2016/01/02 | Wedding Tour、抉擇的時間、時素夫婦契約延長。                                                                 | 契約第一百天；二人的婚禮；時暘的驚喜禮物。本集以倒敘法展現。素妍穿著美麗的婚紗提前於晚間八點半抵達婚禮現場，在漫長的等待過程中不時以四次元的幽默掩飾心中的不安，深怕時暘未出現造成金素妍的黑歷史。在八點五十七分，時暘才拉開大門帶著光環出現，兩人不禁心頭一鬆、露出輕鬆的微笑。時暘表示，自己在門口徘徊很久，深怕素妍未出現。兩人互相討論彼此猜測的心意。開始婚禮前，素妍拍攝了一段求婚畫面：你好，老公，是我。雖然我有很多的不足，也不是很會做飯，常常容易大驚小怪，牛排骨與牛腱都分不出來，連支持的棒球隊也是LG(時暘是釜山熊)。即使我還有這麼多的不足與笨拙，如果可以的話，能不能再給我一個變得更好的機會呢? 可以跟我結婚嗎? 請接受我的求婚。 時暘被視頻感動到淚流不止、感嘆將成為自己的黑歷史，素妍不知所措之餘也以擁抱安慰時暘，更捧著花下跪求婚，讓時暘瞬間破涕為笑。時暘很有男子氣蓋的說：求婚是男人該做的，於是再次單膝下跪捧著花向素妍求婚，希望再次答應他的求婚。隨後舉行只有兩人的婚禮，彼此宣讀結婚誓言，並交換結婚信物。素妍因為不知道要準備信物而驚慌，時暘又拿出了一對銀製情侶手鍊，上面留有：Beside me(時暘)與Walk with me(素妍)。此舉又讓素妍對之前不小心遺失情侶手鍊一事感到愧疚而流淚。 時暘趁機進行：契約延長紀念親吻，並直接上前欲捧住素妍的雙頰，素妍略為驚訝而退後一步，時暘因此調皮的說要解除婚約。兩人細看說明後，才發現只要親吻在對方臉上即可，時暘略顯失措的道歉，小黑屋裡素妍遺憾的表示不應該退後的，此舉將成為她2015年最大遺憾。 時暘隨後在素妍額頭上印下烙印之吻，素妍則選擇在時暘臉頰上留印。到此兩人順利完成婚禮，迎向光明的未來。(未放送部分：兩人確認延長婚約後，撕毀100日合約書。) |
| 17       | 2016/01/09 | 海報拍攝、演藝大賞表演歌曲首次排練舞蹈                                                                       | |
| 18       | 2016/01/16 | 錄製演藝大賞表演歌曲 & 演藝大賞當晚                                                                          | |
| 19       | 2016/01/23 | 體力測試 & 在新婚房第二晚過夜                                                                                | |
| 20       | 2016/01/30 | 驚喜的生日會/時暘首次的歌迷見面會                                                                            | |
| 21       | 2016/02/06 | 雞爪店 & 客串《再一次 Happy Ending》拍攝現場                                                                 | |
| 22       | 2016/02/13 | 唐津大巴车旅途                                                                                               | |
| 23       | 2016/02/20 | 唐津美术馆独木村旅游                                                                                         | |
| 24       | 2016/02/27 | 唐津民宿烟花视频                                                                                             | |
| 25       | 2016/03/05 | 做蛋糕亲密系围裙                                                                                             | |
| 26       | 2016/03/12 | 做蛋糕，抹茶餅乾，汗蒸幕敷動物面膜。素妍電視發佈會，時暘到場應援。                                           | |
| 27       | 2016/03/19 | 白色情人節的春遊，時暘做糖果項鍊，巧克力手鍊，糖果戒指。寵物咖啡店體驗。任務卡：替對方升級穿著，成為時尚王。 | |
| 28       | 2016/03/26 | 東大門採買春裝，最後搭成情侶裝。在家玩遊戲機。                                                               | |
| 29       | 2016/04/02 | 跟biu夫婦打保齡球                                                                                            | |
| 30       | 2016/04/09 | 弘大逛街，為對方製作禮物，吃年糕，最後的KTV，假想夫婦生活結束。                                              | |

## 草露夫婦
- 曹世鎬與曹璐（FIESTAR）－草露夫婦、曹曹夫婦、吐嘈夫婦，共29回。
- 草露夫婦2016年2月18日錄製首期節目，接替於2月27日下車的五元夫婦，3月5日播出第一集。
- 由於兩人的姓氏均為「曹」，網友隨即將其合稱為「吐嘈（Two曹）夫婦」，亦有稱「曹曹夫婦」。
- 2016年9月24日播出最後一集。

| 各集列表 | 各集列表   | 各集列表           | 各集列表 |
| 集數     | 播出日期   | 標題               | 備註 |
| -------- | ---------- | ------------------ | --- |
| 1        | 2016/03/05 | 世鎬和曹璐的初見面 | |
| 2        | 2016/03/12 |                    | |
| 3        | 2016/03/19 |                    | |
| 4        | 2016/03/26 |                    | |
| 5        | 2016/04/09 | 遊樂場約會（上）   | 2016/04/02 停播一次 |
| 6        | 2016/04/16 | 遊樂場約會（下）   | 玩機動遊戲，浪漫求婚 |
| 7        | 2016/04/23 | 中国婚礼行（1）    | 拜访曹璐父母 |
| 8        | 2016/04/30 | 中国婚礼行（2）    | 游览张家界天门山 |
| 9        | 2016/05/07 | 中国婚礼行（3）    | 举办苗族传统婚礼（上） |
| 10       | 2016/05/14 | 中国婚礼行（4）    | 举办苗族传统婚礼（下） |
| 11       | 2016/05/21 | 减肥运动           | |
| 12       | 2016/05/28 | 拜访公婆           | |
| 13       | 2016/06/04 |                    | |
| 14       | 2016/06/11 |                    | |
| 15       | 2016/06/18 |                    | |
| 16       | 2016/06/25 |                    | |
| 17       | 2016/07/02 | 四人約會(上)       | |
| 18       | 2016/07/09 | 四人約會(中)       | |
| 19       | 2016/07/16 | 四人約會(下)       | |
| 20       | 2016/07/23 |                    | |
| 21       | 2016/07/30 |                    | 兩人學跳舞、世鎬對老師的嫉妒、璐璐對世鎬跳舞時表情的不滿、在便利店外璐璐傷心地表示自己一直向世鎬表達，但世鎬反而一直逃避，因而懷疑世鎬是否不愛自己?世鎬耐心向璐璐表示自己害怕自己的行動會嚇怕自己所愛的人，表示日後會繼續以行動證明自己愛，並感謝璐璐坦誠以對。 |
| 22       | 2016/08/06 | 与外甥们相处（上） | 水上乐园 |
| 23       | 2016/08/13 | 与外甥们相处（下） | 回家玩面团，做蘑菇烤串、奶油意大利面 |
| 24       | 2016/08/20 |                    | |
| 25       | 2016/08/27 |                    | |
| 26       | 2016/09/03 |                    | |
| 27       | 2016/09/10 | 夫婦團結大會（上） | |
| 28       | 2016/09/17 | 夫婦團結大會（下） | |
| 29       | 2016/09/24 |                    | |

## 可頌夫婦
- Eric Nam與頌樂（MAMAMOO）－可頌夫婦，共33回。
- 可頌夫婦2016年4月2日錄製首期節目，接替於4月9日下車的養眼夫婦，4月9日播出第一集。
- 可頌夫婦為華語地區的粉絲取Eric中文譯音「艾瑞克」及頌樂名字各一字「克」和「頌」。
- 2016年11月19日播出最後一集。

| 各集列表 | 各集列表   | 各集列表                                              | 各集列表 |  |
| 集數     | 播出日期   | 標題                                                  | 備註 |  |
| -------- | ---------- | ----------------------------------------------------- | --- |  |
| 1        | 2016/04/09 | 初次見面（上）                                        | Eric通过密室逃脱，解開牢房中的线索。 |  |
| 2        | 2016/04/16 | 初次見面（下）                                        | Eric通过练歌房机器成功得到90分以上，成功解除新娘的封印，新娘摘下面具。兩人一起嘗試電動輪。 |  |
| 3        | 2016/04/23 | 履歷書交換                                            | 互相交換履歷書。兩人一起去Solar喜歡的炒年糕店。 |  |
| 4        | 2016/04/30 | 櫻花遊                                                | 兩人一起去賞櫻花，在櫻花街道上拍照。Solar發現牙上沾有雜糧糊，Eric拿出濕紙巾給Solar，Solar在大街上清除牙上的雜糧糊，Eric幫忙阻攔路人的視線。兩人一起在漢江騎電動輪。Eric替Solar帶上胳膊保護帶。兩人吹著風一起奔馳在漢江。Eric要求以後每次見面都要說半小時英語，Solar用笑容糊弄英語課程時間。 |  |
| 5        | 2016/05/07 | 漢江野餐&中醫診療                                     | 兩人騎腳踏車，在漢江吃拉麵和辣炒年糕，聊了Eric Nam以前學生時期的事、放了風箏。Eric Nam為頌樂準備中醫的診療跟中藥，還有茶跟韓果。Eric Nam的理想型是明朗很愛笑、對職業有熱情的女生，很甜蜜的說「就是容仙？」讓頌樂開心的笑了出來，頌樂的理想型是有趣搞笑的人。 |  |
| 6        | 2016/05/14 | 英語韓語課外輔導&尋找新房                             | 兩人討論夫婦名稱，最終決定為“東兒情侶”。Eric教Solar可以在舞台上用的英語，Solar教Eric韓語發音和韓國俗語。兩人一起去尋找滿意的新房。 |  |
| 7        | 2016/05/21 | 初嘗內臟湯&Eric送Solar回家                            | 兩人成功找到滿意的新房。Solar帶Eric去吃內臟湯，Eric努力吃下不符合他口味的內臟湯。飯後Eric送Solar回家。離別前兩人定下專屬於夫妻之間的問候方式。 |  |
| 8        | 2016/05/28 | 入住新婚房                                            | Solar初次到訪Eric家。Solar接Eric一起去新婚房，兩人一起吃Solar準備的“卡車餐”。兩人一起進行祭祀後，正式開始打掃新房。Solar整理冰箱時手瞬間冰冷，Eric緊緊握住Solar冰冷的手給她取暖。兩人整理行李後，一起在戶外陽台上吃炸醬麵。兩人一起逛家具店和超市，購買生活用品。 |  |
| 9        | 2016/06/04 | Solar初次料理&Eric的求婚                              | Solar做了雞蛋飯，但因投放太多番茄醬而以失敗告終，並約定下次輪到Eric做沙拉和意大利面。兩人一起坐在瑜伽毯子上進行聲帶模仿對決。因Solar的行程關係，兩人依依不捨的分開。幾天后，Eric為Solar準備了浪漫的3種料理，Solar喜歡的醜橘果汁，牛排沙拉和奶油意麵。Eric去捷克時給Solar買了護手霜和巧克力。Solar為了Eric去做了美甲。Solar看到了醜橘果汁杯底寫著“Will You Marry Me？”的字眼，Eric從冰箱拿出恐龍蛋造型的蛋糕。Solar用小錘子敲開了恐龍蛋，發現裡面藏著一枚戒指。Eric單膝跪地真誠的向Solar求婚並為她戴上戒指。獨特的求婚儀式以兩人的擁抱作為結尾。                           |  |
| 10       | 2016/06/11 | 自助婚禮                                              | 兩人清洗碗碟後，在客廳定下婚禮儀式的順序和設計婚禮海報。兩人一起諮詢婚禮服。兩人換上禮服後一起擺姿勢拍合照。換上禮服的兩人步行到北村室內圖書館的街道上拍攝婚紗照。兩人在三清洞人來人往的路旁準備著街頭表演式自助婚禮。兩人各自唱完婚禮頌歌後，開始朗讀結婚宣言，並一起合唱《Endless Love》結束這特別的結婚典禮。 |  |
| 11       | 2016/06/18 | 遊覽韓國民俗村                                        | Solar租了一輛車並親自開車載Eric前往韓國民俗村。兩人換上韓服，變成容春香和E夢龍，在韓國民俗村內體驗了盪鞦韆，小不點小不點遊戲，共同騎馬等活動。兩人一起品嚐Solar準備的便當，Eric親自餵Solar吃她討厭的蔬菜。 |  |
| 12       | 2016/06/25 | 小姨子們的到訪                                        | 兩人到了預定的民宿，發現了MAMAMOO成員在那裏等著熱烈歡迎，由Eric親手煮義大利麵和烤肉給大家吃，吃完飯後由小姨子提出問好奇的問題，再問完之後也送了他們三個新婚禮物，小姨子為了增加他們的感情，而決定玩遊戲，頌樂也唱了一首改歌詞的歌給Eric聽讓他感動，玩了大風吹和弄破氣球，也出現第一次的親吻，由Eric親頌樂的臉頰，最後Eric則錄影給丈母娘的短信，和穿著小姨子送的情侶睡衣，在民宿兩人首次同床共眠。 |  |
| 13       | 2016/07/02 | 濟州島之旅 (上)                                       | 兩人一起搭乘飛機前往濟州島，在飛機上吃Solar自己準備的飛機餐。抵達濟州島，Eric拿出情侶墨鏡，可惜天氣欠佳，沒有陽光。Eric租車並駕駛前往碼頭，準備進行釣魚活動。釣魚時等待了40分鐘終於由Eric釣起兩人的一條魚，隨後Solar接二連三的釣起，甚至一次釣起兩條。釣魚後，享用了用剛釣起的魚片成的生魚片，以及其他餐點。 |  |
| 14       | 2016/07/09 | 濟州島之旅 (下)                                       | 兩人一起體驗賽艇瑜珈，之後去逛了當地市集，Eric買了一箱丑橘寄送給岳母。完成製作主指定的任務「吃、運動、愛」，入住高級飯店。兩人在泳池進行游泳比賽，Eric獲勝，取得許願的機會，願望是讓Solar跟他說半語。 |  |
| 15       | 2016/07/16 | 美食放送(墨西哥,美國BBQ,拉麵+年糕)                    | Eric為了愛吃卻沒吃過墨西哥食物與美國烤肉的Solar準備一連串的美食體驗，前往Eric自己常去的位於梨泰院的幾家餐廳。兩人邊嘗試美食，邊假裝在拍攝名為「東兒的美食之路」美食節目。 |  |
| 16       | 2016/07/23 | 銀行開戶+佈置後園                                     | Solar帶著Eric前去銀行繳清累積著未繳的公共費用，並辦理夫妻共用的戶頭，本來欲以作為家長的Eric名義開戶，但因Eric未攜帶身分證，改以Solar名義開戶，兩人將密碼設為兩人生日的年份8891。兩人回到家裡，將寄送來的婚紗照布置起來。然後接著一起布置露臺，Eric獨自負責將泳池充氣，Solar負責將燈飾掛上，最後擺上酒，營造「Eric & Solar Bar」。 |  |
| 17       | 2016/07/30 | 內助宣傳ERIC新歌+養生餐+願望劵                        | Solar作為內助，一大早將Eric出新歌的宣傳標語和宣傳照貼在車上，還準備了貼了宣傳貼紙的咖啡，與Eric進行新歌宣傳。兩人一起到上班族會經過的地方進行宣傳。之後，開車前往溪谷樂園，途中，Solar開玩笑地假裝吃Eric新歌MV裡女主的醋，羨慕女主角的身高很高，卻又為自己護航自己是平均身高。因Solar腳趾受傷不能下水，由Eric負責將水果拿到溪裡浸泡著。Slolar順勢拋了兩個寶特瓶給Eric，讓他挑戰在三分鐘內抓到三條魚，贏的人可以許願。Eric挑戰失敗，Solar在一起享用養生餐時，揭曉心願任務，要Eric在下午錄製音樂節目時，跳MAMAMOO的舞，最後定為在表演的結尾時，模仿《你最完美》中擠包子臉。 |  |
| 18       | 2016/08/06 | 互送百日禮物+演播室家人們到新房                       | Eric送給Solar她最愛的歌手的黑膠唱片作為結婚百日的禮物，Solar則送了香氛組和親筆信給Eric。Eric前去錄製音樂節目，Solar獨自在家，後來覺得無聊就打電話給Eric了，並交代他回來時順便買刨冰，而Eric還多帶了花束送給Solar。演播室的家人們突擊拜訪，透過玩遊戲增加Eric和Solar之間的肢體互動，幫助他們更親近。 |  |
| 19       | 2016/08/13 | Eric Nam舞台任務確認＋可頌夫婦一日DJ                  | 演播室的家人們的突擊拜訪以娜萊調雞尾酒作結尾，送走客人們後，兩人分工合作收拾家裡。隨後，兩人上樓觀看音樂節目放送，確認Eric的擠包子臉舞台任務。兩人挑戰一日DJ，在《金申英的正午希望曲》中亮相。節目開始前，接受金申英本人的指導，並與金申英合作開場。之後金申英暫時離開，由兩人獨挑大樑，節目末金申英再度合流一起做結尾，兩人的表現受到金申英與導播室的工作人員們的讚許。 |  |
| 20       | 2016/08/20 | 幫歌手妮可照顧3隻狗狗                                 | 因兩人想養狗，而剛好歌手妮可要出國，將大型犬三兄妹託付給兩人照顧。因為多了這三隻大型犬，兩人覺得房子有點擁擠，便帶著牠們到狗的樂園去。一開始在草地上奔跑，因天氣炎熱，帶牠們到泳池去。三隻狗中的忙內率先入水，另外兩隻遲遲不敢下水。在訓狗師的協助引導下，先後讓老二和老大順利入水。 |  |
| 21       | 2016/08/27 | 汗蒸房寶寶Road美食放送＋醃泡菜給Solar親姐姐（上）     | 結束在狗樂園的行程，幫三隻狗洗澡。兩人前往汗蒸幕，並進行「東兒的美食之路」第二集，但很快地就結束。接著Solar幫助身體僵硬的Eric拉筋放鬆身體。Solar為了遠住在英國的姊姊準備了泡菜製作材料，與Eric一同製作。毫無製作泡菜經驗的兩人，蘿蔔沒削皮、加入過量的銀魚汁，過鹹的泡菜蘿蔔讓兩人無法下嚥。 |  |
| 22       | 2016/09/03 | 醃泡菜給Solar親姐姐（下）＋Solar為丈夫唱新歌《Angel》 | 兩人在過鹹的蘿蔔中，加入青梅汁和更多的蘿蔔，終於回到能吃的狀態。一邊製作著泡菜，一邊演著情境劇。醃泡菜完成後，兩人一起享用水煮五花肉配泡菜。為了給Solar的姊姊寄東西，兩人前往郵局包裝和郵寄。回到家後，Solar打電話給姊姊，告訴她包裹已經寄出去了，並讓Eric用英文跟姊姊講話，但Solar姊姊表示Eric英文講得太好了，讓她不知該說些什麼。Eric對於不能去MAMAMOO的第一場演唱會感到抱歉，於是準備了醜橘汽水、內臟湯和印有夫婦倆圖樣的T恤給成員們。Solar在家中拿燙衣板和廚具，表演在演唱會上將表演的打鼓給Eric看，另外，還唱了MAMAMOO天使Line將演唱的歌曲。                         |  |
| 23       | 2016/09/10 | 夫婦團結大會（上）                                    | 與草露夫婦及憧憬夫婦一同參與。主持人為朴美善及利特。關卡分為三關，暖身賽為夫婦RAP對決，由憧憬夫婦獲得第一名，有第一關卡的福利。第二關為抓取戀愛精靈，過程當中須完成相關任務，拍攝指定動作照相，即可過關。 |  |
| 24       | 2016/09/17 | 夫婦團結大會（下）                                    | 接續上集，可頌夫婦以八張與憧憬夫婦同分，但因憧憬夫婦較早於其他組別三分鐘出發，主持人認定可頌夫婦獲得第一名優勝，在第二關卡有福利。 |  |
| 25       | 2016/09/24 | 冬日王國主題公園約會                                  | |  |
| 26       | 2016/10/01 | 咖啡館約會自製木工家具＋在Eric Solar Bar甜蜜的晚上    | |  |
| 27       | 2016/10/08 | 秋日務農 栗子紅薯健康食                               | |  |
| 28       | 2016/10/15 | 超豪華杜拜之旅（一）                                  | |  |
| 29       | 2016/10/22 | 超豪華杜拜之旅（二）                                  | |  |
| 30       | 2016/10/29 | 超豪華杜拜之旅（三）                                  | |  |
| 31       | 2016/11/05 | 超豪華杜拜之旅（四）                                  | |  |
| 32       | 2016/11/12 | 秋日郊遊+隱藏攝影機                                   | |  |
| 33       | 2016/11/19 | 為丈夫慶生+離別                                       | |  |

## 憧憬夫婦
- Jota（朝鲜语：조타 (가수)）（MADTOWN）與金珍京（朝鲜语：김진경）－憧憬夫婦，共30回。
- 「憧憬夫婦」為華語地區的粉絲取二人名字譯音中各一字「鍾」和「京」。
- 憧憬夫婦2016年5月2日錄製首期節目，接替於5月7日下車的星宿夫婦，5月14日播出第一集。
- 2016年12月3日播出最後一集。

| 各集列表 | 各集列表   | 各集列表             | 各集列表 |
| 集數     | 播出日期   | 標題                 | 備註 |
| -------- | ---------- | -------------------- | --- |
| 1        | 2016/05/14 | Jota和珍京的初见面   | 珍京首先到达婚礼现场并通过任务卡被告知「新郎会从天而降」。另一方面，Jota被載到山頂上並準備跳傘。同一时间，珍京在山下发现写有「跳伞学校」的帐篷并推理出丈夫会跳伞。因为对还没有见面就需要跳伞的新郎感到抱歉所以决定追到山上跟新郎一起跳，但是到山上后却发现Jota已经跳下去了，接著跟著一起跳。而Jota到达婚礼地点后却发现没有新娘，十分失望。在Jota寻找的时候，他听到了珍京的惊叫声。珍京落地后Jota扶起了珍京并帮助她解开了护膝和其他装备。两人害羞的互相问好并举行了结婚仪式。結束後，因为Jota没有驾照，决定由珍京来开车前往未知的「初夜」场所。 （两人初见面时2016年5月2日）                                                                |
| 2        | 2016/05/21 | Jota和珍京在野营场   | Jota和珍京坐车前往「初夜场所」。到达目的地后，随后开始搭帐篷。而Jota也在不知不觉中对珍京说了半语。两人搭完帐篷后坐下休息并开始聊天。珍京送给了Jota她亲手烤的健康饼干而Jota也从帐篷后面拿出了他最喜欢的书和一束鲜花送给珍京。珍京害羞的朗读出了Jota在书中写的信而Jota也吃了珍京的饼干。两人随后去向野营场的主人要了食物，并回到帐篷後兩人準備洗菜與生火炊飯。珍京因为心疼Jota又是点火又是洗菜的忙碌的样子，所以主动要求来做饭，但是却因为自己并不吃白饭（珍京不吃白饭，白面，和白糖）而对饭的做法不是很了解，结果饭并没有熟。Jota有发现了珍京的失误，但只是看着珍京照顾他的样子并觉得她努力的样子很可爱。                                   |
| 3        | 2016/05/28 | Jota和珍京的柔道教室 | Jota為老婆珍京準備的一日柔道教室。Jota以backhug的方式為珍京系上腰帶，兩人在練習前先做伸展運動、跑步、後滾翻。在要練前滾翻的時候，珍京提到自己連扶地挺身都做不好，Jota說讓珍京坐在他身上也可以做到。兩人開始練習柔道的後方落地、背摔。在練習過程中，Jota從前襟露出的肌肉讓珍京無法直視，Jota幫珍京整理柔道服的時候也能看見珍京害羞而不敢直視的樣子。後來Jota提出要比賽，並不使用右手。後來珍京將Jota背摔了，Jota拿出藏在手中的戒指並給珍京。接著兩人練習寢計以及護身術。在練習護身術的過程中，Jota真心的backhug以及公主抱了珍京，並提到之後由我來守護你。（两人第二次见面时2016年5月16日）                                                  |
| 4        | 2016/06/04 | Jota和珍京的一日約會 | Jota為了一掃上次珍京開車，而他坐在副駕駛座的窘境，於是帶了珍京一起玩卡丁車。兩個人先一起玩了雙人車，後來兩人決定要比賽，如果誰贏了就可以擁有一個心願。比賽結束後，勝利的Jota說出了他的心願：「希望珍京可以撒嬌。」兩人隨後去逛街，到珍京推薦的衣服店，由於剛才輸掉，珍京先有點小報復的讓Jota穿上難以消化的衣服，接著才換上她覺得很適合Jota的老公裝。Jota也為珍京挑選老婆裝。接著Jota帶珍京去一間他搜尋過的餐廳，想不到珍京竟是常客。吃飯的同時一直遇見珍京的熟人。兩人互相交換手機號碼，並在對方手機裡留下希望被叫的愛稱。 |
| 5        | 2016/06/11 | Jota考汽車證         | Jota挑戰考汽車證照，珍京在考試前為他表演撒嬌，Jota爆笑，並表示覺得很可愛。接著兩人看教育視頻，Jota開始考試。因為有珍京的提醒，Jota通過了這次考試。Jota提到要讓珍京再次撒嬌，並載著珍京上路。出發前珍京幫Jota準備了新手上路的板子，兩人合照並貼在後車廂和放在車窗前。在等紅燈的同時珍京又撒嬌了一次，Jota又爆笑並覺得可愛。兩人前往洗車場洗車，很快地兩人就因為有水有泡沫而玩了起來，甜甜蜜蜜地就像在拍電影一樣。兩人都燃起勝負欲，都溼答答的，最後互相幫對方洗腳，躺在車蓋上曬太陽。 |
| 6        | 2016/06/18 | 南山情侶鎖&做陶瓷    | 兩人去了南山，Jota想爬山上山頭，珍京則是想坐纜車上去，由爬樓梯剪刀石頭布時，由Jota讓珍京勝出，在纜車中，Jota想要藉機會牽手，但是珍京不知情只顧拍照，最後由Jota大膽牽手，但還是有點尷尬，到了山頂後，Jota購買藍色鎖頭，珍京選擇粉紅色鎖頭，兩人互相寫出想對對方說的話之後，選擇空曠之處鎖再一起，並且互相保管鑰匙和認證照。由於珍京想要自己親手做家具，之後兩人決定做陶瓷餐具，並且互相做餐具，珍京要玉米沙拉碗，Jota則是要有男人味的盤子，珍京完美做好時卻在拿起時不小心摔到，後來則改做成陶瓷甕，後來做杯子時，Jota則是想像人鬼情來了一樣場景做陶瓷，但始終沒開口提起，珍京也因Jota沒開口則遺憾，最後裝飾餐具上色時，由老師選擇Jota獲勝。 |
| 7        | 2016/06/25 | 住進新婚房           | 兩人要搬進屬於自己的新婚房，珍京卻在路上騙Jota要回娘家住，讓Jota不知所措，一進新家就看到珍京親手打造的小花園，便開始參觀屬於兩人的新家，並且拆開之前所親手做的餐具，還寫下各自想為對方所準備的菜色和生活公約，在位於二樓的更衣間，穿上對方的衣服做了一場時裝秀，後來在新家的牆壁上互相幫對方作畫，Jota想畫花路，珍京則畫大海，象徵像夏天熱情的女人和春天溫暖的男人。 |
| 8        | 2016/07/02 | 做午餐&公園玩樂      | 兩人為了幫對方準備午餐而去了超市，在超市裡珍京不斷在幫Jota上課，讓Jota覺得是一個專業的營養師，回到家之後便開始做飯，Jota做蔘雞湯，珍京做蔬菜納豆飯糰，但珍京因食材無法黏再一起而放棄做成飯糰，吃完之後由Jota洗碗，珍京則幫Jota按摩，就去公園玩了遊樂器材和躲貓貓，最後喝一點酒說出對彼此的看法，Jota也獻唱一首歌送給珍京。 |
| 9        | 2016/07/09 | 一日經紀人           | 在Jota所屬團體MADTOWN回歸的日子，做了便當前往音樂放送節目當經紀人，與成員們相處融洽，在彩排時，Jota也給了珍京發射了愛心，珍京也在一旁觀看錄影，中午吃飯時，給大家吃自己帶來的有機蔬菜便當，讓成員稱讚好吃，珍京也當了特別MC給Jota應援，直播時也能夠順利地演出，讓兩人留下難忘的回憶。 |
| 10       | 2016/07/16 |                      | |
| 11       | 2016/07/23 |                      | |
| 12       | 2016/07/30 |                      | |
| 13       | 2016/08/06 |                      | |
| 14       | 2016/08/13 |                      | |
| 15       | 2016/08/20 |                      | |
| 16       | 2016/08/27 |                      | |
| 17       | 2016/09/03 |                      | |
| 18       | 2016/09/10 | 夫婦團結大會（上）   | |
| 19       | 2016/09/17 | 夫婦團結大會（下）   | |
| 20       | 2016/09/24 |                      | |
| 21       | 2016/10/01 |                      | |
| 22       | 2016/10/08 |                      | |
| 23       | 2016/10/15 |                      | |
| 24       | 2016/10/22 |                      | |
| 25       | 2016/10/29 |                      | |
| 26       | 2016/11/05 |                      | |
| 27       | 2016/11/12 |                      | |
| 28       | 2016/11/19 |                      | |
| 29       | 2016/11/26 |                      | |
| 30       | 2016/12/03 |                      | |

## 泰美夫婦
- 崔泰俊與尹普美（Apink）－泰美夫婦
- 「泰美夫婦」為華語地區粉絲取二人本名譯音中各一字「泰」和「美」。韓國官方名稱為「泰普夫婦」，也是取二人本名譯音中各一字為名稱。
- 泰美夫婦2016年9月21日錄製首期節目，接替於9月24日下車的草露夫婦，10月1日播出第一集。
- 2017年3月4日播出最後一集。

| 各集列表 | 各集列表   | 各集列表                   | 各集列表 |
| 集數     | 播出日期   | 標題                       | 備註 |
| -------- | ---------- | -------------------------- | --- |
| 1        | 2016/10/01 | 初次見面                   | 以白色安全帽作為認人的標的物，泰俊騎著機車去車站找普美。在摘下安全帽時，普美一時誤認泰俊為池昌旭。                                                                                 |
| 2        | 2016/10/08 | 特別的第一次一起吃飯       | 咖啡店天台美食約會，普美拿出事先準備好的便當，泰俊現場烹煮辣湯。其中，普美特地在便當盒裡寫下留言，泰俊煮辣湯時，普美也主動幫忙。兩人進行密室逃脫取得新房鑰匙，之後一起散步。       |
| 3        | 2016/10/15 | 夫婦登山記(上)             | 兩人前往登山，沿路上泰俊不時細心照顧普美，並不時拿出補給品以及貼心準備的坐墊和小電扇。途中，一起寫下想聽到的愛稱並放置在路途上。登頂之後，兩人在山頂上泡了泰俊事先準備好的泡麵吃。 |
| 4        | 2016/10/22 | 夫婦登山記(下)，入住新婚房 | 普美和泰俊終於去到自己的新婚房屋，屋內空空如也，製作組給了他們一筆有限的資金，讓他們選購家具，兩夫婦於是出動人情牌去尋找最便宜家具！                                               |
| 5        | 2016/10/29 | 購買傢俱 佈置新婚房(上)    | 普美和泰俊去逛傢俬店，兩人購物到最後來了個打賭，輸了的便要負責做飯。 |
| 6        | 2016/11/05 | 購買傢俱 佈置新婚房(下)    | 普美和泰俊帶著新傢俬正式入伙，泰俊煮飯之後還準備了入伙甜品，令普美感動不已。 |
| 7        | 2016/11/12 | 兩人的婚禮(上)             | 泰俊和普美舉行結婚典禮，泰俊第一次見Apink小姨之餘，更為妻子邀請了一位神秘嘉賓池昌旭！                                                                                              |
| 8        | 2016/11/19 | 兩人的婚禮(下)             | 舉辦婚禮，池昌旭、Zico、Apink全體前往祝賀 |
| 9        | 2016/11/26 | 拍攝畫報                   | 泰俊和普美要拍「禮過後畫報」，二人的SKINSHIP激增，令普美十分害羞！ |
| 10       | 2016/12/03 | 探訪普美家(上)             | 製作泡菜、 |
| 11       | 2016/12/10 | 探訪普美家(下)             | 普美爸爸與泰俊的台球對決 |
| 12       | 2016/12/17 | 泰俊寵物貓can來訪          | 普美愛貓,泰俊吃醋。 |
| 13       | 2016/12/24 | 聖誕節                     | 普美初次通話給泰俊媽媽,還拍了聖誕祝賀影片給泰俊父母,普美教泰俊跳聖誕鹿舞。 |
| 14       | 2016/12/31 | 冬季旅行(上)               | 普美跟泰俊出發到冬日旅行，他們到海邊撿貝殼，享受二人獨處的時光。 |
| 15       | 2017/01/07 | 冬季旅行(下)               | 普美夫婦去了露營，雖然天氣十分寒冷，但普美的女子力令大家震驚，二人更去了看恐怖片，令普美十分害怕。                                                                                 |
| 16       | 2017/01/14 | 普美考駕照                 | |
| 17       | 2017/01/21 | 泰俊親哥哥來訪             | 泰俊的親哥哥探望泰俊與普美，不但送上入伙禮物，還為他們準備晚餐。 |
| 18       | 2017/01/28 | 新春特輯                   | 三對夫婦到國主家,飯後大家到保齡球館決戰,泰普夫婦拿了第一名。 |
| 19       | 2017/02/04 | Apink溫居                  | 普美與崔泰俊邀請APINK 成員上門溫居，但是普美玩遊戲時居然倒瀉醋罈，呷自己的成員醋。                                                                                                 |
| 20       | 2017/02/11 | 泰普夫婦100日              | 泰普夫婦終於迎來首個100日紀念，泰俊帶著普美去了滾軸溜冰場懷舊一番，並叫來Apink一眾成員準備驚喜活動！                                                                               |
| 21       | 2017/02/18 | 挑戰超辣美食               | 泰俊為了得到普美的親吻，吃下可以令人辣到暈倒的海鮮麵！普美因為泰俊在《Missing 9》中的吻戲太激而吃醋。                                                                              |
| 22       | 2017/02/25 | 汗蒸房約會                 | 泰俊和普美進行了汗蒸房約會，更在80度的高溫房中挑戰耐力。 |
| 23       | 2017/03/04 | 泰美重回舊地               | 泰普夫婦第二次去登山，卻也是兩人最後一次登山。他們不但重遊心願塔，更將自己對假想婚姻的心情全寫進給對方的情書內。                                                                   |

## Juicy夫婦
- Sleepy（Untouchable）與李國主－Juicy夫婦
- 「Juicy夫婦」為華語地區的粉絲取二人名字中李國主的「主」與Sleepy的開頭「S」之諧音。
- 亦有粉絲取二人名字中Sleepy的中文意思「睡」與李國主的「主」之諧音，因此也稱為「水珠夫婦」。
- 接替於11月19日下車的可頌夫婦，11月26日播出第一集。
- 有別於新婚夫婦，更像老夫老妻的組合。兩人本來就是熟識的關係，透過相處過程中發現彼此更多不同的樣子，相當逗趣可愛。

| 各集列表 | 各集列表   | 各集列表                                 | 各集列表 |
| 集數     | 播出日期   | 標題                                     | 備註 |
| -------- | ---------- | ---------------------------------------- | --- |
| 1        | 2016/11/26 | 初次以夫婦身分開始生活                   | 國主前往丈夫Sleepy家，發現Sleepy正在睡覺很生氣。Sleepy為了妻子製造肉花驚喜，但比起肉花更希望是玫瑰花的國主，並沒有變開心。開始籌備結婚典禮，丈夫對老婆的待人接物感到佩服。國主到廚房準備午餐時，Sleepy想起了失敗的肉花驚喜，又開始感到氣餒，國主看到丈夫Sleepy失望的臉，只好重現驚喜橋段，並表示是因為丈夫睡著了才生氣的，Sleepy看到妻子國主為肉花驚喜拍照，才終於開心起來。國主準備將肉花放回冰箱裡時，Sleepy看似無意的冰箱back hug，讓國主感到害羞，而演播室國主的好友們也驚呼連連。 |
| 2        | 2016/12/03 | 結婚典禮                                 | 結婚典禮決定辦在蘆葦地，拍了簡單且溫馨的婚紗照，請了彼此重要的朋友來到現場，Sleepy偷偷準備了戒指，國主感到驚喜，但擔心尺寸，丈夫信心表示已向造型師詢問，沒料到戒指還是不合，鬧了笑話，最後戴在小拇指上，表示結婚約定。祝歌也由身為Rapper的丈夫Sleepy親自改編兩人一起合作的歌曲，向國主求婚。我獨自生活中的教父金容建親自到場向新人進行溫暖的祝辭。婚禮結束後，疲憊的夫婦回到家，國主拿出準備好的睡衣，由夫婦倆一起為彼此的睡衣裝飾，換完睡衣後，兩人感到害羞。夫妻倆決定喝點酒，營造浪漫氣氛，互相寫下希望對方遵守事項的保證書，對於Sleepy不斷寫下關於愛犬Fury的各種希望事項，國主雖然理解但是感到有點失望。最後，國主抱著Fury到房間睡覺，Sleepy表示在同一個屋簷下入睡，有人可以互道晚安，感覺很好。 |
| 3        | 2016/12/10 | 整理家中環境，走訪家附近的傳統市場       | 國主看到髒亂的家裡，決定跟Sleepy一起打掃家中整潔。Sleepy負責整理紙箱，而國主整理廚房抽屜時，發現一盒丈夫的粉絲送的附上可愛紙條的OK蹦，因為自己不擅長撒嬌，所以有點吃醋。整理完家裡環境後，國主提議將祝賀結婚送的米，拿到磨坊去做成年糕，Sleepy拿來了菜籃，好不容易裝進了兩袋米，雖然費盡了力氣，但不會讓國主動手幫忙。終於出門逛家附近的傳統市場，發現了可以集點的肉店，還吃了好吃的甜甜圈，國主因為在丈夫面前有點在意，吃甜甜圈時不小心嗆到，Sleepy馬上為國主遞上衛生紙還有水，展現出細心的一面。好不容易抵達磨坊，結束了Sleepy的苦難。兩人到排骨店吃午餐，國主為了增強Sleepy的體力，提議一起去運動。 |
| 4        | 2016/12/17 | 為了增強丈夫的體力，夫婦一起到健身房運動 | 國主為了增強丈夫的體力，提議一起到健身房運動。國主因為舊傷的關係，在丈夫身邊應援。Sleepy雖然運動的很辛苦，但是不想讓國主覺得自己容易放棄，因此非常努力。Sleepy停下運動，並抓住國主的手，放到自己的胸前感受因為運動而加快的心跳，但國主害羞沒有將手打開只是握著拳頭。結束運動後，兩人回到家，國主讓Sleepy先去洗澡，由她來準備晚餐。國主走進臥房尋找Fury時，剛好Sleepy從浴室開門準備出來，兩人都嚇了一跳並感到害羞。夫婦倆一起準備火鍋材料，開始吃飯，期間國主向Sleepy提問家裡用的餐具跟Fury的碗是不是同一個? 國主因為Sleepy沒有分開使用的概念，有點不開心。為了改變氣氛，Sleepy趕緊拿出準備好的戒指(第二次)，結果還是不合，最後國主藉由洗碗精將戒指戴上，秀出戒指時，Sleepy發現國主的手指因為硬把戒指戴進去都變紅了，Sleepy心疼地要國主拿下來，會再準備一副新的戒指，期間不忘稱讚戒指戴起來很漂亮。                                                        |
| 5        | 2016/12/24 | 丈夫Sleepy邀請丈母娘與小舅子共度聖誕節   | 為了迎接聖誕節，夫婦倆一起準備了漂亮的燈泡聖誕樹，並在聖誕樹上夾了兩人的結婚照做裝飾。Sleepy邀請丈母娘跟小舅子到家裡共度聖誕節。打不開氦氣罐的Sleepy向國主求助，國主無奈表示自己也不想擅長這些事情! Sleepy吸入氦氣，結果聲音變的搞笑，逗樂了國主，國主也一起玩，兩人都被逗樂了。國主一邊充氣一邊指揮Sleepy，結果氣球爆開，夫妻倆跟Fury都被嚇到，Sleepy先擔心妻子國主，國主則擔心Fury。為了丈母娘的到來，Sleepy拿出了吸塵器吸地板，國主笑說要媽媽每天都到家裡來。Sleepy緊張的等待，此時丈母娘抵達，Sleepy恭敬迎接丈母娘及小舅子。先開始參觀家裡，然後丈母娘拿出了為夫妻倆準備的各種食物以及祝賀生子的物品。午餐由丈母娘掌廚，當助手的女婿不熟悉廚房但是貼心又撒嬌的樣子，讓丈母娘感到有趣又可愛。Sleepy用心準備丈母娘及小舅子的禮物。開始吃飯前，由丈母娘對夫妻倆說了祝福。飯後聊天時，丈母娘拿出國主的育兒日記及照片。最後，大家一起到KTV歡樂的結束一天。 |
| 6        | 2016/12/31 | 明洞算命及丈夫準備的郵輪約會             | 夫妻一起到明洞去算命，兩人都被叮囑要小心身體健康。算命結束之後，Sleepy跟國主第一次約會，Sleepy找了浪漫遊輪的活動，在浪漫的郵輪上吃著晚餐，舞台上還有各式表演，郵輪上還有美麗的煙火秀，國主非常開心。人潮散去之後，兩人正在回味煙火秀，Sleepy這時將準備好的戒指(第三次)拿出，國主緊張萬分，最後終於成功戴上！兩人非常開心。Sleepy還準備了圍巾，並幫妻子圍上，國主感動不已，非常開心也更期待兩人未來的結婚生活！Sleepy也因為這次的完美驚喜，感到開心。 |
| 7        | 2017/01/07 | MBC 演藝大賞                             | 兩人為準備演藝大賞，一起前往西服店為Sleepy挑選西裝。穿上西裝的Sleepy，完美的比例連國主都不禁讚嘆。國主也展現時尚的一面，為丈夫挑選最佳搭配單品。到了頒獎典禮現場，與其他夫婦還有前輩夫婦們見面聊天。演藝大賞開始，夫妻準備表演舞台，兩人雖然緊張但是完美的表現也帶動了現場氣氛。頒獎開始，國主因為最佳情侶賞及綜藝男子優秀賞丈夫都沒有得獎，而感到失落。國主得到綜藝部門女子最優秀賞，致感謝辭時在台上落淚，Sleepy馬上上台為妻子擦眼淚，國主得以繼續致詞，台下的丈夫也因為妻子得獎而感到驕傲。 |
| 8        | 2017/01/14 | 妻子國主的生日                           | 國主生日要到了，Sleepy準備了愛心蠟燭，在愛心裡等待國主回家，還把家門密碼設定成國主的生日。到家門口的國主，看到門把上的小紙條及玫瑰花，笑嘻嘻地，進門看到Sleepy蹲在愛心蠟燭裡等著他回家，更是讓他覺得可愛。國主為Sleepy拍完照之後，就趕緊讓丈夫起來，因為蠟燭真的很熱啊！Sleepy還另外在房間各地方放了國主歲數的玫瑰花，一一找到的國主覺得很有趣，看到擺在冰箱蛋盒裡的20朵玫瑰更是感動，Sleepy始終掛心著妻子也喜歡玫瑰花這件事情。生日驚喜還有Sleepy為國主準備的長號生日歌吹奏，讓國主感動的是可以從樂譜裡看到Sleepy努力的痕跡。最後的驚喜還為國主準備了生日蛋糕、夾娃娃機、玫瑰花束三層禮物，夾娃娃機裡放的是Sleepy準備的各種心願券，國主從裡面選到了撒嬌三部曲，生日禮物的驚喜終於在Sleepy的撒嬌中結束。最後兩人一起到南山吃國主一直沒吃到的炸豬排，開心的結束妻子的生日慶祝。                                                                            |
| 9        | 2017/01/21 | 為了迎接客人到市場買菜                   | 因為邀請其他兩對夫婦到家裡作客，所以夫妻倆一起去市場買菜。才走進市場頭，兩夫妻就被食物的味道給吸引走了，到處都有熱情的攤商們請國主及Sleepy吃東西，其中還遇到了中國的Fans向夫妻兩人打招呼，因為吃得太開心了，還一度想要取消與客人的約定。買完菜之後，因為新年，兩人決定前往韓服店購買新韓服，Sleepy的韓服還是讓妻子國主決定，而國主換好韓服走出來時，Sleepy的目光無法從國主身上移開，丈夫大讚韓服實在太適合妻子了；選好韓服及配飾，這時Sleepy拿出準備好要給國主的花鞋，店員也說本來就要讓丈夫為妻子穿上布襪，國主感到害羞，但還是讓Sleepy為他穿上布襪。最後兩人在廣藏市場吃完生拌牛肉，準備回家迎接客人了。 |
| 10       | 2017/01/28 | 三對夫婦在Sleepy、國主家同聚             | Sleepy和國主邀請其他兩對夫婦到家裡作客，並由妻子們各自展現拿手菜。吃飽飯後，妻子們在家裡收拾，由丈夫們去購買飲料及垃圾袋，收拾完，國主抱怨起Sleepy對愛犬Fury的疼愛，普美因為泰俊的愛貓，所以也感同身受。接著三對夫婦決定到保齡球館比賽，原本信心滿滿的孔明，結果是個大黑洞，演播室的大家都被逗得笑呵呵。最後由泰美夫婦得第一，女王指定Juicy夫婦BoBo，兩人雖然很堂皇但還是非常害羞的親了臉頰！♡♡♡ 三對夫婦討論著下次可以到戶外進行團結大會，最後Sleepy提起人體模型挑戰，由泰俊拍下影片。 |
| 11       | 2017/02/04 | 國主麵店新開張，Sleepy到麵店一日工讀     | Sleepy到國主新開張的麵店一日工讀。夫妻倆一起擦著玻璃，國主玩鬧的對著Sleepy面前的玻璃噴了清潔劑，氣氛突然變的曖昧起來。幫忙搬送來的蔬菜時，Sleepy又展現了體弱風格。開店之後，Sleepy認真的工作，對顧客也相當用心，都讓國主感到意外。很多客人找Sleepy合照，結果國主也在意起來，讓Sleepy不要對女顧客放電。Sleepy在內場洗碗的時候，許多客人想找國主及Sleepy一起合照，這讓國主感到開心：原來他們夫妻倆的結婚生活給人的感覺是快樂的。辛苦結束一日工讀的Sleepy拿到工讀費，開心的說要去喝酒還要去夜店玩，國主生氣轉頭要走，Sleepy趕緊跟上拉住妻子。 |
| 12       | 2017/02/11 | 國主帶丈夫Sleepy去看醫生                 | Sleepy的腳底有嚴重的雞眼，國主決定帶Sleepy去看醫生。診斷之後才發現是病毒性的疣，而且還會傳染。醫生說要動手術處理掉，因為麻醉很痛Sleepy就一直抓住國主的手，國主就像是在安慰小孩似的安撫Sleepy。回家之後，Sleepy用腳做手術當藉口，指使國主作東作西，還想吃國主親手做的炸雞，連DINDIN小叔子都帶著愛犬DIDI來家裡頭添亂。炸雞一直做不好的國主，最終打電話向媽媽求助。吃到國主親手做的炸雞，Sleepy說總算理解了老人家說＂要娶會做飯的女人當老婆＂，是什麼理由了。 |
| 13       | 2017/02/18 | 夫妻倆一起去釣公魚                       | 兩位到超市準備著去釣公魚時要吃的食物，從商店出來時Sleepy秀出手上的車鑰匙，國主上車之後覺得擔心，因為丈夫駕駛技術有待加強是有名的啊！在車上收到了Sleepy準備好的耳罩跟手套，國主感到開心。到了釣公魚的場所，開始釣魚，等了好久，結果一隻都沒釣到，最後只好熱熱鬧鬧地唱唱歌。沒釣到公魚的兩人，開始煮拉麵吃，Sleepy也因為沒釣到公魚感到抱歉，兩人一邊吃著拉麵一邊欣賞冰湖美麗的景色。釣魚場的老闆有準備放好公魚的大水桶給遊客們徒手撈魚，Sleepy努力的撈了一桶公魚。國主正在準備炸公魚的材料時，Sleepy在旁邊玩起了滑雪橇，國主也跟著丈夫一起玩，Sleepy想跟妻子共乘雪橇，雖然國主害羞，但是Sleepy硬是擠了上來，夫妻倆非常有愛的玩著雪橇。最後總算炸好公魚，國主感謝丈夫Sleepy帶她來釣公魚。 |
| 14       | 2017/02/25 | 島上的過夜旅行                           | 釣魚活動結束後，Sleepy準備帶著國主去島上，計畫著沒有船票回去，只好在島上過夜了！Sleepy提議到普門寺的許願階梯(419階)，Sleepy看到階梯有這麼多，嚇了一跳，而國主為了想實現丈夫的願望，決定慢慢地爬上能許願的階梯。兩人像是一對老夫婦，緩慢的、彼此打氣的往上爬。到達高處後，因為看到美麗的風景，夫妻倆的疲憊都忘記了，開始拍照，然後寫下彼此的願望，仔細地放進瓶子裡，掛在好的位子。到了晚上要住宿的地方，兩人進到房間，暖和的並肩坐下蓋著棉被，氣氛有點尷尬。晚餐準備了辣燉海鮮，夫妻倆互相照顧著吃飯。吃完飯後進到屋子裡一起烤糖餅，一起吃烤番薯。到了睡覺時間，兩人進到房間裡，害羞的國主先躺下了，Sleepy也跟著鑽進棉被裡，因為害羞，結果僵直著身體睡覺，緊張的度過了第一次合房的夜晚。 |
| 15       | 2017/03/04 | 二手出售                                 | 國主發現sleepy，手機裡金額很高的小額資付，和沒繳的一些帳單，感到不開心，所以決定把sleepy的一些東西拿來賣，在上網出售的時候，國主準備了年糕泡麵一起吃，還共用一個杯子。最終成功面交一個音響器。後半段國主為了sleepy準備後車廂氣球驚喜，送了有兩個人的翻糖蛋糕和皮帶當禮物，貼心的國主還準備了sleepy父母的禮物，讓sleepy相當感動!! 堤外話:因sleepy和國主一起出演我們結婚了，胖了7公斤，個人覺得變胖一點更好看。 |
| 16       | 2017/03/11 | sleepy誕辰                               | 國主為了sleepy舉辦了生日誕辰，邀請了老公的朋友同事們一起同樂，形式像小朋友滿週歲一樣，讓sleepy穿著韓服、抓周、好友送禮....等模樣可愛。最感人的就是國主自製一段回憶影片，從他們第一次見面到現在，最後還有文字對老公說的話和感謝，讓老公很感動。生日會結束國主還親自載sleepy和他的朋友們到夜店由國主請客。 |
| 17       | 2017/03/18 | sleepy參加喜劇大聯盟克                   | sleepy一早就在精心準備小點心，要為國主送去，還準備了同事的份。到每個辦公室都被虧的國主，在老公面前跟大家面前都不一樣。還在大家聳恿之下第2次BOBO 很浪漫♡♡♡。他們一起參加任何其他節目綜藝感覺真的很好，好笑又浪漫。 |
| 18       | 2017/03/25 | 國主見公公                               | 夫婦早晨心血來潮的喜被子，那件被子整整7個月未清洗過，非常髒。sleepy還呼喊國主一起踩，但因為國主不想讓人看腳，就只好自己努力。 幾天後國主精心打扮要去見公公，一起去學打鼓的的地方找公公，結束後一家人一起吃飯，國主也準備了醃牛肉給公公，公公也準備了印兩位照片的馬克杯、手製印章...等等的禮物。真的非常用心。 |
| 19       | 2017/04/01 | 嚮往田園生活                             | 今天到鄉下找一位演員老師，也順便享受一下田園生活。但是一切都跟他們想的不一樣，先是拔菜，開始掃落葉、燒落葉...一整個辛苦，終於可以坐下來休息吃雞喝酒...但還沒結束，接下來還有很多活要作.... |
| 20       | 2017/04/08 | 不再嚮往田園生活                         | 休息後又繼續開工，sleepy鏟雞屎要作肥料、搬重物、施肥，一整的累。結束後烤肉大餐雖然開心，但他們也已經不想在農村生活了。 |
| 21       | 2017/04/15 | 帶fury去獸醫院檢查                       | fury好像有一些狀況，所以夫婦帶牠去給獸醫檢查，但fury好像非常害怕。檢查發現淚腺堵住，所以狗狗眼睛旁都會有紅紅的，打算手術，但fury一直很不安，所以只好改下次。為了讓fury放鬆，所以帶牠去洗澡敷面膜。結束後去見國主至親的男性友人，這也讓sleepy一直吃醋。 |
| 22       | 2017/04/22 | 蜜月旅行日本行                           | 這次蜜月旅行的地點是日本名古屋，到的時候下了毛毛雨，但不解興致他們馬上在機場拍起照片來。第一天以國主喜歡的行程下去走，來到F1賽車場體驗飆車的快感，好像也不像要飆車，就是享受而已，最後國主勝利。第二站來到遊樂園，國主想坐過山車，但sleepy真的非常害怕，一路狂叫。第三站來搭情侶必備摩天輪，一上去原以為會很浪漫....結果.... |
| 23       | 2017/04/29 | 蜜月旅行2                                | 一上摩天輪sleepy怕高，一直抓著國主非常害怕，沒有浪漫的過程只有對高的恐懼。第四站他們來到一個充滿花卉的公園，滿滿美麗的花海，享受沒多久馬上找到吃的，先是買了啤酒，還用了在夜店學的特殊敲杯。sleepy還趁國主等待的時候偷偷買了可愛的仙人掌送給國主。最後sleepy帶著國主到高級餐廳吃鐵板燒位今天劃上完美句點後回到飯店。回房間換上sleepy準備的情侶睡衣，小酌一下，國主還準備了相簿，把今天滿滿的回憶貼到相簿裡保存著... 睡覺時sleepy關燈慢慢走向國主的床自然躺下....害羞的入睡。 |
| 24       | 2017/05/06 | 這不是最後， 而是另一個開始... 蜜月3     | 第二天早上，國主在外面看著sleepy昨天送給他的仙人掌，sleepy則是泡morning coffee給國主喝。兩人馬上前往火車站要搭火車到伊勢中川，有點復古懷舊的地方，一整個看過去都是矮房子。一到目的地就開吃了，烏冬麵、串燒、還買了自己生孝的占卜娃娃(sleepy鼠、國主牛)，坐在那還有親切的奶奶送麵包給夫妻倆吃。走著走著他們看到有射擊遊戲就停下來玩，得到不少的零食。離開後他們搭車到最後的場所，搭車時國主還偷偷依偎在sleepy的肩上。到達目的地某三重縣的山上，看著大海與山連結拍拍照後，決定買個明信片寄給彼此。寄完後緩緩的坐在足浴泡腳聊著因為有對方所以更好更順利，以他們的背影做結束。 |

## 心空夫婦
- 孔明（5urprise）與鄭惠成－心空夫婦
- 「心空夫婦」為華語地區的粉絲取自二人名字之諧音，也與韓文中的「心動」念法相同。
- 接替於12月3日下車的憧憬夫婦，12月10日播出第一集。
- 兩人再續前緣，之前曾一起拍攝過TVN的綜藝節目我耳邊的糖果，所以又稱「糖果夫婦」。

| 各集列表 | 各集列表   | 各集列表                                                    | 各集列表 |
| 集數     | 播出日期   | 標題                                                        | 備註 |
| -------- | ---------- | ----------------------------------------------------------- | --- |
| 1        | 2016/12/10 | 滑雪場初次見面(上)                                          | 兩人收到任務卡在纜車相見, 惠星需隱藏面貌直到孔明猜中名字為止; 惠星在纜車相遇孔明的瞬間嚇到了, 因為惠星在與作家討論時說了三次希望的老公人選為孔明; 在隱藏面貌的情況下, 孔明一次就猜出是惠星, 惠星害羞否認; 惠星問到孔明理想型是誰, 孔明告知為Twice 定延, 惠星嫉妒爆發, 最終在下纜車後才揭曉身份; 惠星因面對理想型孔明害羞不已, 不知所措; 惠星再次問到希望老婆是誰, 孔明再次說Twice 定延, 惠星嫉妒心再次爆發; 及後孔明問到惠星理想型是誰, 惠星直指孔明 (小黑屋)兩人都為這份必然會遇到的緣份 感到神奇 |
| 2        | 2016/12/16 | 滑雪場初次見面(下)                                          | 一開始惠星表示不懂滑雪, 孔明親身示範了一下及倒地姿勢, 後發現原來惠星滑得很好 更是有個人裝備的程度, 孔明因之前的指導教學羞愧不已; 惠星開心到處炫耀結婚了, 還說會生孩子的, 孔明害羞驚慌了; 兩人S型交叉滑行, 眼睛對視的瞬間, 好像電影一樣, 心動不已; 在滑雪場吃小食交談的時候, 意外發現惠星料理很厲害; 離開滑雪場惠星稱讚孔明帥氣為自己喜歡的類型, 孔明心動不已; 孔明詢問結婚中要注意事項, 惠星因嫉妒只要求不說Twice 定延; 孔明說起因為之前一整天的通話, 現在感覺很舒服, 惠星表示應該要有心動的感覺, 然後突襲孔明的手, 孔明被嚇到揮開, 後來發現惠星不悅而再次緊握惠星的手, 孔明問惠星是否喜歡身體接觸, 惠星表示非常喜歡, 惠星的直率回答, 孔明害羞了; 吃飯途中, 與惠星爸爸通話, 嚇倒孔明; 提到足球遊戲, 孔明開心不已; 因為惠星有門禁時間, 孔明說送她回家, 惠星說不想回家, 想多聊一會 |
| 3        | 2016/12/24 | 慧星前往孔明家                                              | 惠星帶了很多東西到孔明家拜訪, 其中PS(足球遊戲)更令孔明開心不已; 惠星親自做飯; 孔明表示想以"寶貝"作為稱呼, 因為覺得第一次放送惠星特別害羞的表現很可愛很像寶寶; 孔明幫忙系圍裙, 但惠星的積極孔明反而害羞了; 吃飯時孔明詢問以後是否每天都做飯吃, 惠星回答只要想吃什麼時候都可以, 孔明說一直做給我吃; 惠星吃不完的剩飯, 孔明幫忙吃掉; 孔明特意預備了之前惠星說想吃的刨冰; 兩人因電視反影很合襯而心動; 孔明因可以在家玩足球遊戲而興奮不已; 惠星因為通宵拍攝又因吃飽了而急發困, 孔明幫忙洗碗讓惠星休息; 惠星帶點害羞到床上休息; 孔明克制著不一起躺下, 希望一起躺下的激動心情留在新婚房感受; 惠星說有孔明在身邊睡不著, 但可以充電, 孔明輕拍惠星睡著 |
| 4        | 2016/12/31 | 孔明的回忆之行                                              | 孔明帶惠星到九里故鄉; 孔明小學母校參觀, 突變小粉絲簽名會; 傳統市場約會, 一起分享糖餅, 一起購買情侶商品; 惠星再次向途人表示"我們真的結婚了"; 惠星的突然撒嬌孔明不知所措, 孔明難為情的表情令惠星生氣, 孔明解釋因為人多的原故, 惠星消氣; 娛樂室鐵拳遊戲比試, 打賭實現對方願望, 最後惠星贏了, 要求孔明唱TWICE-TT 邊跳邊唱; 到孔明常去的肥腸店, 第一次一起喝酒; 兩人再次說起之前在人群中撒嬌的表現, 更加理解對方的想法; 惠星提起本想稱呼對方"Baby" 但因為害羞未能說出口, 亦代表二人對稱呼的想法一樣; 孔明搭公車送惠星回家, 在公車牽手; 到惠星住的小區的遊樂場蕩千秋, 因為快到門禁時間懷著可惜而不捨的心情送惠星回家 |
| 5        | 2017/01/07 | 与慧星父亲见面 & MBC演藝大賞                                | 孔明因為與惠星父親見面而緊張, 惠星覺得可愛而不停逗他; 惠星父親表示在節目上一起躺在床上的畫面不太喜歡, 覺得孔明也比想像中柔弱, 惠星一直在旁幫忙說話; 孔明親自挑選了外套給惠星父親為禮物; 父親希望女婿踏實像十五頓翻斗車, 而孔明則像小型轎車; 惠星聽到父親心底話而落淚; 惠星父親表示孔明比想像中不錯, 孔明提出放寬門禁時間, 父親允許門禁時間解除; 父親嫉妒孔明是除了他以外第一個男生吃到惠星的料理; 父親說起不喜歡演員的原因, 惠星不自覺一直誇獎孔明, 令父親驚訝, 孔明很開心; 最後惠星父親覺得孔明比電視看到的好, 覺得女兒真的被搶走了, 惠星再次落淚; 父親說這個假想關係真的很令人麻醉, 問惠星不會是真的結婚吧? 惠星表示人的事情誰都說不準 到達演藝大賞休息室, 兩人被問到新婚現況, 惠星連環撒嬌跟Skinship令其他夫婦羨慕; 惠星被發現一直看著孔明及牽著孔明的手; 被問到是否之前已喜歡, 惠星否認; 孔明與惠星為頒獎嘉賓, 在台上互相稱呼"親愛的", 惠星用釜山方言展示了一小段撒嬌魅力 |
| 6        | 2017/01/14 | 寻找新婚房                                                  | 一早相約咖啡店; 孔明留意到惠星化妝跟髮型變了, 覺得很可愛; 惠星提起因認識孔明後有了跟孔明一樣的新習慣, 惠星不經意做出與孔明相似的習慣, 兩人因相處久了變得相似而大笑不已; 看到窗外小孩, 兩人說起生小孩的問題; 孔明網上預先搜尋了新婚房照片給惠星挑選合心意的再去看房子, 孔明表示完全贊成老婆的選擇; 惠星塗上咀唇突然嘟咀靠近孔明, 孔明說"瞬間迷惑了", 惠星說"雖然害羞, 但很開心"; 第一家二人因為透明浴室/廁所上演情景劇; 孔明因為惠星比有經驗的自己更仔細的檢查而發現惠星細心的一面; 第二家因設備齊全及外國式風格令二人非常喜歡, 但因價錢昂貴而却步, 惠星不捨離開; 最後一家有露台跟南山景色也是不錯的選擇; 最後惠星表示最滿意第二家, 孔明表示沒有其他要求, 老婆滿意就行, 無論怎麼樣都得去; 兩人擊掌緊握著手決定第二家 |
| 7        | 2017/01/21 | 入住新婚房                                                  | 收到任務卡用第一次見面日期打開正確新婚房大門, 兩人夢想實現可以入住夢想中的新婚房, 為此興奮不已; 孔明一進門用新娘抱把惠星抱到閣樓大床; 孔明背著惠星遊新婚房, 樹懶惠星希望在新婚房跟老公一直貼在一起不分開; 惠星帶了不同大小的燈泡佈置新婚房, 孔明為惠星預備夜光星星佈置天花板上; 佈置時惠星發現孔明做什麼事時都非常認真非常投入; 孔明用惠星帶來的大毛線織了圍巾給惠星; 孔明做自炊生飯給惠星吃; 做飯時惠星樹懶模式貼著孔明移動, 特意做了心型蛋給惠星, 孔明表示自炊生飯因有人一起吃感覺更好吃; 惠星飯後表示想喝咖啡, 孔明驚喜預備了即磨原豆咖啡; 惠星眼睛進灰, 孔明幫忙吹走, 帶點BOBO的氣氛, 鏡頭突轉...; 兩人因佈置很美而高興, 孔明背後抱惠星, 惠星反抱到孔明懷中 |
| 8        | 2017/01/28 | 新春特辑                                                    | 三對夫婦到Sleepy家作客; 孔明打電話問地址時因太冷而對國主撒嬌, 惹來Sleepy嫉妒, Sleepy模仿孔明撒嬌; 孔明對國主撒嬌嚇到惠星嫉妒; 孔明為了惠星方便做菜而幫忙洗碗, 兩人表現甜甜蜜蜜, 招來國主側目; 只有兩人在客廳時 貼在一起休息被發現; 孔明因希望一起打保齡而帶來了個人保齡球, 最後決定一起去打保齡; 大伙因孔明的個人裝備而讚嘆, 裝備的逆轉, 孔明滑倒在地, 引發全體拍手大笑; 孔明因其他人的實力而焦躁, 又因之前跌倒而精神崩潰; 惠星因不懂而掉到溝道, 惠星表示很怕掉到溝道, 孔明回應掉下去也沒關係; 兩人在大伙鬧騰時也是二人世界, 孔明指導惠星打法, 惠星成功打到, 兩人興奮不已; 重擊比試, 孔明因誤打而跟國主同分, 哄堂大笑; 三對夫婦一起做了人體模型遊戲 |
| 9        | 2017/02/04 | 與5urprise成員(徐康俊、唯一、姜泰伍)見面 & 孔明求婚作戰(上) | 相約5urprise成員徐康俊、唯一、姜泰伍餐廳見面, 互送禮物; 成員說起孔明婚後的改變, 感覺被老婆抓住了, 惠星反而感覺被孔明抓住, 成員說孔明一開始想做直進男失敗了, 現在反而在惠星手心裏; 成員看著節目都會不由自主笑出來, 兩人很相配, 能看出來互相照顧著; 成員追問是否真的BOBO了, 兩人迴避問題; 談話間發現康俊跟唯一經常擁抱, 惠星擁抱孔明說"我們也經常擁抱吧"; 泰伍提起惠星平常一起玩時不會撒嬌, 惠星表示只會對自己男人撒嬌, 孔明被訓要好好回應惠星的撒嬌; 惠星去洗手間時 孔明跟成員討論求婚作戰計劃; 孔明去洗手間期間, 惠星告知大伯因一直都是自己在主動 有點難過的苦惱, 所以想看到孔明嫉妒的樣子, 上演"大伯的誘惑"隱藏攝影機, 令孔明嫉妒心大爆發; 提議去新婚房參觀, 上車時孔明因要預備作戰而裝病下車, 惠星擔心; 孔明, 泰伍跟經理人穿著多利玩偶裝到達新村 用燈泡跟花瓣在地上做成心型驚喜場地; 求婚作戰開始... |
| 10       | 2017/02/11 | 孔明求婚作戰(下) & 二人派對                                 | 求婚作戰開始...惠星擔心 打電話給孔明, 孔明發揮裝病的細緻演技; 惠星猜測三隻多利中其中一只是孔明而作狀離開, 全員驚慌; 惠星一次猜中哪只是孔明; 孔明現身為惠星戴上花冠, 亮出戒指, 跪在地上說出"請和我結婚吧", 惠星感動落淚, 後因感動和放心而哭得很厲害; 如夢一般的新村求婚大作戰; 回到新婚房, 收到惠星網購的派對用品; 兩人收到情侶手機作新婚禮物, 用兩人合照作為背景畫面; 孔明以為派對用品留作以後之用, 惠星說是今天兩人派對之用, 孔明驚慌; 孔明因幫忙惠星穿圍裙像戴項鍊的感覺而害羞; 惠星看到孔明背部跳上讓孔明背著; 簡單做出下酒菜跟雞尾酒; 脫掉圍裙也是甜蜜氣氛; 因玻璃珠燈, 下酒菜, 雞尾酒...形成派對氣氛 兩人因心情放鬆而高興; 派對結束, 躺在上床, 孔明給惠星胳膊枕頭, 兩人對比雙手欣賞戒指; 回味求婚片段; 孔明將惠星緊緊抱著, 嚇得惠星害羞尖叫; 惠星因有點冷而打噴嚏, 孔明再次將惠星抱在懷中 |
| 11       | 2017/02/18 | 初次旅行-江原道(上)                                         | 兩人第一次旅行, 心情興奮; 惠星直進舉動, 令孔明眼睛只能一直看著她; 到休息站吃飯, 惠星看到小朋友保齡球, 孔明表示現在對保齡球有恐懼症; 孔明在丛林的法則也摔倒了, 表現出奇妙的身體攪笑; 惠星因孔明口味太咸而決定在家要做健康餐給孔明吃; 兩人因看到路標寫著新南(新南跟開心同音)而開心, 惠星因播放歌曲"CHU"而問孔明是否今天會BOBO, 孔明害羞回避; 惠星親手做了朱古力作為情人節禮物; 孔明因惠星喜歡刺激的遊樂設施而帶她體驗巨型彈弓, 打賭不閉眼睛, 惠成完勝; 因為惠星是咖啡迷, 第二個追擊取向場所-咖啡專門店; 孔明親手泡咖啡給惠星喝, 惠星感動; 泡咖啡過程中惠星說了三次孔明是我的男人; 計劃開始實踐願望清單, 結婚典禮, 邀朋友來玩...惠星突然說"我們還要BOBO", 孔明因尷尬面紅 |
| 12       | 2017/02/25 | 初次旅行-江原道(下)                                         | 繼續江原道旅行; 孔明為了讓惠星發洩心裡壓力而去到射擊場; 另一原因孔明想展示一下帥氣給惠星看; 一開始孔明連中二發, 惠星因槍支重量而顯得有點吃力, 兩人再次打賭; 實戰開始, 孔明連中三發展示了驚人的射擊能力, 惠星因槍支後力而疼痛, 孔明看了心痛而幫忙提槍分擔重量, 惠星感覺好像孔明抱著她一起射擊, 惠星連中二發; 孔明開始失去感覺, 惠星後來追上, 最終再次惠星勝出; 惠星心願"一日樹懶劵", 希望孔明一整天纏著自己; 小叔子道英看了節目表示想跟惠星通話, 惠星第一次跟孔明家人通話, 兩人互相撒嬌稱呼"嫂子, 小叔子", 邀請道英來家裏作客; 道英說出哥哥很喜歡愛撒嬌的女生, 孔明迴避惠星視線; 掛線後惠星因孔明喜歡撒嬌女生而嫉妒; 惠星再次提起今天預備跟老公BOBO; 兩人起程去最後休息場所-溫泉, 在車內聽著音樂緊緊靠著, 惠星乘孔明回望時嘟咀靠近孔明, 孔明害羞; 惠星表示看到孔明訪問中問題"實際發展成戀人的可能性", 訪問中回答"請關注我們吧", 惠星問為什麼不理直氣壯說出來, 孔明回應"我們在談戀愛, 這樣嗎?", 嚇倒演播室, 猜測兩人是否真的已在交往??? 到達露天溫泉, 泡溫泉時惠星坐到孔明身上, 孔明坐立不安, 思緒千萬...兩人覺得今天像夢一樣, 很幸福; BOBO氣氛再次出現, 鏡頭再次突轉...然後兩人跑走... |
| 13       | 2017/03/04 | 小叔子(NCT-道英)新婚房拜訪                                  | 邀請小叔子到家作客, 預備了豐盛主菜的健康料理歡迎道英; 兌現"一日樹懶劵"孔明一直貼著惠星做菜; 惠星展現不凡的料理實力; 20道韓式料理公開, 道英讚嘆! 惠星問起道英 孔明在學生時代怎樣 孔明很有人氣 有"九里市長", "F4"之稱, 孔明害羞嚇倒; 道英說哥哥不太會表達, 所以希望惠星不要因為看到孔明的表面而受傷; 飯後道英親手做拔絲作甜點; 道英做甜點時, 兩人忘記弟弟的存在陷入甜蜜世界; 道英帶來了很多東西, 分階段展示, 第一階段, NCT簽名專輯上 道英給惠星的親手信, 惠星興奮不已; 第二階段, 孔明畢業紀照片, 孔明頭上插花非常可愛; 道英突然說起孔明前女友, 惠星緊張, 最終沒有公開; 第三階段, 小時候照片, 孔明傳說中的初一照片, 跟現在外貌一樣的美少年認証, 最後階段, 孔明爸爸親筆信, 惠星感動哭了; 因為希望道英能在忙碌的偶像日程中享受一下自由而去到漢江, 幸運地看到北斗七星, 三人許願; 道英笑說惠星跟媽媽非常像, 也很愛撒嬌, 惠星聽到很開心 |
| 14       | 2017/03/11 | 100日紀念活動                                               | 為紀念100日, 惠星想做點特別的活動, 兩人去到"夫婦心理咨詢中心", 首先做過問卷, 等待結果之前, 通過遊戲更了解對方; 孔明臭手認証, 一直抽到任務卡, 不能完成任務令惠星生氣; 最後任務卡在各自立場上說出令對方不滿意的行為, 兩人都不約而同說出在人多地方對Skinship 有不同看法; 最後問卷分析, 惠星追求獨特性, 而孔明無意識欲望是成功, 原來是野心男, 希望得到周圍的認可還有表揚; 填寫最喜歡的人, 惠星是媽媽跟老公, 而孔明是自己, 惠星生氣; 最後兩人對快樂跟愛情的要求都很高很一致; 接著因為要去做插花烘焙而到了花店, 惠星要求為對方選花, 因男生女生的眼光不同而分歧; 去到蛋糕店, 兩人親手做插花烘焙; 孔明預備了驚喜禮物, 乘惠星不覺放到蛋糕中, 用奶油隱藏著, 後因蠟燭弄到奶油上不能吃掉而無奈, 驚喜禮物是雪花形狀的頸鍊, 為紀念第一次見面的滑雪場, 兩人緊握雙手承諾"幸福地好好生活" |
| 15       | 2017/03/18 | 校園情侶體驗 & 與南珠(Apink)校園用膳                        | 為完成惠星心願, 兩人一起走到校園, 體驗校園情侶生活; 第一站..因為惠星要做學生証而一起走到照相館拍照, 交換証件照放到對方錢包中; 第二站..孔明陪惠星听課, 孔明在自我介紹時說起由跆拳道選手轉為演戲的過程, 還有心路歷程; 孔明表演跆拳道踢腿, 姿勢有板有眼, 但後被助教同樣的表現完全被蓋過了; 最後相約同校的南珠去到學生食堂一起用餐, 惠星南珠見面非常興奮, 兩人的互動看在南珠眼裏很合襯 (小黑屋)兩人牽著手好像真的成為校園情侶, 感覺很好, 非常滿足幸福的一天, 一起享受一起幸福 |
| 16       | 2017/03/25 | 拜訪孔明小時的跆拳道教室                                    | 小時候是跆拳道選手的孔明, 送了道服給惠星, 打算帶惠星到從小學習的跆拳道道場, 為了洗去以往黑歷史, 希望展現帥氣一面給惠星看; 來到道場, 換過道服, 黑帶孔明帥氣非常, 孔明熱身時被館長稱讚腳仍然很靈活, 沒有生疏的踢腿實力; 惠星不知腰帶系法, 孔明幫忙系上, 自然的背後抱; 一開始跟舊友人來場友誼賽, 展示了不凡的實力; 終於目的達到 展現了帥氣的一面; 上課時, 孔明一直關注著惠星, 照顧著她; 後來惠星因體力不支中途放棄, 孔明細心安慰; 最後孔明單獨教授惠星; 孔明表演踢板擊破, 令人讚嘆, 惠星也稱讚非常帥氣; 惠星挑戰擊破成功 |
| 17       | 2017/04/08 | 濟州島油菜花田二人婚禮                                      | 二人因一直夢想要舉辦溫馨而沒有固定形式只屬於二人的小型婚禮而去到濟州島的油菜花田; 在機上二人選了婚禮曲及寫下婚姻宣言; 播放婚禮曲 雖然沒有完美音響 沒有耀眼紅地毯, 只專屬於二人的婚禮, 二人非常緊張, 兩人一起的過程一點一點回憶起來 向著對方走近; 兩人互相宣讀並交換婚姻宣言; 小叔子道英因未能到來而預先發來了祝賀視頻並準備了孔明的簡單任務...最後二人緊緊相擁完成婚禮; 二人錄製邀請視頻請帖, 相攝婚照, 像電影一樣; 完成婚禮後, 兩人駕著敞篷婚車去吃飯; 以著名拉麵代替喜麵; 兩人分別打電話給家人告知完成婚禮, 惠星父親生氣, 說婚禮無效, 要馬上去濟州島.... |
| 18       | 2017/04/15 | 新婚旅行-濟州島(上)                                         | 因發送了邀請視頻請帖, 惠星陸續收到朋友的祝賀, 孔明因未有收到成員們的回覆而失望; 孔明本來預約了滑翔傘, 但因天氣不好而更改了預備方案二快艇跟帆傘; 玩快艇時因惠星說了太沒勁令船員不停轉圈增加刺激度, 導致惠星暈船(眩); 接著到帆傘, 孔明預備了驚喜, 二人一起飛上天, 在只有二人的空間, 想起兩人初次見面, 飄過兩人相處過程的種種回憶; 孔明再次單獨坐上帆傘, 展開了橫幅, 寫著"惠星呀 謝謝你還有 我愛你", 又拍攝了視頻信件給惠星, 最後說了"鄭惠星, 我愛你"; 兩人去吃濟州島特產大餐, 吃飯時收到朋友們的祝賀視頻, 兩人雖然因未能有友人到場祝賀而有點小失望, 到最後覺得兩人最重要, 火熱地玩吧!! |
| 19       | 2017/04/22 | 新婚旅行-濟州島(下)                                         | 來到新婚初夜的酒店, 先到了有惠星喜歡的小燈泡跟花朵的酒吧, 預備了適合新婚之夜帶甜味的玫瑰紅酒; 惠星準備了驚喜, 自彈自唱了"SAY YOU LOVE ME"送給孔明; 兩人到溫水池游泳; 最後到酒店套房, 孔明因婚禮過後的新婚初夜, 想特別的渡過, 再次預備驚喜, 用氣球跟小燈泡佈置了房間, 帶著花束躲起來, 惠星回來找了一下不找了, 孔明急起來, 不停發短訊, 最後惠星發現了"孔明花", 孔明預備了花束及親筆信, 惠星感動流下了幸福的眼淚 |
| 20       | 2017/04/29 | 鬼屋挑戰 & 製作啤酒                                         | |
| 21       | 2017/05/06 | 送結婚答謝禮手工啤酒給朋友 & 晚上漢江泳圈小艇二人約會       | |

## 外部連結
- 官方网站（韓國MBC）
- 官方网站（日本KNTV）（日語）
- 官方网站（台灣緯來戲劇台）（繁體中文）